# Monopoli (Italia)
Monopoli (AFI: /moˈnɔpoli/; Menòple in dialetto monopolitano, pron. [məˈnɔːpələ] ) è un comune italiano di 47 694 abitanti della città metropolitana di Bari in Puglia.
Estesa su un territorio di oltre 150 km² e affacciata sul mar Adriatico, lungo la costa sud-orientale della regione, Monopoli si configura come una delle realtà urbane di maggiore rilievo del territorio sia per ampiezza territoriale sia per consistenza demografica. La città riveste inoltre un ruolo di primo piano nell’ambito del turismo regionale, distinguendosi come una delle mete più apprezzate e frequentate della costa adriatica pugliese. Il suo centro storico, di origine medievale e ricco di testimonianze archeologiche, architettoniche, religiose e culturali, convive armoniosamente con un litorale caratterizzato da spiagge sabbiose, calette rocciose e acque limpide.
Alle spalle della costa, il territorio rurale si estende verso le colline della Murgia, offrendo un paesaggio punteggiato da antiche masserie fortificate, uliveti secolari e ville neoclassiche, che rappresentano un ulteriore elemento di richiamo per il turismo culturale e naturalistico, contribuendo a definire l’identità storico-paesaggistica del comprensorio monopolitano.

## Geografia fisica

### Territorio

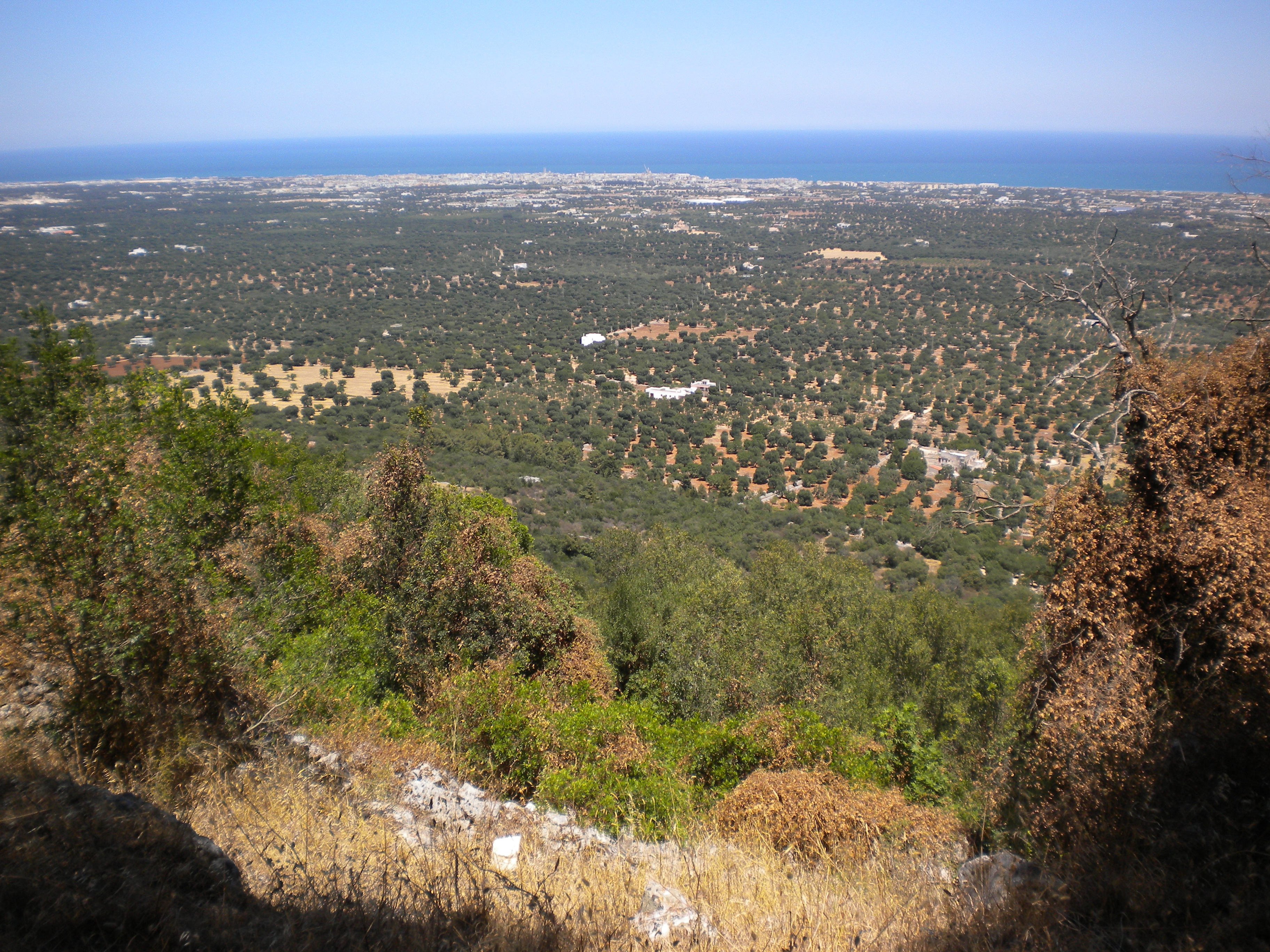
Veduta del territorio di Monopoli dal monte San Nicola.

La città di Monopoli sorge lungo il litorale adriatico a 40 chilometri a sud di Bari, nella zona geografica della Terra di Bari, in particolare nel settore sud-orientale della Conca di Bari, il cui rilievo, man mano che ci si avvicina alla costa, presenta talora una forte inclinazione, formando un ripido gradino localmente chiamato Le Serre. Tale pendenza, rilevabile a pochi chilometri dal centro, delimita due paesaggi nettamente distinti: uno pianeggiante, denominato marina, che si estende verso il mare, e uno sollevato, sì da formare una specie di tavolato - denominato selva - che si spinge verso l'interno fino ad un'altezza massima di 408 metri, nella zona dei monti Carbonara in contrada Aratico. Tale gradino è dovuto all'azione erosiva del mare e segna un successivo stadio del sollevamento a cui tutta la regione delle Murge andò soggetta nel Pliocene, quando essa emergeva nella sua parte più elevata. Il territorio della città di Monopoli si estende complessivamente su una superficie di 157,89 km². La costa, lunga quasi 15 chilometri, è bassa e frastagliata: con oltre 25 cale ed ampie distese sabbiose risulta particolarmente adatta alla balneazione e all'esplorazione della vita sottomarina.
Secondo un recente studio del 2021, l'area urbanizzata di Monopoli risulta essere la terza della provincia di Bari per estensione dopo Altamura e Bari; decima della regione dopo Cerignola.
Il restante territorio è diviso in unità denominate contrade, alcune delle quali oramai incluse all'interno del centro abitato. Sono caratterizzate dalla presenza di antiche masserie fortificate (centri di conduzione di attività agricole), chiese e insediamenti rupestri, trulli, ville patrizie neoclassiche e case coloniche. La coltivazione predominante è costituita da ulivi e mandorli, ma non mancano alberi da frutta (agrumi, ciliegi, fichi) e soprattutto ampie coltivazioni di ortaggi. La vegetazione spontanea, in prevalenza macchia mediterranea, è ancora presente in diverse zone del territorio. Di particolare pregio naturalistico, anche per l'ampio panorama sulla marina sottostante e su alcune città vicine, è l'oasi faunistica del Monte San Nicola. Nell'oasi, situata su un poggio all'estremo lembo murgiano, a circa 6 chilometri dal centro abitato, sono presenti preziose specie botaniche.

#### Idrologia

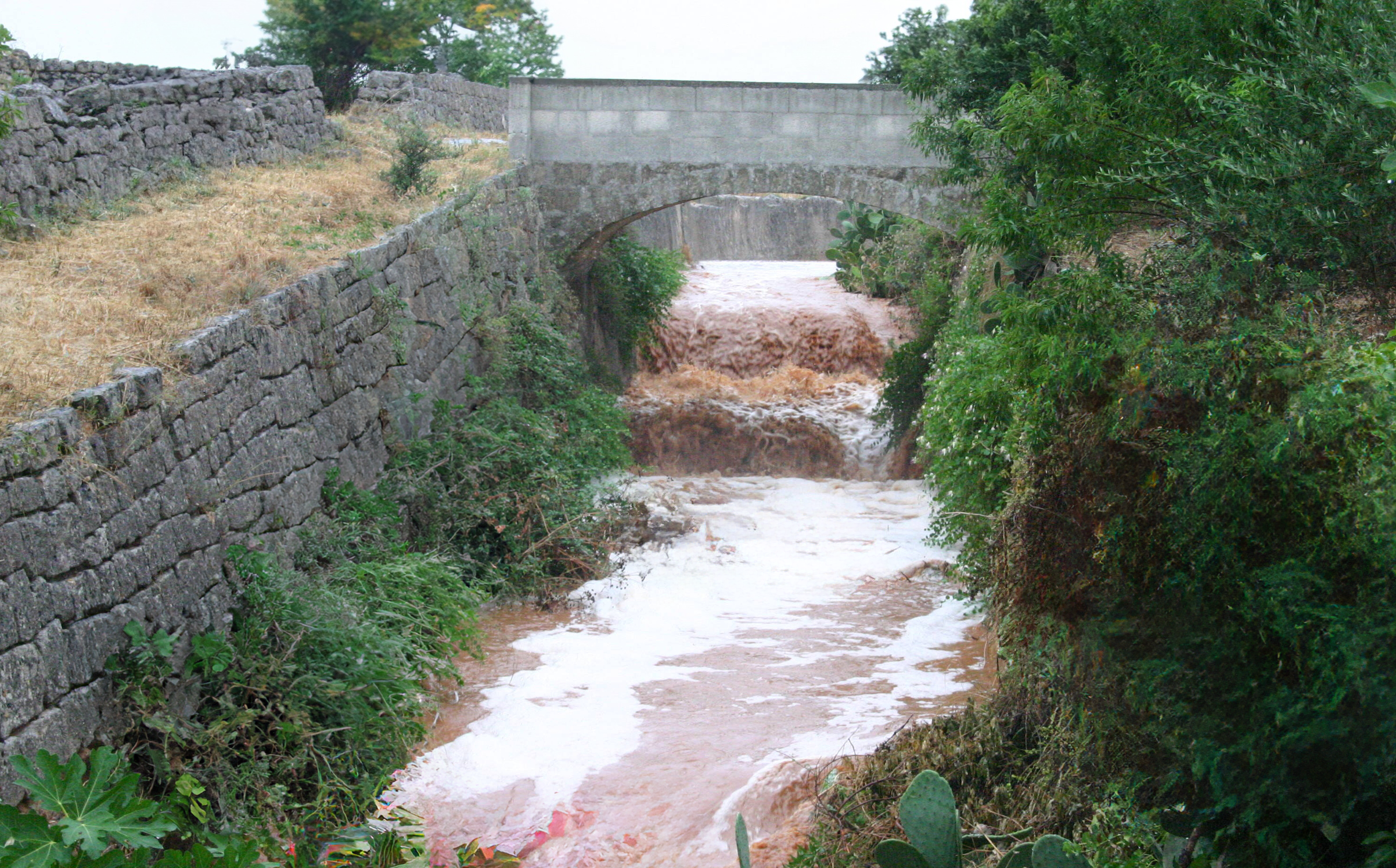
Il torrente Ferraricchio in piena a causa di piogge torrenziali (2021)

I corsi d'acqua sono di fatto assenti in superficie: tuttavia, in occasione di rovesci particolarmente intensi, si riattivano periodicamente lame a carattere torrentizio fra cui i torrenti Ferraricchio e San Donato. Si tratta di incisioni erosive poco profonde che convogliano le acque piovane della selva verso il tratto finale del bacino idrografico cui appartengono, con foci che si aprono in alcune calette della costa monopolitana o che, in altri casi, risultano obliterate da opere di urbanizzazione della seconda metà del Novecento. Altri corsi d'acqua oggi di fatto scomparsi sono il Belvedere, il Santa Cecilia, il Lama di Maga e il Giordano, localmente chiamati mene. La falda freatica è invece ricca di acqua dolce.  L'unica sorgente nota del territorio monopolitano è la cosiddetta 'Acqua di Cristo', di natura salmastra, che sbocca a livello del mare nei pressi della 'Grotta delle Mura', lungo il litorale.
Nel litorale a Sud di Monopoli, in area privata, si apre inoltre un piccolo lago salato, di natura artificiale, detto Lago di Santo Stefano per la sua ubicazione nei pressi dell'omonimo castello. Si tratta di un piccolo specchio d'acqua, circondato da una folta macchia mediterranea, direttamente collegato all'Adriatico tramite una galleria artificialmente scavata nella roccia.

#### Geologia e fenomeni carsici

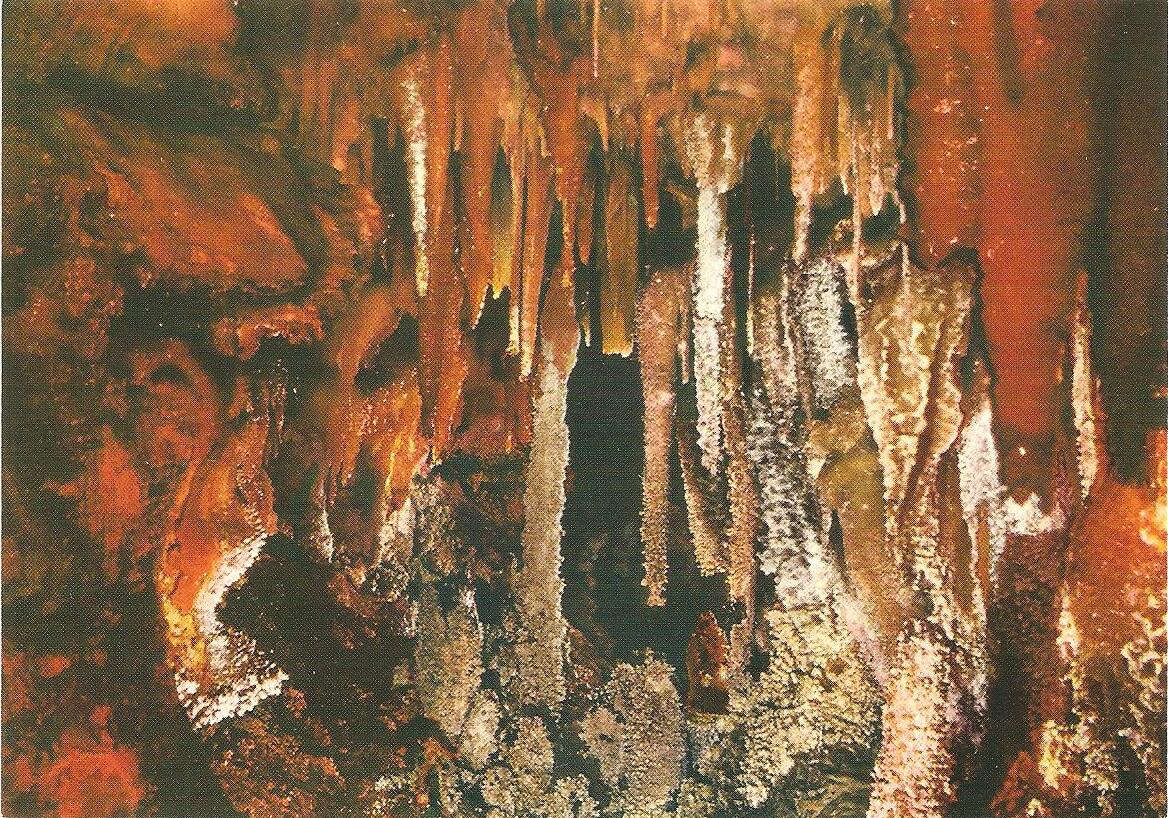
Voragine dell'Impalata, corridoio dei pozzi.

La giacitura prevalente del suolo è di tipo collinare. I terreni superficiali, di natura calcarea, risultano appartenenti al gruppo delle terre rosse. Le rocce sono prevalentemente risalenti all'Era Mesozoica, del gruppo calcari delle Murge e tufi delle Murge. Le coste sono a nord alte e frastagliate con poche cale sabbiose; a sud, alte e frastagliate con numerose cale sabbiose; infine, nella zona fino ad Egnazia, le coste sono basse e sabbiose con numerosi lidi costieri  Nell'altopiano si aprono numerose grotte e inghiottitoi di origine carsica. Tra i principali:
- La voragine dell'Impalata[15], che si apre sul fondo di una grande dolina nell'omonima contrada, caratterizzata dalla presenza di un pozzo perfettamente verticale a sezione quasi circolare, del diametro di circa 2 metri, che si spinge a 97,30 metri di profondità. A circa 83 metri si incontra un breve e alto corridoio di circa 40 metri, piuttosto pericoloso a causa della presenza, forse solo stagionale, di anidride carbonica. Sul fondo del pozzo si dipana un corridoio orizzontale dove la percentuale di ossigeno torna accettabile.[16]
- Grotta di Santa Lucia, in contrada Aratico, grande e articolato complesso carsico che sarebbe caratterizzato dalla presenza della seconda caverna più grande d'Italia.[17] L'ingresso della Grotta di Santa Lucia è posizionato a 375 metri sul livello del mare ed è costituito da un pozzo verticale del diametro di circa 1,1 metri e della profondità di 25 metri che sbuca, dopo aver intercettato una piccola cengia, sulla volta di una colossale grotta di forma vagamente ellittica, in sezione orizzontale, le cui misure risulterebbero di circa 170 per 56 metri.[18] Vari indizi di natura altimetrica, morfologica e geologica fanno ipotizzare che questo imponente complesso di grotte, corridoi e voragini sia solo un tratto di un grande corso d'acqua sotterraneo, attualmente completamente asciutto ai livelli esplorati che, partendo dall'altopiano e sprofondando molto più in basso, si dirige verso il canale di Pirro per raggiungere il fondo dei grandi inghiottitoi ivi presenti.
- Voragine della Cavallerizza. Da un inghiottitoio, sempre in territorio di Monopoli, presente non lontano dalla storica masseria della Cavallerizza nell'omonima contrada, si accede ad un complesso sistema di pozzi e corridoi, tuttora attivo, caratterizzato dalla presenza di acqua, in pozze e in un laghetto intermedio, fino a raggiungere, con un ultimo e più profondo pozzo di 170 metri perfettamente verticale, un lago posto a circa 300 metri di profondità rispetto alla quota d'ingresso.[19]

### Clima

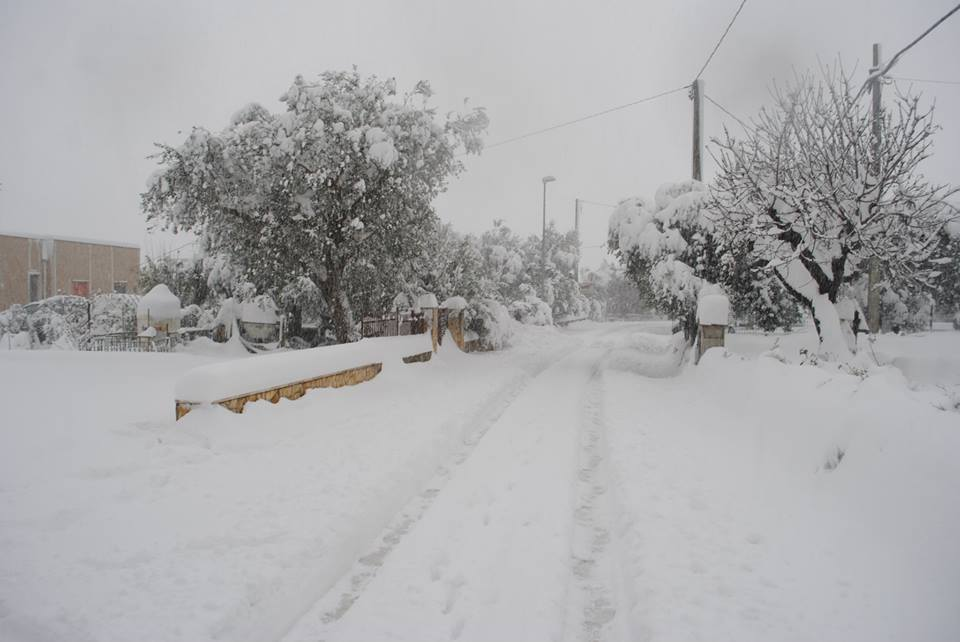
Contrade di Monopoli innevate (2014)

Il clima è mediterraneo (clima temperato alle medie latitudini, secondo la classificazione dei climi di Köppen), con estati secche e calde e inverni sufficientemente miti, oltre che umidi. L'azione mitigatrice del mare fa sì che le escursioni termiche siano contenute e, vista la posizione della città sulla costa del basso Adriatico, i venti molto spesso sono a regime di brezza. D'inverno il territorio può essere interessato da incursioni di aria fredda di origine balcanica che, in alcune occasioni, determinano precipitazioni a carattere anche nevoso. Da ricordare le nevicate del 1956, 1961,1987, 1993, 1999, 2003, 2010, 2014, in cui caddero in media, sulla città, 15–30 cm di neve. Più frequenti sono le nevicate nella zona collinare, dove si verificano a cadenza più o meno annuale e dove possono raggiungere, straordinariamente, anche i 60 o i 70 cm di altezza, come nel 1956 o nel 2014.
Le precipitazioni, del resto, si concentrano nei mesi autunnali e invernali ed hanno un regime molto variabile. In estate la città è spesso interessata da ondate di caldo torrido provenienti dal Nordafrica. In contrapposizione a queste ondate vi sono giorni in cui soffiano venti di maestrale associati la maggior parte delle volte a dei nuclei di bassa pressione che possono dare luogo a temporali e a bruschi cali di temperatura. Gli estremi di temperatura si sono registrati nel gennaio del 1993 (-5,9 °C) e nel luglio del 2007 (45 °C).
| Monopoli                        | Mesi        | Mesi        | Mesi        | Mesi        | Mesi        | Mesi        | Mesi        | Mesi        | Mesi        | Mesi        | Mesi        | Mesi        | Stagioni | Stagioni | Stagioni | Stagioni | Anno |
| Monopoli                        | Gen         | Feb         | Mar         | Apr         | Mag         | Giu         | Lug         | Ago         | Set         | Ott         | Nov         | Dic         | Inv      | Pri      | Est      | Aut      | Anno |
| ------------------------------- | ----------- | ----------- | ----------- | ----------- | ----------- | ----------- | ----------- | ----------- | ----------- | ----------- | ----------- | ----------- | -------- | -------- | -------- | -------- | ---- |
| T. max. media (°C)              | 12,8        | 13,0        | 14,8        | 17,9        | 23,7        | 27,7        | 31,0        | 31,7        | 28,0        | 22,1        | 15,9        | 13,0        | 12,9     | 18,8     | 30,1     | 22,0     | 21,0 |
| T. min. media (°C)              | 6,1         | 6,2         | 7,7         | 9,8         | 13,7        | 18,7        | 21,5        | 22,1        | 17,9        | 12,8        | 9,7         | 7,0         | 6,4      | 10,4     | 20,8     | 13,5     | 12,8 |
| T. max. assoluta (°C)           | 24 (1979)   | 24 (1990)   | 27 (1977)   | 32,6 (1985) | 39,0 (1994) | 45,5 (2007) | 45,6 (2007) | 44,8 (1994) | 39,0 (1988) | 35,0 (1979) | 27,5 (2008) | 23,0 (1989) | 24,0     | 39,0     | 45,6     | 39,0     | 45,6 |
| T. min. assoluta (°C)           | −5,9 (1993) | −3,0 (1979) | −2,4 (1987) | −1,0 (2003) | 5,3 (1987)  | 7,8 (1986)  | 12,8 (1971) | 12,8 (1976) | 8,4 (1979)  | 4,0 (1972)  | 0,0 (1977)  | −3,0 (1986) | −5,9     | −2,4     | 7,8      | 0,0      | −5,9 |
| Giorni di calura (Tmax ≥ 30 °C) | 0           | 0           | 0           | 0           | 0           | 8           | 20          | 22          | 9           | 0           | 0           | 0           | 0        | 0        | 50       | 9        | 59   |
| Giorni di gelo (Tmin ≤ 0 °C)    | 2           | 2           | 1           | 0           | 0           | 0           | 0           | 0           | 0           | 0           | 0           | 1           | 5        | 1        | 0        | 0        | 6    |
| Precipitazioni (mm)             | 53          | 68          | 67          | 42          | 46          | 39          | 28          | 42          | 49          | 69          | 67          | 68          | 189      | 155      | 109      | 185      | 638  |
| Giorni di pioggia               | 7           | 8           | 8           | 6           | 6           | 4           | 3           | 4           | 5           | 6           | 7           | 8           | 23       | 20       | 11       | 18       | 72   |
| Umidità relativa media (%)      | 78          | 76          | 72          | 69          | 67          | 62          | 59          | 62          | 66          | 73          | 79          | 79          | 77,7     | 69,3     | 61       | 72,7     | 70,2 |
| Vento (direzione-m/s)           | N 4,4       | N 4,4       | S 4,4       | S 4,4       | S 4,4       | S 4,4       | N 4,4       | NNE 4,4     | NNE 4,4     | NNE 4,4     | S 4,4       | N 4,4       | 4,4      | 4,4      | 4,4      | 4,4      | 4,4  |

I venti predominanti sono il maestrale, il greco levante, lo scirocco.

## Origini del nome

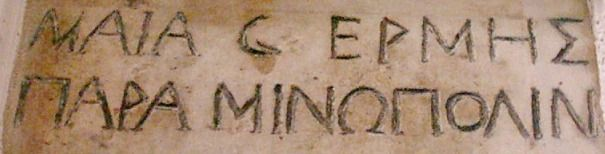
L'iscrizione in greco che si vorrebbe posta sull'antico tempio di Maia e Mercurio: Maia e Mercurio presso Monopoli.

Non si ha alcuna certezza né sul toponimo antico né sull'origine dell'attuale nome della città. Gli scavi archeologici più recenti mostrano che un nucleo abitato esisteva già in epoca messapica (V secolo a.C.) e che era munito di poderose mura. Dalla Tabula Peutingeriana, di epoca tardo romana, si evince solamente che in quegli anni, approssimativamente nella zona dell'attuale Monopoli, sorgeva il centro detto Dertum.
Di Monopoli sono state ipotizzate diverse etimologie:
- Dal greco Μόνη Πόλις, cioè Città sola: Dionisio II di Siracusa avrebbe fondato due colonie sulle coste dell'Apulia: Polisnea (Polignano) e Monopoli, nata sulle rovine di Dertum. Ai Siracusani tale centro risultava il solo porto presente tra Siponto e Brindisi, oppure l'unico approdo sicuro lungo una costa quasi sempre sottovento, e lo avrebbero quindi denominato Μόνη Πόλις.
- Dal greco Μόνη Πόλις, nell'accezione città importante: tale infatti doveva sembrare la grande fortezza messapica agli egnatini che l'avevano scelta come nuova patria, in seguito alla distruzione della loro città da parte di Totila, re dei Goti.
- Dal greco Μόνη Πόλις, nell'accezione città unica, poiché, secondo una tradizione, Monopoli fu il primo centro a convertirsi al cristianesimo tra quelli vicini.Monopoli vista dall'alto.

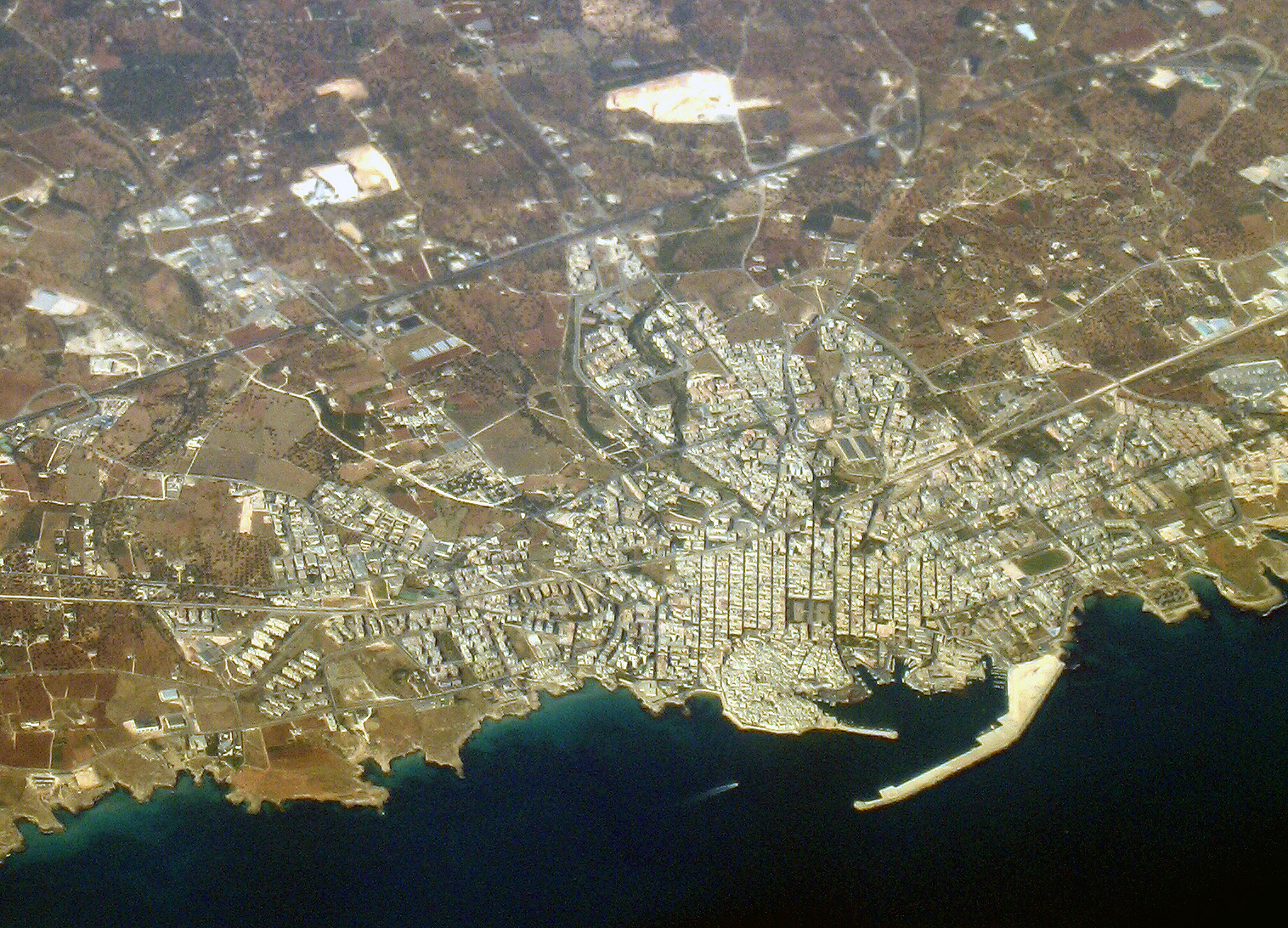
Monopoli vista dall'alto.

- Dal greco Μίνωος Πόλις, cioè Città di Minosse, ipotesi che vedrebbe come mitico fondatore della città il re di Creta Minosse e che, secondo alcuni, sarebbe confermata dall'iscrizione trascritta dall'abate de Saint-Non nella sua opera. Una copia di quest'ultima, citata da Theodor Mommsen come grossolanamente falsificata[senza fonte], è conservata nella sagrestia della Cattedrale. D'altro canto pare accertato, come già visto sopra, che l'area del centro storico di Monopoli era occupata nel V secolo a.C. da un importante insediamento messapico.[25]
- Da un suggestivo termine Manopoli, con riferimento alla forma di mano che hanno i promontori e le rientranze del litorale urbano. Tale termine viene utilizzato dal cartografo piemontese Giacomo Gastaldi, oltre che in una carta dell'archivio di stato di Firenze, risalente al 1400. In altre carte nautiche del Cinquecento si trova sempre la denominazione Manopoli, probabilmente per influsso veneto o fiorentino[26].
- Dal termine slavo polje, e quindi Città delle Grotte: il nome della città ricorderebbe le primitive condizioni abitative urbane, la cui popolazione si era stabilita nelle grotte costiere.

## Storia

### Età antica e medioevo

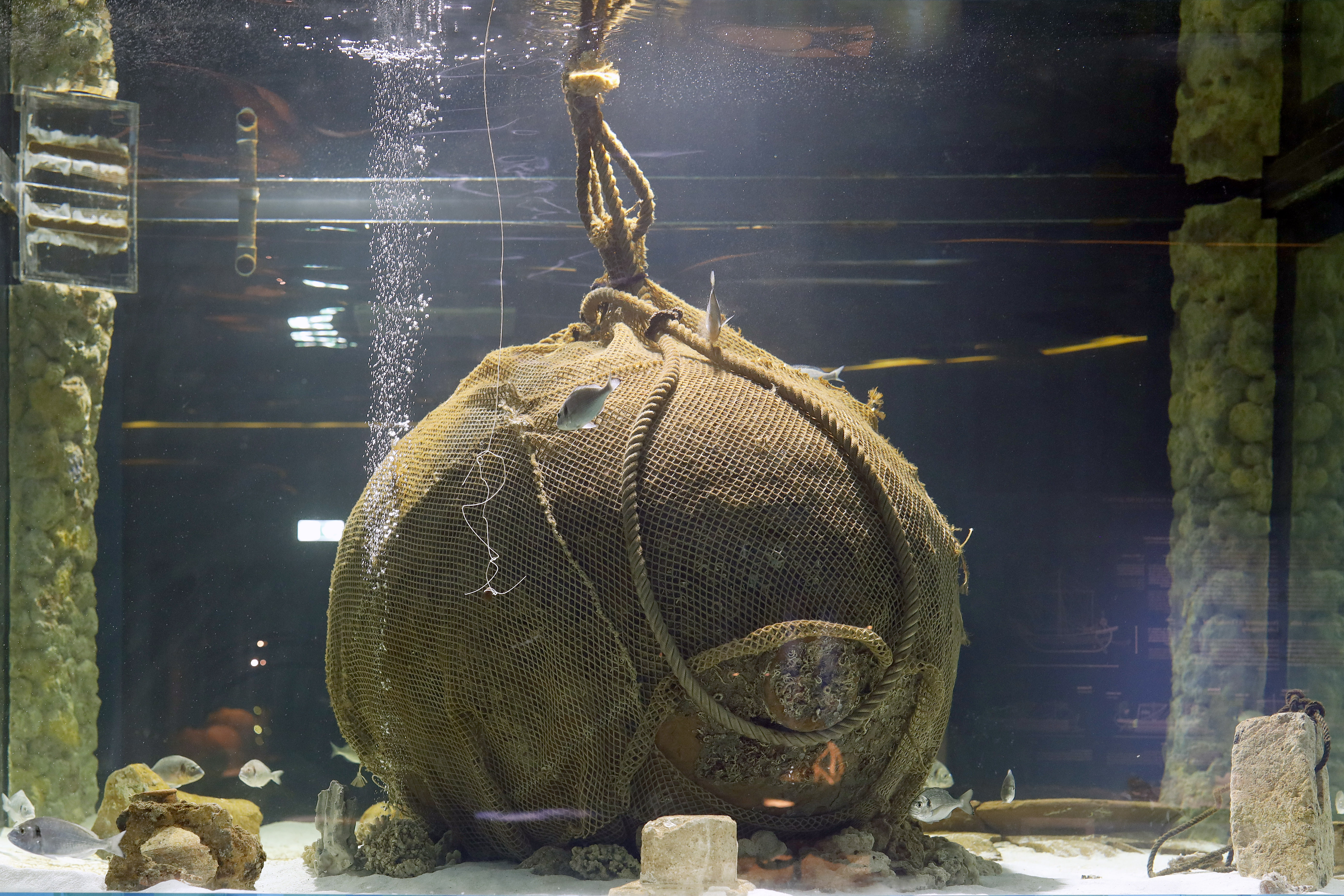
Dolio di epoca romana rinvenuto al largo di Monopoli. Oggi presso il Museo archeologico di Egnazia.

La città di Monopoli trarrebbe le proprie antiche origini da una poderosa fortezza messapica situata al confine della Peucezia. Le mura messapiche cingevano probabilmente l'intera penisola individuata dalla cala detta della Porta Vecchia e dalla cala del Porto Antico; lungo via dei Mulini, all'interno del Bastione di Santa Maria, sotto il Castello, nei pressi del Palazzo vescovile, sono ancora conservati importanti tratti delle fortificazioni del V secolo a.C.
Dell'epoca romana rimane solo la grande porta fortificata, inglobata nel Castello, e alcune tombe nella zona ipogea della Cattedrale. Secondo una leggenda diffusa per molti centri pugliesi e riportata dallo storico locale Giuseppe Indelli, nell'anno 43 San Pietro avrebbe predicato, di passaggio, ad un gruppo di cittadini monopolitani. Dal I secolo a.C. fino a tutto il III secolo d.C. Monopoli è un porto prevalentemente militare. In seguito, secondo gli storici locali settecenteschi e ottocenteschi, grazie all'arrivo degli egnatini profughi della loro città (distrutta da Totila re dei Goti), Monopoli sarebbe divenuta un centro di prima importanza anche commerciale.
Dal X secolo Monopoli diviene un importante porto (nonché l'unico di una certa importanza) tra Bari e Brindisi, punto di incontro tra entroterra e mare.
Diviene inoltre crocevia di viaggi e contatti con l'Oriente durante le Crociate, con conseguente grande sviluppo economico e demografico. È proprio durante il Medioevo che la città di Monopoli conosce la sua massima espansione, tanto da inglobare i territori delle attuali città di Fasano, Locorotondo, Alberobello, Cisternino e parte di Martina Franca.
Nel 1041 si svolge la cosiddetta battaglia di Monopoli tra bizantini e normanni con la prigionia di Exausto. La città si unisce all'insurrezione pugliese chiedendo l'aiuto dei normanni. Nel 1042 Bisanzio invia in Puglia il famoso e crudele generale Giorgio Maniace principe e Vicario dell'Imperatore di Costantinopoli, che si rivolge immediatamente contro la città ma, non riuscendo a prenderla, si accanisce sulle campagne e sui borghi rurali, con terribili stragi e crudeltà. Nel 1045 Monopoli viene assegnata, ma solo sulla carta, a Ugo Toute-Bone nell'assemblea normanna di Melfi. Ugo però riesce a espugnarla solo nel 1049, ricorrendo all'interramento del porto canale che gli consente l'aggiramento delle forti difese terrestri.
Successivamente la città, fedele a Federico II durante la sua minore età, subisce numerosi attacchi da parte dei baroni ribelli senza essere mai espugnata. Durante questi assedi le mura vengono notevolmente danneggiate e Federico II mostra riconoscenza ricostruendole e ampliandole.
All'inizio del XIII secolo si ambienta la romanzesca ma documentata storia di Maio di Monopoli un pirata monopolitano che, avendo ucciso una persona di rango elevato, fu costretto a fuggire da Monopoli a Cefalonia con un gruppo di seguaci. Riuscì a conquistare le isole ionie (Cefalonia, Corfù, Zante, Itaca) divenendone conte. Consolidò il proprio potere sposando nel 1226 Anna Angelo, figlia di Teodoro Angelo Ducas e di Zoe Ducas, potentissimi personaggi alla corte imperiale di Costantinopoli. Da lei ebbe due o forse tre figli, tra i quali il primogenito Giovanni e Riccardo, assassinato nel 1303. Sono documentati due suoi incontri con l'Imperatore Federico II. Non si conosce con certezza la data della sua morte avvenuta dopo il gennaio 1238.
Monopoli, nella seconda metà del XIII secolo, conosce la dominazione degli Angioini, per poi sottomettersi a quella aragonese, durante la quale vive un periodo di ripresa che continua anche sotto la dominazione veneziana nel 1484.

### Età Moderna e contemporanea

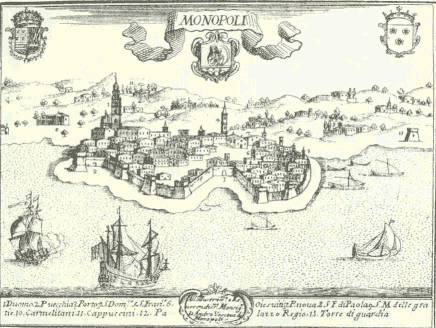
Monopoli nel 1700.

La città passa dopo pochi anni da Venezia ai francesi. Memorabile, crudele e ben documentato è l'Assedio di Monopoli da parte della flotta veneziana, che riconquista la città in pochi giorni dopo violenti e sanguinosi combattimenti, attaccandola dal mare il 29 giugno 1495. Gli storici veneziani, in tale occasione, la descrivono del resto come una bellissima e ricca città. Dopo la presa di Otranto del 1480 da parte della flotta ottomana, per tutto il XVI e XVIII secolo la città conosce un periodo di grande tensione e preoccupazione (come del resto tutto l'Adriatico).
La città in realtà non è mai stata attaccata direttamente dalle flotte turche, che probabilmente la evitarono a causa delle sue poderose fortificazioni, fortemente presidiate. Sono ricorrenti tuttavia le scorrerie di singole navi di pirati algerini, che si limitano a rapire cittadini isolati fuori dalle mura per farli schiavi e quando possibile ricavarne dei riscatti. Nel 1529 la città, protetta dal suo efficacissimo sistema difensivo, con l'aiuto di soldati veneziani e grazie all'eroismo dei suoi cittadini, resiste vittoriosamente a tre mesi d'assedio da parte degli imperiali spagnoli al comando del marchese del Vasto Alfonso III d'Avalos, che è costretto a ritirarsi a causa delle importanti perdite.
Dopo la pace con Venezia, la città passa pacificamente in mano a Carlo V d'Asburgo.
Nel 1566 il vasto demanio regio di Monopoli fu suddiviso tra i centri che erano sorti sul suo vastissimo territorio. Ciò avvenne per volontà del Regno di Napoli in risposta alle suppliche delle Università locali: Monopoli stessa ma anche Martina Franca, Castellana e Fasano. L'operazione, condotta dal giureconsulto spagnolo Bernardino de Santa Cruz, mirava a definire con precisione i confini e le pratiche di utilizzo del territorio, che era stato oggetto di continue controversie. Questo processo portò alla fine dell'arbitrio regio e, soprattutto, alla legittimazione delle "chiusure" (fondi recintati), in precedenza considerate illegali. L'intera operazione, che censì e distribuì 43.000 tomoli di terre, fu documentata nel "Libro del Santacroce", una fonte cruciale per la conoscenza della storia delle comunità rurali monopolitano.
Nel luglio del 1647, durante una rivolta popolare per una nuova tassa sul macinato, l'odiato governatore spagnolo viene linciato insieme ad un povero armigero che cerca di difenderlo. Alla fine di settembre tutto termina con una durissima repressione operata dalle truppe di stanza a Bari. Ad eccezione di questo episodio, dalla metà del Seicento in poi Monopoli segue le sorti del resto del Mezzogiorno, con le dominazioni dei Borbone, e quindi l'annessione al Regno d'Italia nel 1860. Dopo le guerre mondiali e la dittatura fascista, Monopoli si schiera costantemente con la Democrazia Cristiana. Negli anni novanta si susseguono con alternanza governi di centro-destra e governi di centro-sinistra, mentre a partire dagli anni Duemila la prevalenza è per l'area di centrodestra

### Simboli
(Descrizione araldica dello stemma)

Drappo palato di quindici strisce verdi e bianche Concesso il 9 marzo 1935.

L'antico stemma della città di Monopoli era probabilmente a colori invertiti rispetto all'attuale: vi figuravano tre rose rosse su campo bianco. In seguito, dopo la conversione della popolazione alla fede cristiana, le tre rose sarebbero state convertite in rose bianche e il campo in rosso, come lo storico Alessandro Nardelli tramanda traendo spunto dalla Cronaca perduta di Bante Brigantino: Fidelium animas fuisse ealbatas in sanguine agni immaculi C.J. (le anime dei fedeli furono imbiancate nel sangue dell'agnello immacolato Gesù Cristo).
Altra ipotesi riguardo allo stemma è quella che lo vede concesso da Federico II nel 1221 in seguito al valore dimostrato dalla popolazione nei confronti di Gualtieri IV di Brienne, suo acerrimo nemico: in questo caso le rose indicherebbero la fedeltà, mentre il campo rosso il sangue versato dai vassalli monopolitani. Di ciò testimonianza sarebbe l'iscrizione latina posta, secondo la tradizione, al lato del cosiddetto Castello Normanno,  un castello di epoca normanna o sveva - privo in realtà di qualsiasi testimonianza nelle fonti - i cui resti sarebbero stati inglobati nella zona del vescovado, ove terminava il porto canale.
(Testo originale e traduzione italiana)

### Onorificenze
In tale occasione il Comune di Monopoli ottenne anche il titolo di città, e quindi il diritto di fregiarsi della corona muraria a cinque torri.

## Monumenti e luoghi d'interesse

### Architetture religiose urbane

#### Concattedrale della Madonna della Madia

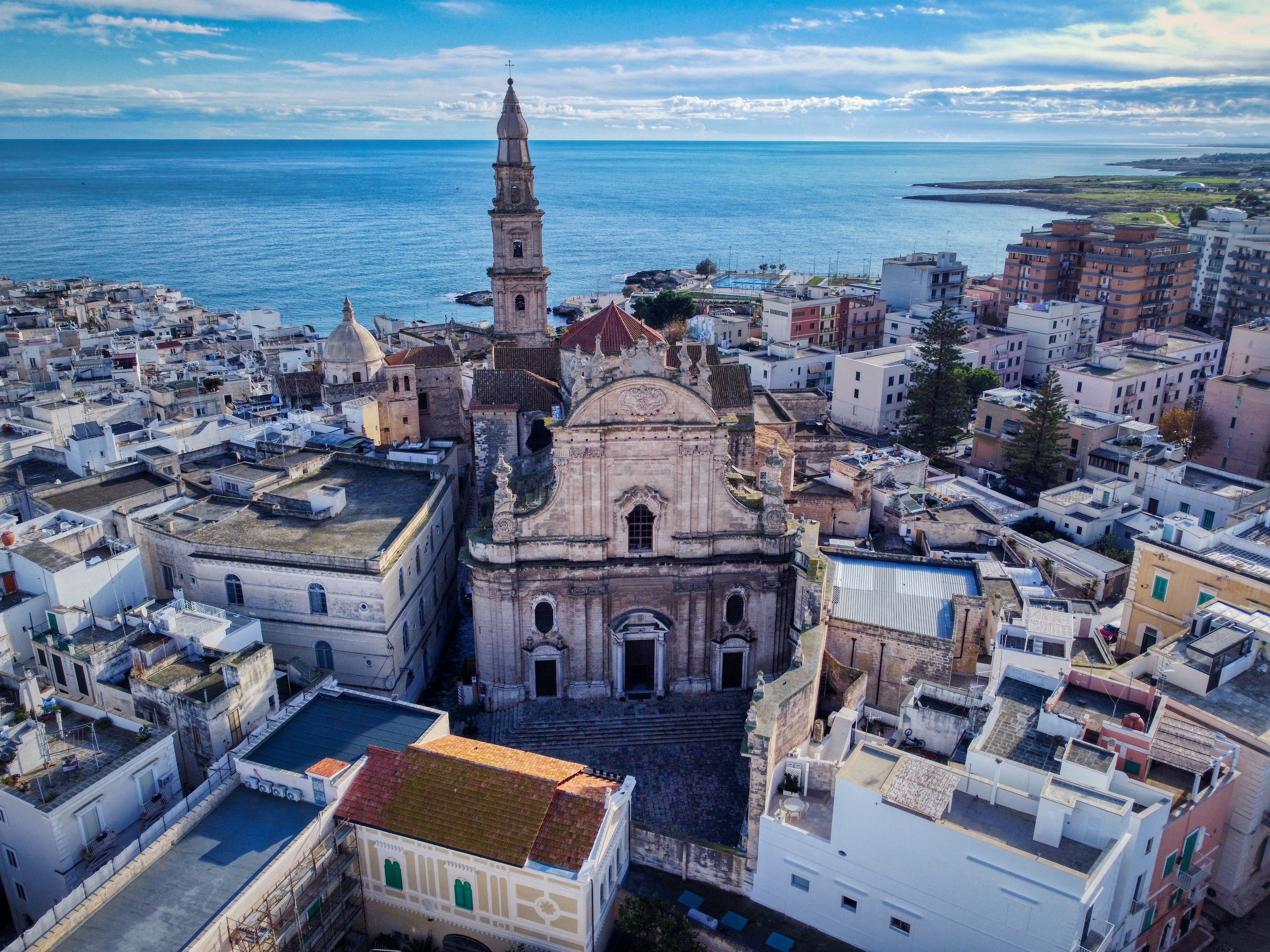
Basilica Cattedrale.

La prima chiesa, costruita sui resti di un antico tempio pagano, fu dedicata al martire San Mercurio, ma venne abbattuta nel 1107 per le nuove esigenze della popolazione. Il vescovo Romualdo iniziò allora la costruzione di una chiesa più grande, che venne completata dieci anni più tardi grazie - secondo la tradizione - a un intervento miracoloso della Madonna, a cui venne dedicato il nuovo tempio sotto il titolo di Maria Santissima della Madia. 
Nel 1742, i canonici del capitolo presero la decisione di costruire una nuova Cattedrale a causa dello stato rovinoso dell'edificio precedente.

#### Chiesa e monastero di San Martino
Prova della sua esistenza sarebbe attestata già dall'anno 996, ma la chiesa nel corso della storia ha subito importanti e radicali modificazioni. Completamente smantellata a causa dell'assedio spagnolo nel 1529, nel 1602 il complesso fu arricchito con la costruzione dell'adiacente monastero, destinato alle cosiddette zitelle civili, poi terminato nel 1620. La chiesa, oggi dismessa, è in stile barocco e conserva un pregevole pavimento in maiolica napoletana, un bell'altare marmoreo di pregio ed un organo del XVIII secolo.

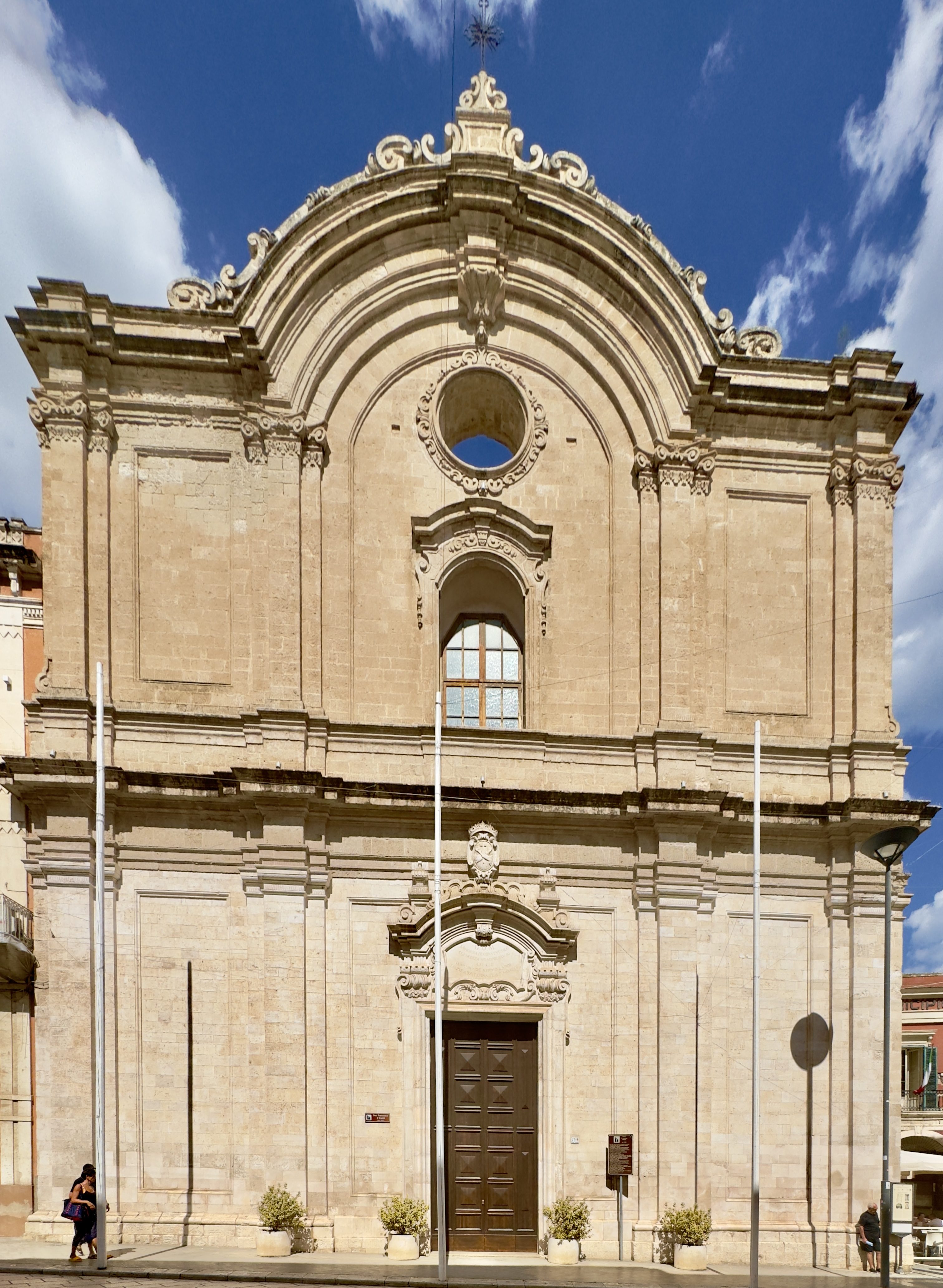
Chiesa di San Francesco d'Assisi, facciata

#### Chiesa e convento di San Francesco D'Assisi
La costruzione della prima chiesa e convento di San Francesco, situati appena fuori della cinta urbana, risale al 1275. Nella primavera del 1529, nel corso dei preparativi di difesa per l'incombente arrivo delle armate spagnole, convento e chiesa, giudicati dal doge veneziano Andrea Gritti pericolosi per la loro vicinanza alle mura, vennero abbattuti.
L'imperatore spagnolo Carlo V, verso la fine del XVI secolo, li fece ricostruire all'interno delle mura della città nella loro posizione attuale. Nel 1740 la chiesa subì un totale rifacimento e Michele Colangiuli di Acquaviva ne fu l'architetto. La chiesa si presenta con una grande navata e sei cappelle laterali e custodisce un organo del Settecento, proveniente dalla locale chiesa di Cristo delle zolle e alcune opere di notevole valore artistico, fra cui alcuni dipinti di Domenico Carella, di Vincenzo Fato, ed un crocifisso ligneo con le statue della Vergine e di San Giovanni, opera di Antonio Brudaglio. Nel XIX secolo la chiesa è stata privata della parte conventuale, divenuta sede del Comune di Monopoli.

#### Chiesa e convento di San Francesco da Paola
Il convento, situato fuori dalle mura della città, fu fondato nel 1530. La chiesa, realizzata dopo la demolizione della precedente chiesa di Gesù e Maria, fu iniziata nel 1543 e terminata nel 1623.

#### Chiesa e convento di San Felice, dettaDei Cappuccini
La chiesa di San Felice, detta dei Cappuccini, annessa all'ex convento, fu edificata nel 1577 con il contributo dell'Università di Monopoli e di alcuni benefattori; ristrutturata nel XVIII secolo, ricca di decorazioni a stucco e pittoriche, conserva numerose opere d'arte. Attualmente l'ex convento, caratterizzato da un bel cortile e da graziose celle ben conservate, ospita la Casa di Riposo Vitantonio Romanelli ed è gestita dall'Associazione per i Servizi alla Persona (ASP) Romanelli Palmieri di Monopoli. Dal gennaio 2015 entra a far parte del Fondo Edifici di Culto del Ministero dell'interno insieme alla chiesa di San Domenico e a quella di San Martino (vedi sotto).

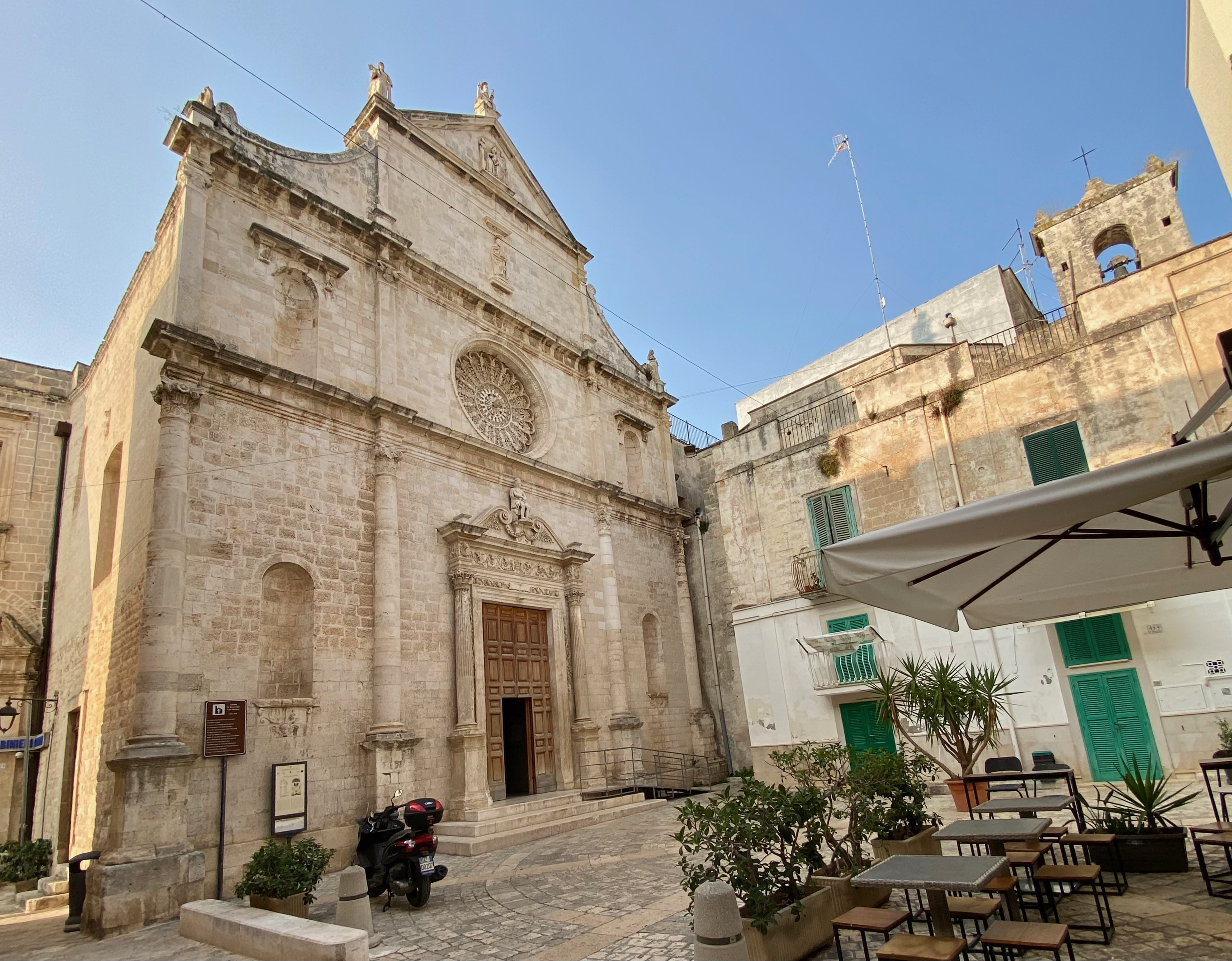
Chiesa di San Domenico, facciata

#### Chiesa e convento di San Domenico
Una prima chiesa di san Domenico fu edificata per sostituire l'antica chiesa, denominata Santa Maria la Nova, che era stata costruita nel 1296 annessa al convento dei Domenicani nella zona detta Fontanelle, a nord della città, fuori le mura. Chiesa e convento vennero demoliti nel 1528, in preparazione all'attacco spagnolo del 1529, allo scopo di fare al nemico terra bruciata, togliendogli ogni possibilità di riparo dai colpi dell'artiglieria monopolitana. 
La chiesa fu ricostruita insieme al convento nella seconda metà del Cinquecento, lì dove sorgeva la chiesa medioevale di San Silvestro, ed è attribuita all'architetto monopolitano Filippo Mitricchio, allievo di Costantino da Monopoli, morto nel 1547. La chiesa fu consacrata nel 1681 dal Cardinale Orsini divenuto poi Papa con il nome di Benedetto XIII. La facciata, di un classico stile rinascimentale, è abbellita da un grande rosone lapideo. Pregevole è inoltre il gruppo scultoreo di Stefano da Putignano, collocato sulla sommità della facciata. Anche l'architetto salentino Mauro Manieri, nella prima metà del XVIII secolo, intervenne su San Domenico.
Alla costruzione contribuirono le più importanti e ricche famiglie di Monopoli: i Rendella, De Falcuni, Della Guida, Bellopede, Palmieri, Indelli e i De Patritiis, che ottennero il privilegio delle rispettive cappelle.

#### Chiesa e convento di Santa Teresa o Conservatorio della Casa Santa (sec. XVII)

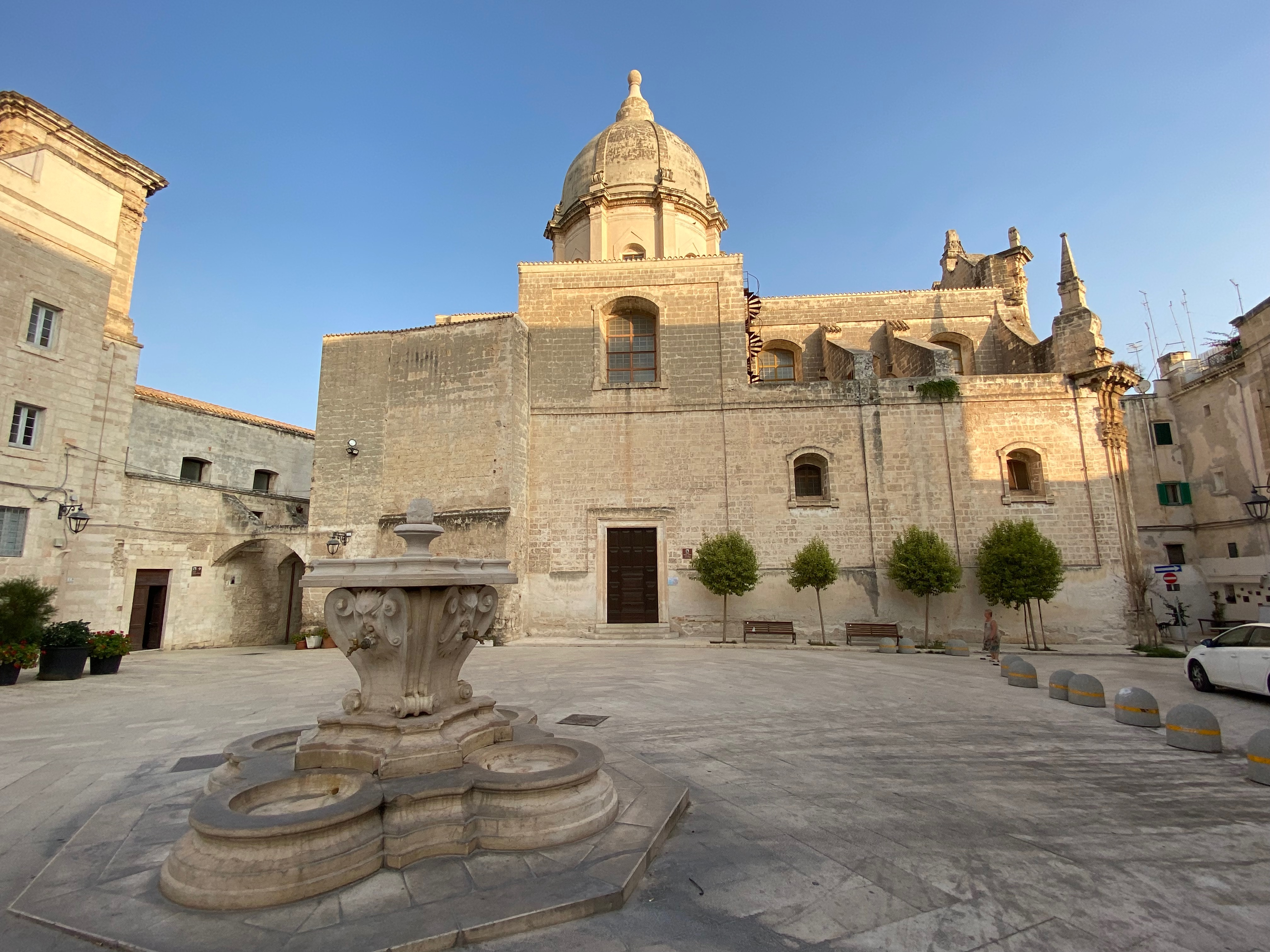
Chiesa di Santa Teresa, con la sua cupola, in piazza Palmieri

Nel 1585 alcuni fedeli acquistarono varie case nel vecchio abitato e trasformarono il tutto in un'istituzione religiosa denominata "Conservatorio della Casa Santa". Successivamente, sotto il vescovado di Antonio Porzio, nel secolo XVII, si costruì l'attuale edificio destinato a convento di clausura, con concessione dell'uso dell'abito regolare della Beata Vergine della Presentazione a tutte le povere fanciulle orfane che avessero manifestato la volontà di farsi religiose.
Nel 1715, su disegno dell'ingegnere Vito Valentino, si pose la prima pietra della chiesa attuale, sotto il provincialato di Padre Ilarione di San Giuseppe, napoletano. L'edificazione fu iniziata effettivamente nel 1716 dai Padri Carmelitani Scalzi, sotto il Regno di Carlo VI d'Austria e il Papato di Clemente XI. La sua costruzione si protrasse fino al 1735, sotto il Regno di Carlo, Infante di Spagna, figlio di Filippo, e il Papato di Clemente XII; finalmente, l'8 novembre 1735 la Chiesa fu consacrata dal Vescovo di Monopoli Giulio Sacchi col titolo di San Giovanni Battista ed Anna.
I padri Carmelitani Scalzi abitarono in Santa Teresa per circa un secolo, poi succedettero loro i Signori della Missione e infine le Suore di Clausura Vescovile di Casa Santa col "conservatorio". Il convento attualmente appartiene all'A.S.P. (già I.P.R.A.B) Romanelli Palmieri di Monopoli mentre la chiesa è rimasta di proprietà della curia di Conversano Monopoli ed è sede della Parrocchia di San Pietro.

#### Chiesa e convento di San Giuseppe e Anna
La chiesa, chiamata anche delle Monacelle, è stata edificata insieme al contiguo monastero delle Clarisse nel XVII secolo; estremamente raffinata ed elegante, è in un certo senso inusuale per la ricca architettura dell'epoca. Lo spazio interno è essenziale e giocato su rapporti rigorosi e quasi classici; l'esterno tende a fare corpo unico con le mura del convento e l'effetto visivo complessivo è quello di un vero e proprio fortilizio. Il pavimento in ceramica policroma, dei primi del Settecento, è forse il solo in tutta Monopoli interamente conservato, anche nella zona del coro e dei matronei. È da segnalare anche la presenza di un sepolcreto sotterraneo, al centro della chiesa, localizzato in corrispondenza della cupola.

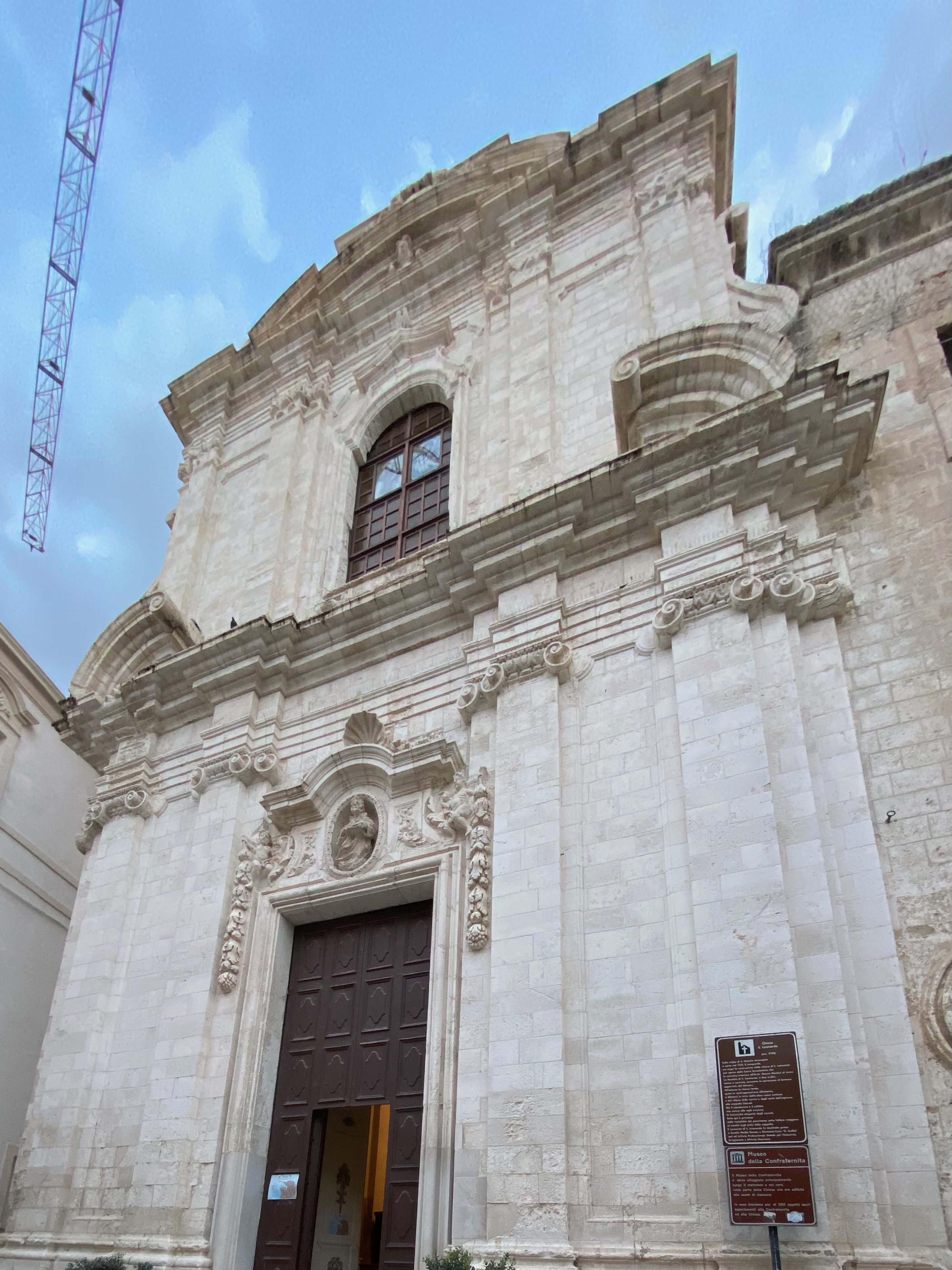
Chiesa di San Leonardo, facciata

#### Chiesa e convento di San Leonardo
La chiesa di San Leonardo fu edificata nella prima metà del Settecento, contemporaneamente al campanile ed al monastero contiguo; i lavori furono diretti da Mauro Manieri, artista salentino, che lavorò anche alla chiesa di San Domenico. La chiesa di san Leonardo, architettonicamente, rivela evidenti influssi leccesi, in uno stile tardo barocco. Sempre il Manieri scolpì le statue di San Benedetto e di Santa Scolastica che adornano il campanile; sulla facciata superiore, che guarda il mare, sono scolpite la tiara papale e le chiavi apostoliche, simbolo dell'autorità pontificia.

#### Chiesa e convento di Sant'Antonio da Padova
Complesso monastico realizzato nel XVII secolo, fino alla metà del XVIII secolo era dedicato a santa Maria delle Grazie, successivamente intitolato a Sant'Antonio di Padova. Attualmente è situato nel centro urbano ma al momento della realizzazione si trovava fuori le mura, sulla strada regia per Napoli, in corrispondenza della prima (da nord-ovest) stazione di posta e locanda pubblica, ancora oggi esistente. La chiesa è a navata unica con ricche cappelle sul lato destro, in stile tardo rinascimentale. Divenne lazzaretto durante la peste di Monopoli del 1690 – 1692.

#### Chiesa di San Pietro
Posta in piazza Palmieri, contigua alla chiesa di Santa Teresa, la chiesa di San Pietro, che attualmente presenta una struttura in gran parte romanica, risalirebbe addirittura all'anno 329, secondo la cronaca del semi-leggendario storico locale - oggi perduta - Bante Brigantino. La chiesa del XII secolo risulta quasi integralmente conservata in tutto il lato sinistro e parzialmente per la zona delle navate centrali e laterali, compreso le colonne, almeno fino al livello delle chiavi degli archi, mentre tutta la muratura e le volte della navata destra furono certamente coinvolte nel parziale crollo del XIII secolo.
Il campanile romanico, conservato fino alla quota dei beccatelli, risulta sovrapposto alla torre civica che segnava il centro della città alto medievale (riconoscibile dalla inconsueta muratura a fasce alternate di tufi e calcare). Nel XVIII secolo il campanile fu sopraelevato con l'aggiunta della cella campanaria in stile barocco. L'esterno della chiesa è ricco di resti romanici, tra cui avanzi di murature, di archi, oltre ad una piccola scultura romanica (capitello a stampella) inserita nel fianco sinistro della chiesa, verso piazza Palmieri, recentemente rimossa e conservata nella sagrestia della contigua chiesa di Santa Teresa.

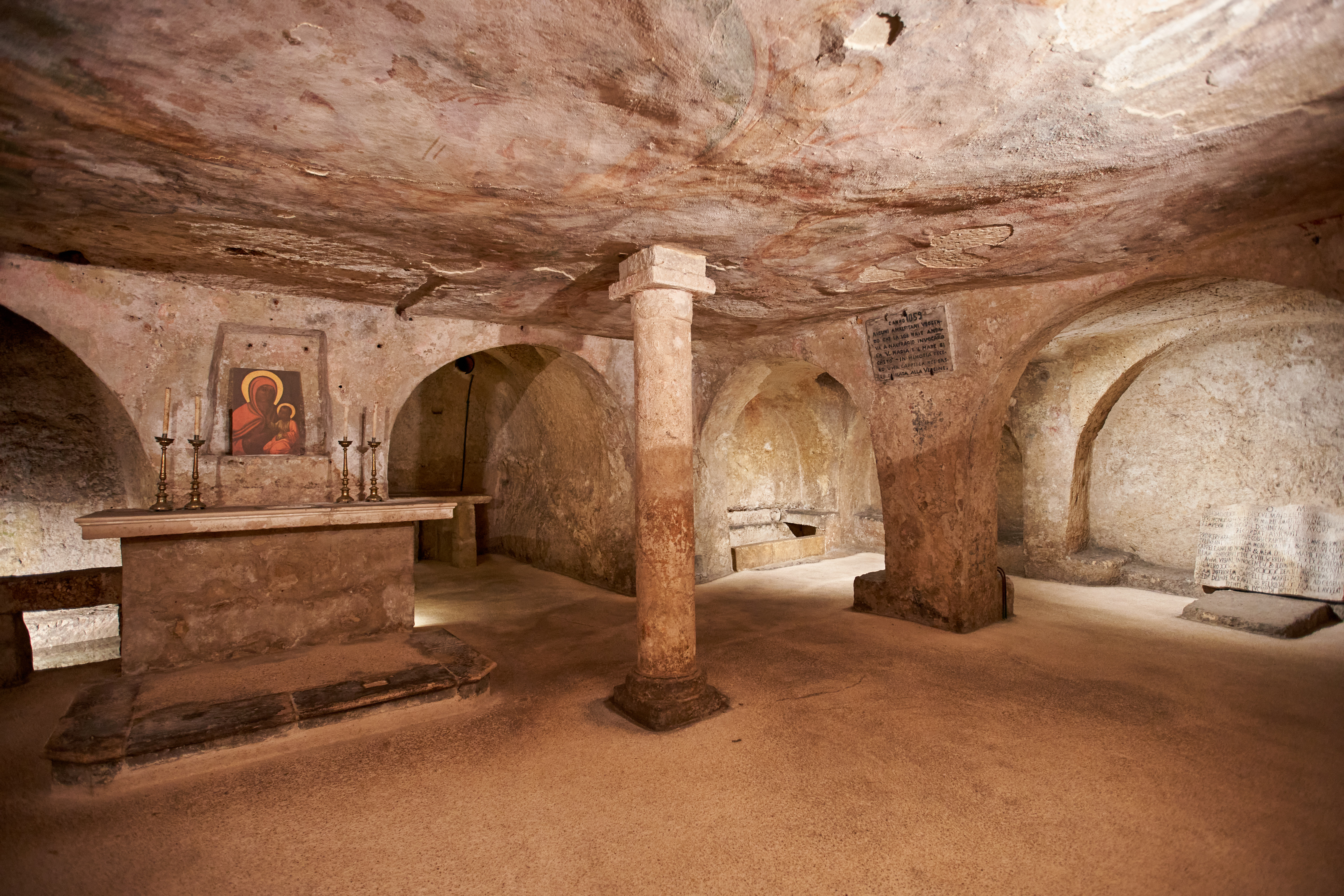
Cripta della chiesa di Santa Maria Amalfitana

#### Chiesa di Santa Maria Amalfitana
Nel 1059, secondo tradizione, alcuni marinai di Amalfi, scampati ad una tempesta, scesero a pregare in una grotta di monaci basiliani presso la scogliera dove erano approdati. Ai monaci manifestarono il proposito di fare nella grotta un santuario e compiere così il voto fatto alla Madonna. Cento anni dopo, quando la presenza di questa colonia ebbe peso maggiore nella città cresciuta, gli amalfitani eressero sul tempietto sotterraneo la basilica romanica, che i restauri in questo secolo hanno riportato alla luce. La facciata rimane quella del Settecento, ma l'interno è stato restituito agli archi e alle colonne dell'antica armonia.

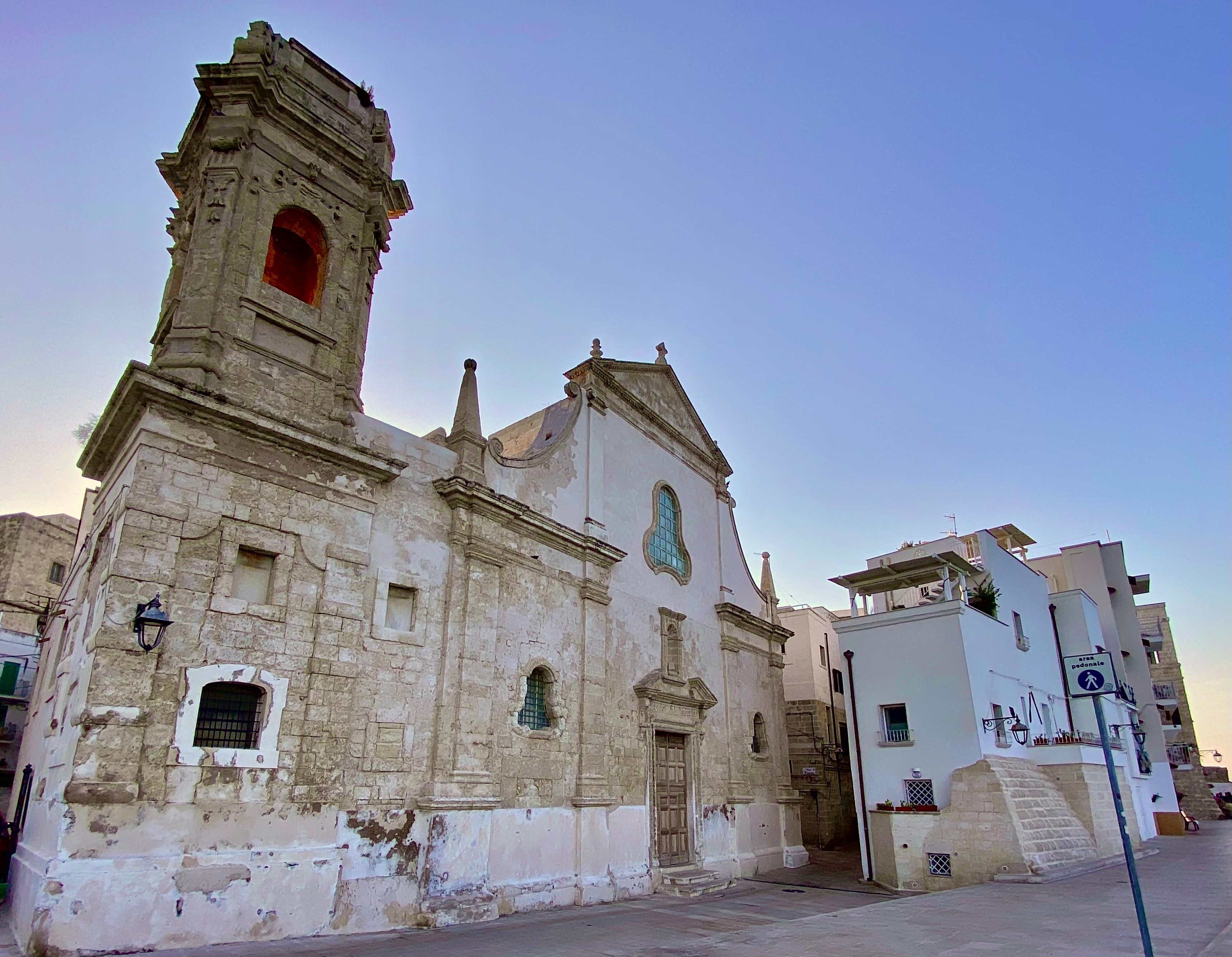
Chiesa di San Salvatore sul lungomare

#### Chiesa di San Salvatore
Il luogo in cui sorge la chiesa di San Salvatore in Pittaggio Pinnae, avrebbe una storia che va dal periodo paleocristiano (secoli III-IV) fino al 1921, epoca in cui fu quasi abbandonata per il trasferimento della sede parrocchiale nella summenzionata chiesa di Sant'Antonio da Padova.
Secondo il Nardelli la chiesa sarebbe stata addirittura costruita con l'aiuto dell'imperatore Costantino il Grande nel 313, e adduce come prova il ritrovamento, nel 1711, di alcune monete con la sua effigie nelle fondamenta dell'edificio.
Nel corso dei secoli la chiesa ha subito vari e sostanziali ritocchi, ma nel 1707, per opera del parroco Francesco Pittore, furono iniziati i lavori più importanti di ampliamento e restauro tanto che fu ricostruita buona parte della chiesa e del campanile.
L'opera di ristrutturazione fu affidata all'ingegnere Pietro Magarelli di Molfetta (che lavorò in seguito anche alla costruzione della Cattedrale di Monopoli); fu consacrata dal vescovo Antonio Sacchi i primi di maggio del 1729, come ricorda una lapide posta al di sopra di una porta interna della navata sinistra.

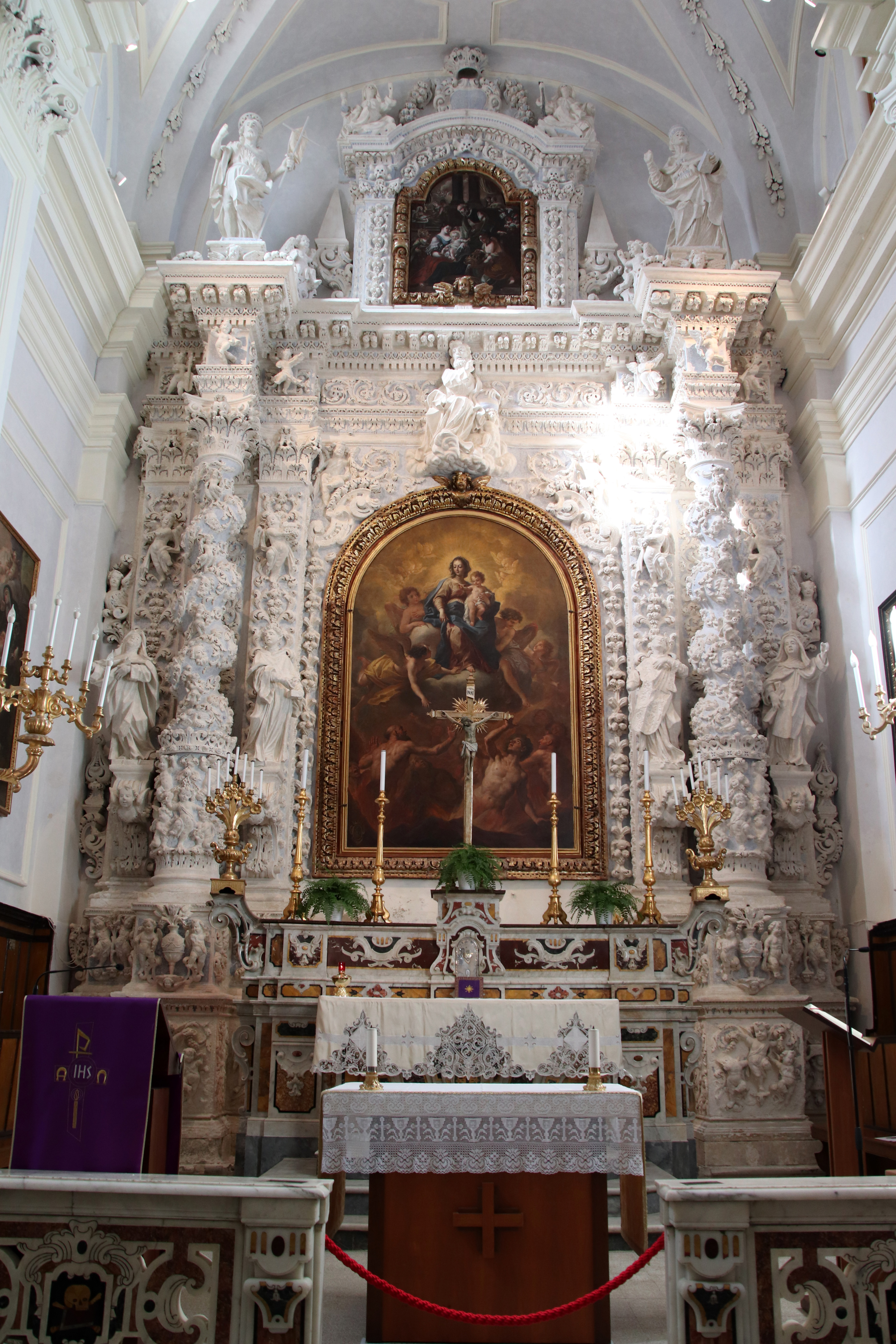
Chiesa di Santa Maria del Suffragio, Altare maggiore

#### Chiesa di Santa Maria del Suffragio o Della Natività di Maria
Chiamata comunemente Chiesa del Purgatorio, fu costruita fra il 1600 ed il 1700, a pochi metri dalla Cattedrale. Ha forma di croce latina, con cinque altari. Quello maggiore è in stile barocco classico, ed è lavorato in pietra leccese. Fra i vari dipinti custoditi, spiccano quelli del Fato (1756), del Tatulli (1819) ed una Madonna con Bambino in trono, probabilmente di Cesare Fracanzano, da altri attribuita al Finoglio.
La chiesa è particolarmente nota per la presenza di un putridarium utilizzato fino al XVIII secolo dai membri della confraternita che qui aveva sede; in un'apposita cappella sono tuttora visibili alcune mummie ottenute con tale processo.

#### Chiesa rupestre di San Matteo dell'Arena
La Chiesa rupestre di San Matteo dell’Arena, situata nel fossato delle mura e parzialmente lambita dal mare, è un edificio ipogeo scavato nella calcarenite a circa sei metri di profondità, con pianta irregolare a quadrilatero, con due navate separate da pilastri e concluse da un’unica abside; l’altare è costituito da un parallelepipedo litico elevato su due gradini. Al suo interno resistono affreschi medievali, tra cui un Cristo in croce (XIV secolo), una Madonna col Bambino e una Deesis nella conca absidale (XII–XIII secolo), sebbene fortemente sbiaditi

### Architetture religiose rurali
Nelle contrade dell’agro monopolitano, le chiese rurali non rappresentano solo luoghi di culto, ma anche centri vitali della comunità locale. Ogni anno, in occasione delle rispettive festività patronali, vi si svolgono le tradizionali feste rurali, caratterizzate da processioni, luminarie, messe all’aperto, bande musicali e momenti conviviali. Questi eventi, profondamente sentiti dalla popolazione, costituiscono una viva testimonianza della devozione popolare e del legame tra fede, territorio e identità contadina.

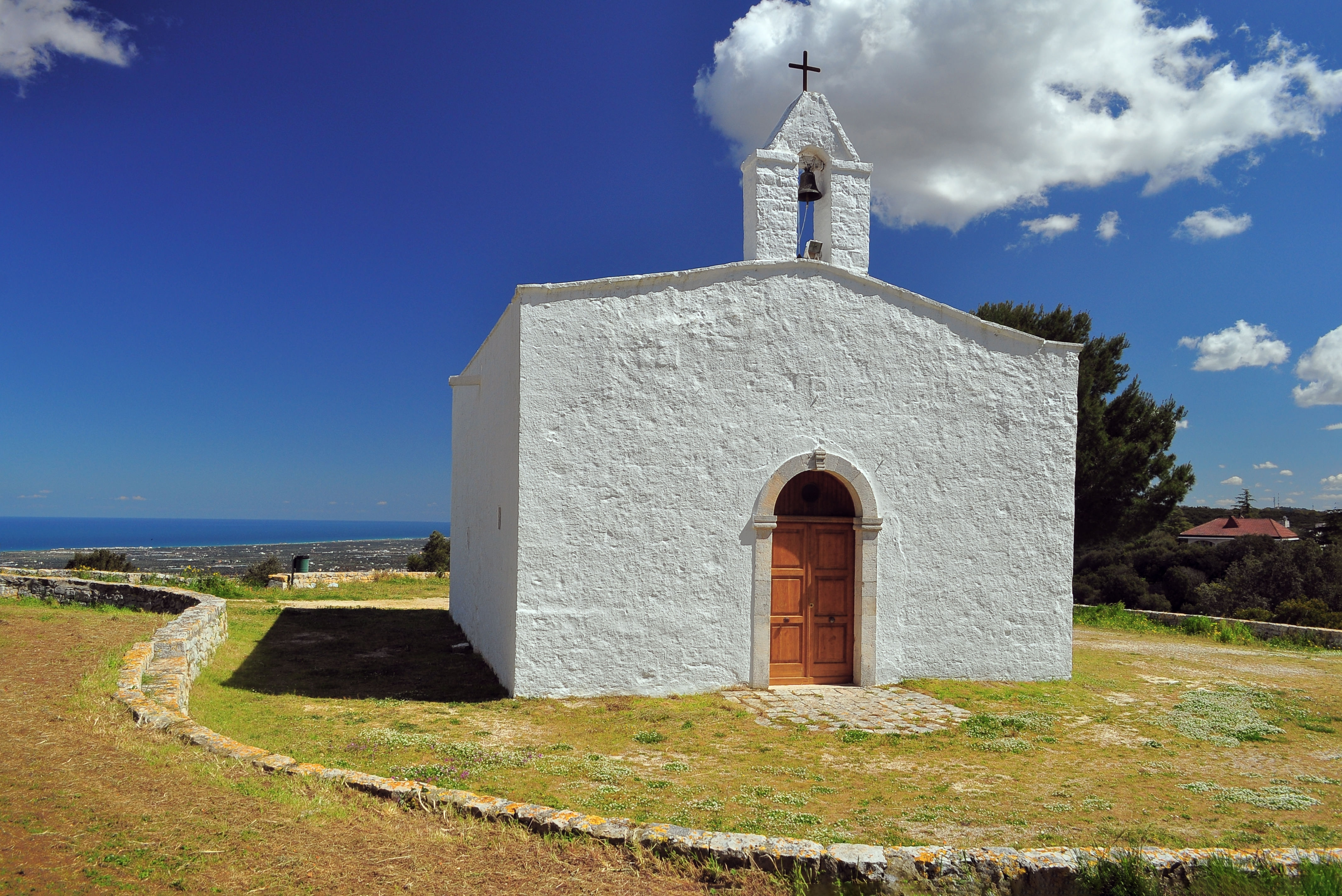
Chiesa di Sant'Angelo in Frangesto, facciata

#### Chiesa di Sant'Angelo in Francisto o Frangestro
La Chiesa di Sant'Angelo in Francisto o in Frangestro o Frangesto è l'unica chiesa romanica dell'agro di Monopoli. Costituisce quanto rimane dell'omonimo Monastero Benedettino (femminile) e dello scomparso ma popoloso casale, abitato senza interruzioni sin dal neolitico, passando per tutto il periodo classico ed il medioevo, fino ai primi dell'anno Mille: nel giugno del 1042 fu quasi completamente distrutto dal generale bizantino Giorgio Maniace e abbandonato.

#### Chiesa di Cristo delle Zolle

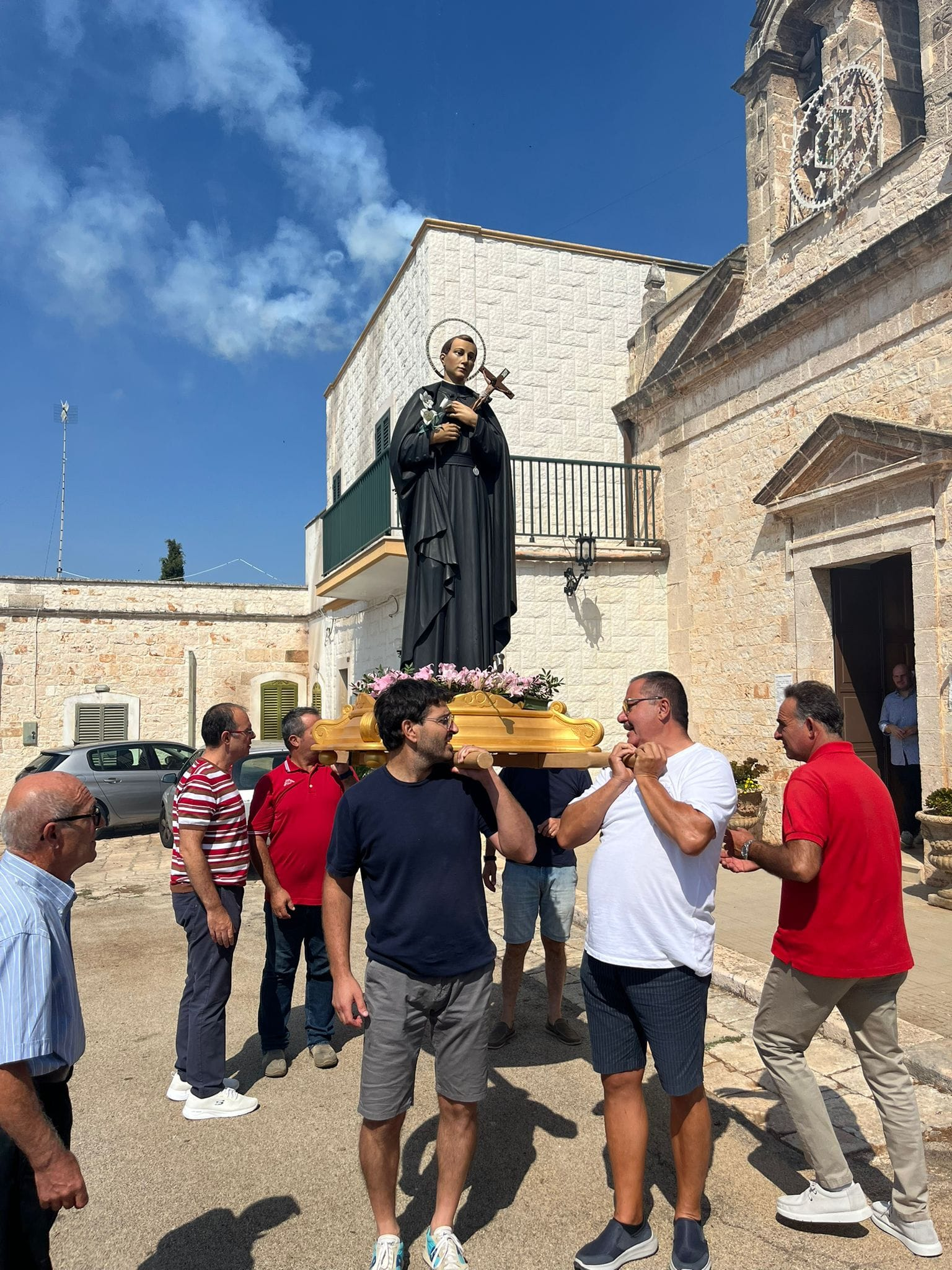
Processione in onore di San Gerardo a Monopoli, nell'omonima contrada

La Chiesa di Cristo delle zolle, grande e monumentale edificio realizzato in un severo stile tardo rinascimentale nel 1651, è situata al centro della pianura, tra mare ed altopiano delle Murge. All'interno, sotto l'abside, è inglobata la cripta di Sant'Angelo del pagliarolo. Il complesso monumentale, soprattutto in passato, è stato utilizzato dall'Amministrazione Comunale di Monopoli come suggestivo "spazio teatrale".

#### Altre chiese rurali
- Chiesa della Madonna del Rosario, contrada Balice
- Chiesa della Sacra Famiglia, contrada Sicarico
- Chiesa di Cristo Re, contrada Cristo Re
- Chiesa di Maria Addolorata, contrada Impalata
- Chiesa di Maria Assunta, contrada L’Assunta
- Chiesa di Maria Madre del Salvatore, contrada Sorba
- Chiesa di Maria Immacolata, contrada Gorgofreddo
- Chiesa di Maria Santissima del Rosario, contrada Cozzana
- Chiesa di San Francesco d’Assisi, contrada Laghezza
- Chiesa di San Gerardo, contrada San Gerardo
- Chiesa di San Marco, contrada Zingarello
- Chiesa di San Michele, contrada Virbo
- Chiesa di Santa Lucia, contrada Santa Lucia
- Chiesa Santuario di Maria Santissima Regina, contrada Antonelli
- Chiesa di Santa Chiara, località Capitolo (Contrada Lamandia).

#### Chiese rupestri medievali
Nel territorio rurale si aprono numerose cripto-grotte scavate nel tufo, attive fin dall’alto Medioevo tra cui Lamalunga (con affreschi del X–XII secolo), San Nicola, Cristo Campanarello, Iacovella, San Giorgio, Santa Cecilia, San Giovanni in Staveta, Santi Andrea e Procopio, Spirito Santo, e la cripta di Sant’Angelo del Pagliarolo, ora parte della Chiesa di Cristo delle Zolle.

### Architetture civili

#### Torre Civica

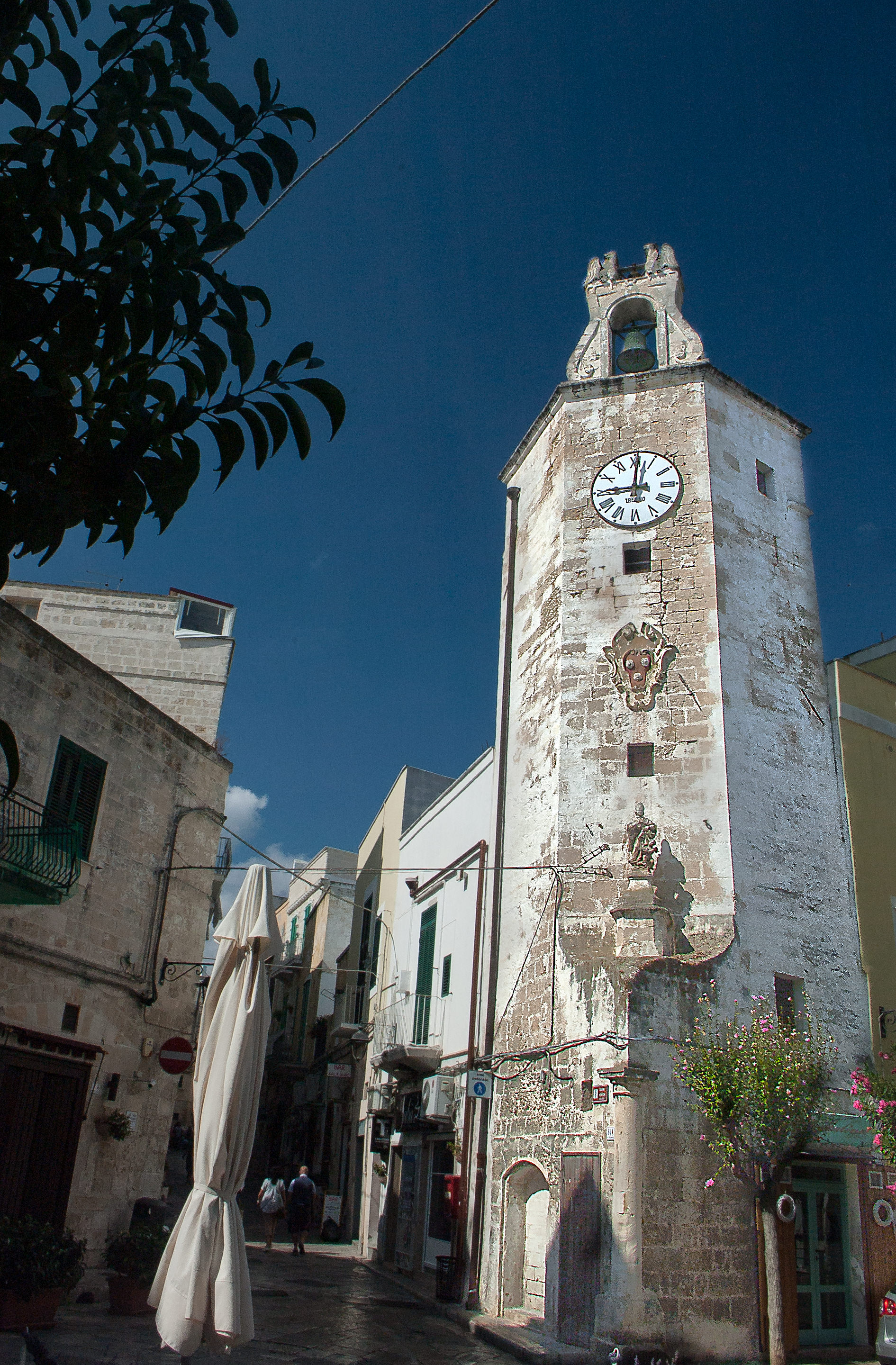
L'antica torre civica con l'orologio.

La torre civica rappresenta un esempio di arredo urbano d'altri tempi e di assemblage barocco, utilizzando la colonna infame, proveniente dall'antica gogna cittadina, insieme ad altri materiali in sovrapposizione: un'agile statuetta di San Gennaro, lo stemma cittadino e un orologio.

#### Collegio dei Gesuiti (secolo XVII)
Grande edificio monumentale con portale manieristico, sorge nei pressi del porto antico, su via Amalfitana (antica "Via Pubblica"). Iniziato nel 1616, ebbe anche una chiesa e un'importante biblioteca. Il palazzo venne realizzato con il patrimonio di Giovanni Antonio Guida che donò in vita l'intera sua parte eredità per l'attuazione di opere educative, con atto notarile redatto dal Notaio Caiassi il 13 agosto 1611.
In realtà i Gesuiti erano presenti in Monopoli sin dall'inizio del 1611 in una più modesta residenza, come appare dai Cataloghi triennali della Compagnia. Dopo la loro drammatica espulsione della fine del XVIII secolo dal regno di Napoli, il palazzo fu confiscato, smembrato, venduto ai privati e la chiesa divenne un magazzino al servizio delle attività portuali. Successivamente subì molte modifiche interne che ne hanno snaturato la struttura distributiva.

#### Piazza e Palazzo Palmieri (secolo XVIII)
Il palazzo, dotato di oltre 100 stanze, sorge isolato sul lato est della omonima piazza, la più antica della città. La costruzione, in stile barocco leccese, è imponente nel disegno generale e nel contempo raffinatissima nelle decorazioni e nel colore dorato del tufo. Splendido da un punto di vista architettonico il grande portale, che è impreziosito da due colonne che sostengono il balcone centrale e lo stemma della famiglia. Dalla stessa piazza si accede alle summenzionate chiese di Santa Teresa e di San Pietro. Il Palazzo fu costruito negli ultimi decenni del Settecento su iniziativa di Francesco Paolo Palmieri.
Nel 1921 il marchese Francesco Saverio Palmieri nomina erede universale la "Congregazione di Carità" e dispone che nel suo Palazzo siano ospitati un Asilo e una Scuola d'Arti e Mestieri. Ultimamente ha ospitato l'Istituto Statale d'Arte (1965-1990) mentre oggi lo stabile appartiene all'A.S.P. Romanelli Palmieri di Monopoli.
Nel 2010 è stato set cinematografico per la fiction di Rai Uno Tutta la musica del cuore, per la regia di Ambrogio Lo Giudice.

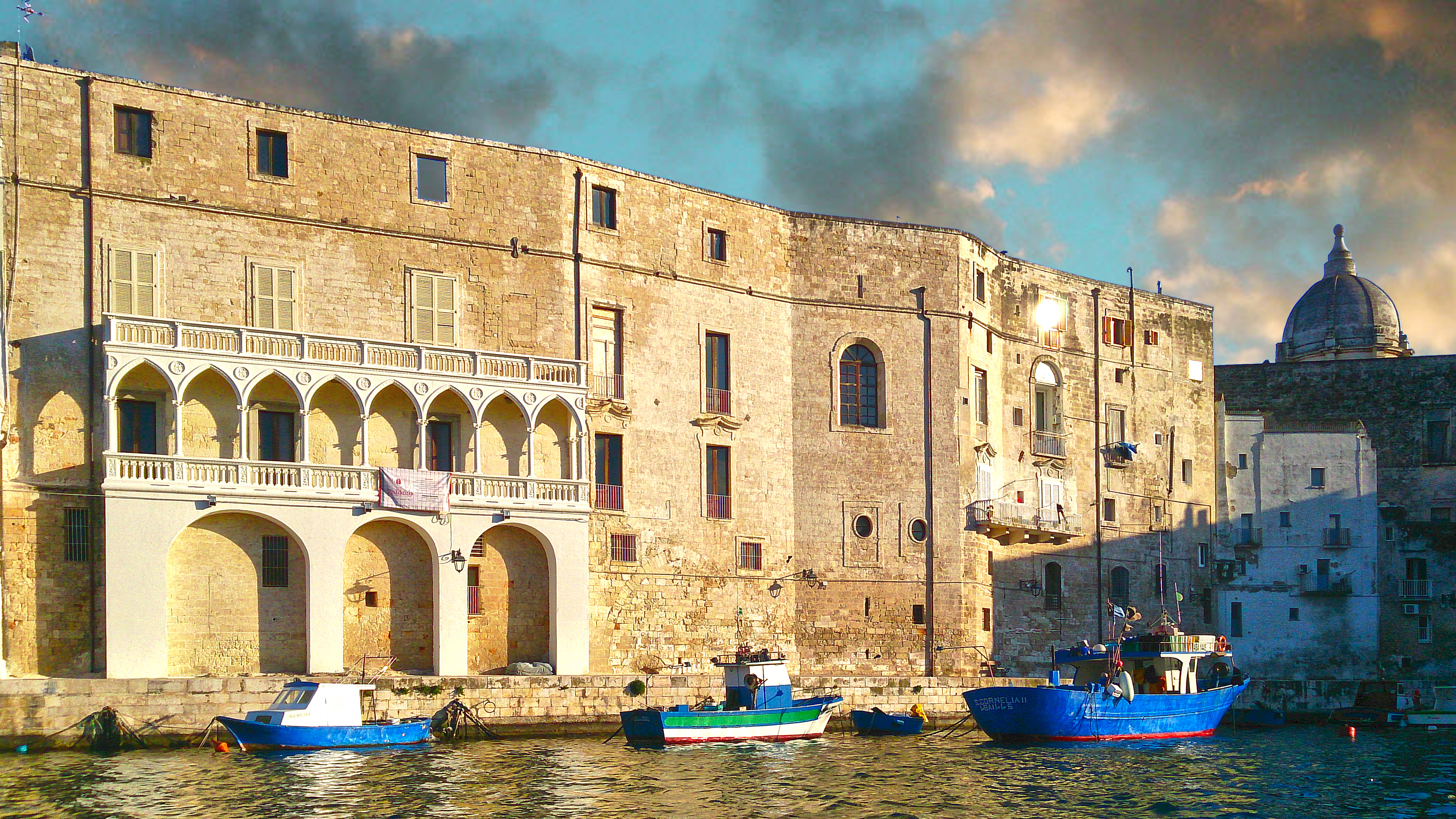
Veduta del porto e di Palazzo Martinelli, col caratteristico loggiato.

#### Palazzo Martinelli (secolo XVIII)
Il Porto Antico è dominato dal Palazzo Martinelli, un palazzo del XVIII secolo, di cui spicca un elegante loggiato con otto arcate ogivali in stile neogotico, eretto su tre arconi, ed una balconata con balaustrini.
Il palazzo fu posseduto prima dalla famiglia Bandino, poi dalla famiglia Carbonelli e dai Lentini e infine dalla famiglia Martinelli, che lo acquistarono a fine Settecento. I Martinelli erano giunti da Mola per motivi commerciali, e lo abitarono dai primi anni dell’Ottocento, dopo averne probabilmente ristrutturato la facciata in stile neo-gotico.

### Architetture militari

#### Castello di Carlo V e il sistema di fortificazioni urbane

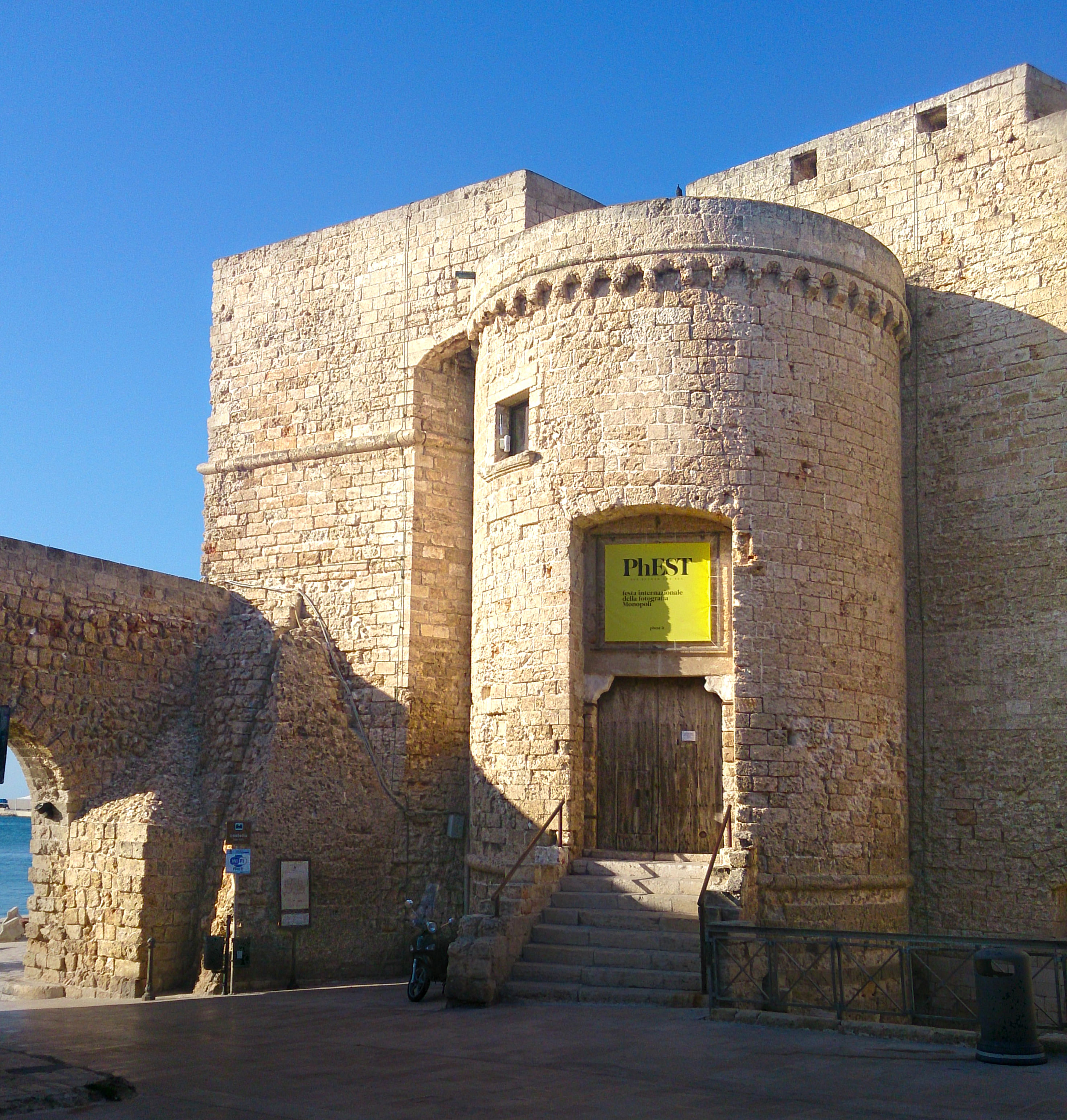
Ingresso principale al Castello.

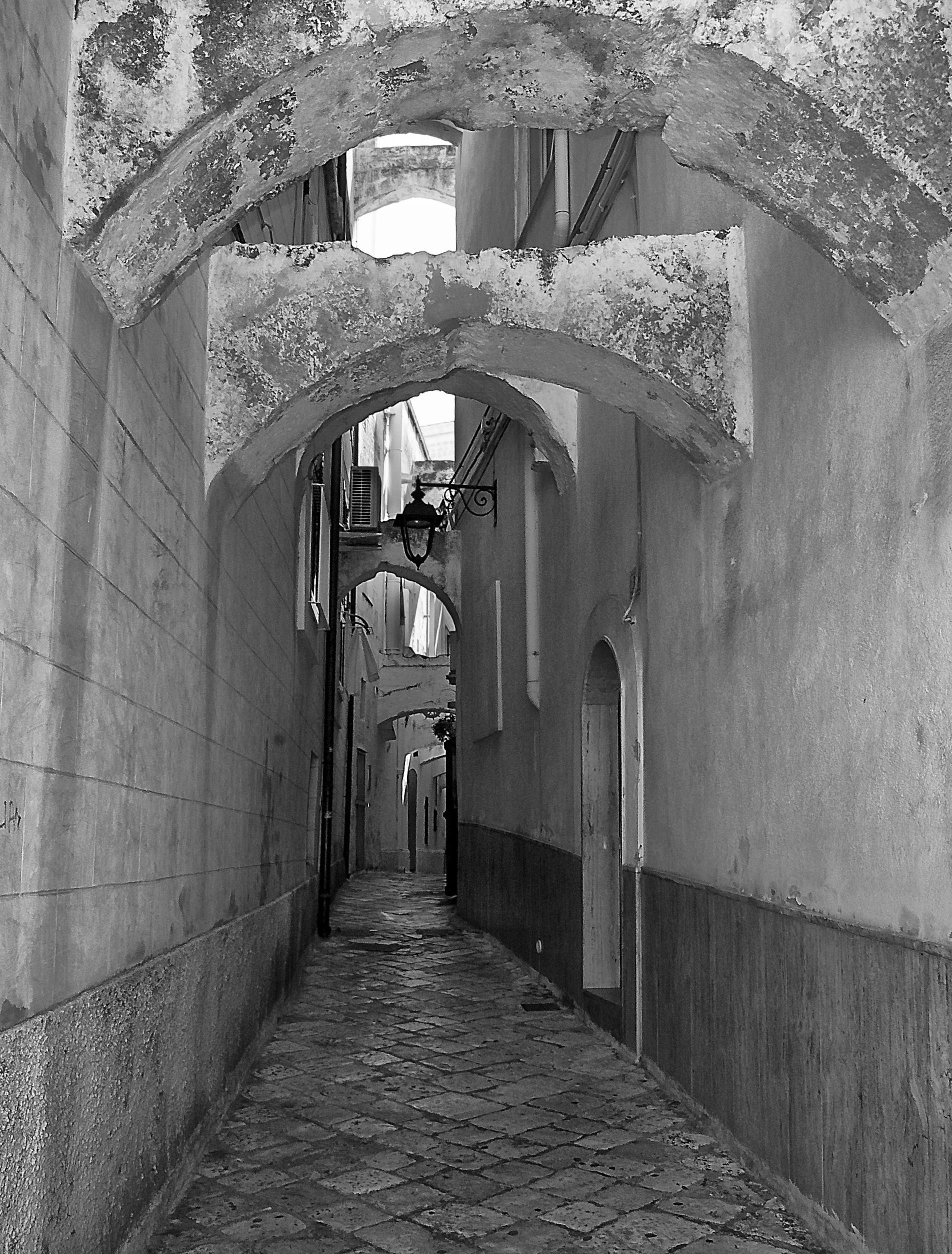
Caratteristici archi di sostegno tra le abitazioni nel centro storico monopolitano.

Il castello di Carlo V è un fortilizio edificato in riva al mare durante la dominazione spagnola a protezione dell'ingresso del porto antico, sull'angolo nord-est della cinta muraria di Monopoli. Costituisce l'elemento chiave del sistema di fortificazioni urbane. Attualmente sono visibili e in gran parte restaurati i tratti di mura cittadine a sud del castello fino alla Cattedrale, compreso i bastioni di Santa Maria, di Pappacenere e della Cattedrale.

#### La caserma spagnola (attuale biblioteca)
Nata come caserma o "casa erema" spagnola, fu edificata a spese della cittadinanza al prezzo di circa 40.000 ducati, nella seconda metà del XVI secolo, per alloggiarvi gli ufficiali e i soldati spagnoli di stanza in città con lo scopo di evitare il disagio delle famiglie costrette ad ospitarli nelle proprie abitazioni. Minuzioso, molto burocratico ma anche ricco di aneddoti è il regolamento che prevedeva ogni particolare della vita dei soldati e degli ufficiali (distinti tra quelli di nobile origine ricchi e quelli, parimenti nobili, ma senza mezzi di sussistenza). Questo prezioso documento è giunto intatto fino a noi ed è conservato nell'archivio storico del Comune.
La caserma fu trasformata poi in palazzo civico e successivamente, nel XIX secolo, in teatro comunale. Al piano terra, fino alla fine del XX secolo, fu alloggiato il mercato del pesce. Attualmente è sede della Biblioteca Comunale per opera del senatore Luigi Russo.
È intitolata al famoso ed illustre giurista monopolitano Prospero Rendella (1553 - 1630), esemplare e nobile figura del Rinascimento meridionale.
La facciata, a due logge sovrapposte (quella superiore è però frutto di un rifacimento ottocentesco), è la scena maggiore della piazza Garibaldi, caratterizzata da colore veneziano. La biblioteca, posta al piano primo dopo il restauro, è inserita in una struttura moderna, dotata di sale informatiche e aule studio, volte a creare una vera e propria piazza del sapere e un polo culturale all'interno della città.

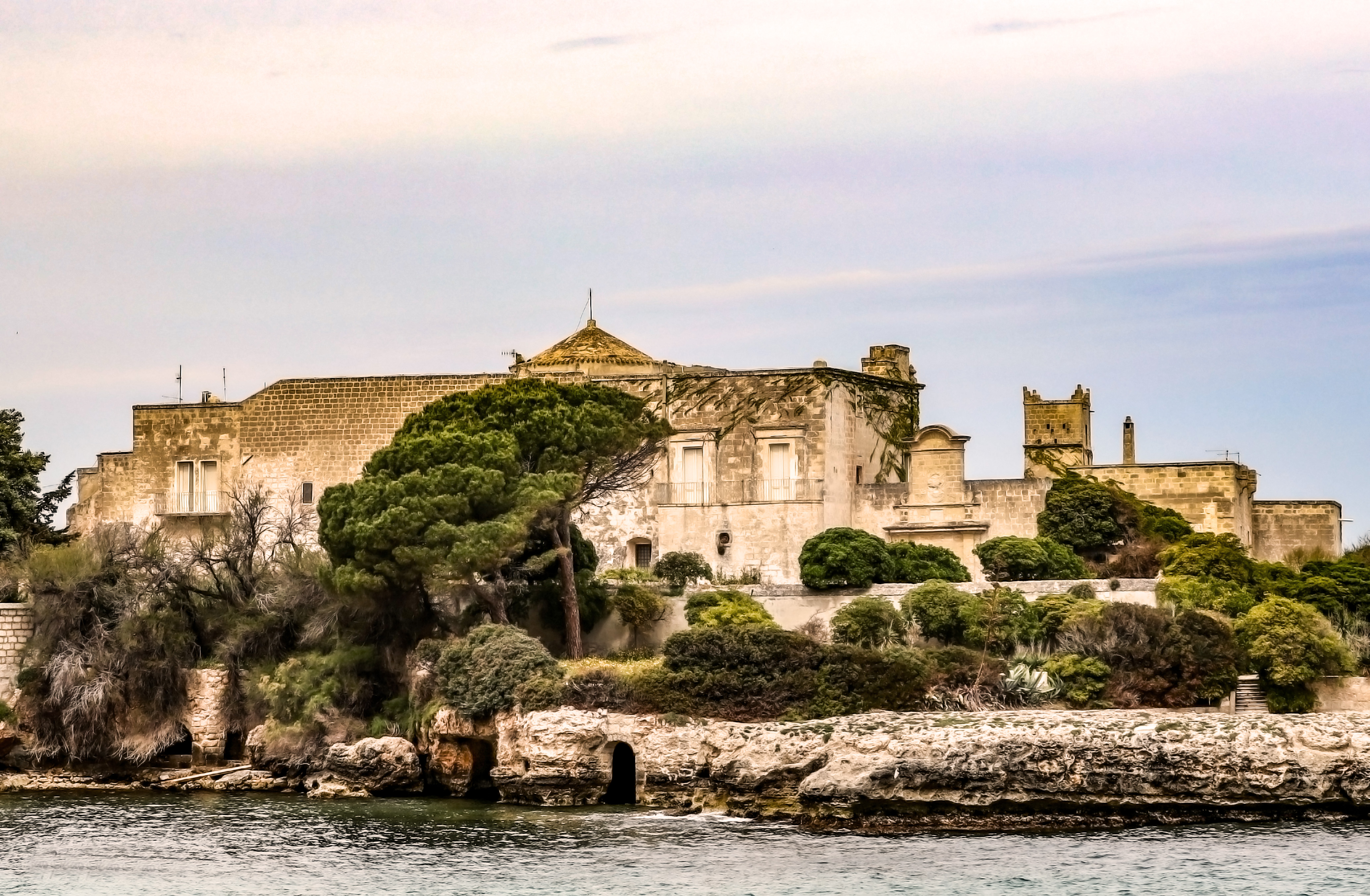
Castello di Santo Stefano, nel territorio a sud di Monopoli

#### Castello di Santo Stefano
Il Castello di Santo Stefano, posto sul mare, all'esterno delle mura cittadine, costituì per tutto il Medioevo fino alla fine del XVII secolo parte essenziale del complesso e articolato sistema difensivo costiero della città.

#### Torre Cintola, Torre San Giorgio e il sistema di fortificazioni costiere
Il sistema difensivo costiero monopolitano venne completato alla fine del XVI secolo, tra il 1569 e il 1573, con l'edificazione di torri sulla riva del mare. Sull'attuale territorio comunale si possono individuare, a sud della città, solo Torre Cintola (semidistrutta alla fine della seconda guerra mondiale dalle artiglierie inglesi che la utilizzavano come bersaglio per le esercitazioni) e i resti di Torre San Giorgio, mentre Torre D'Orta (che sorgeva a nord di Monopoli, prima di Torre Incina), ristrutturata e utilizzata dal proprietario.

### Altro

#### Piazza Vittorio Emanuele

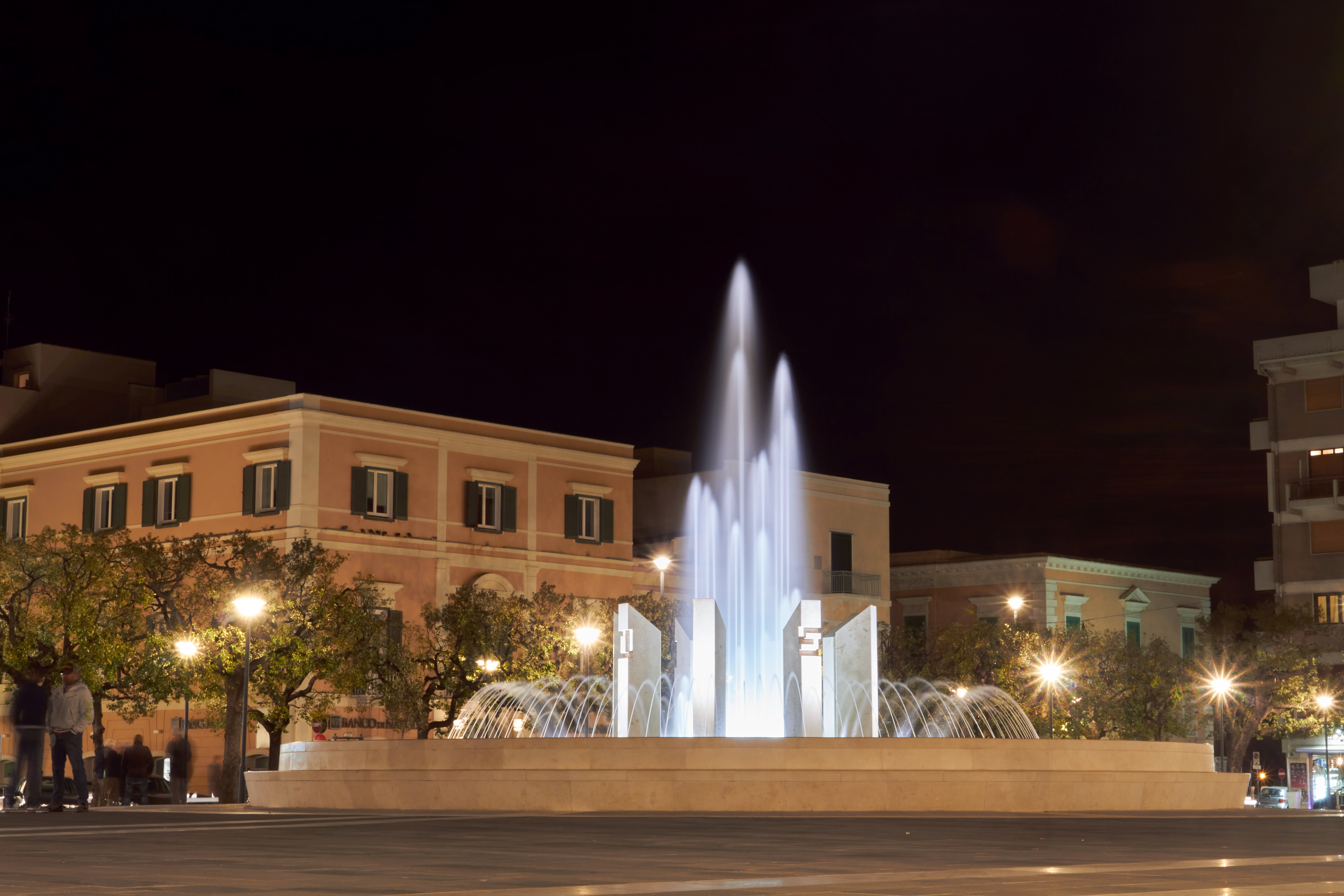
Piazza Vittorio Emanuele, comunemente detta Borgo, con la sua fontana.

Tra le più grandi di Puglia e d'Italia, nata nel 1796 grazie all'approvazione del Re di Napoli, fu costruita seguendo il progetto del regio architetto De Simone: il disegno, a maglie ortogonali, strade rettilinee e traverse perpendicolari è funzionale e trascura alquanto la regola classica, in voga in quegli anni, sperimentando schemi urbanistici innovativi e che si imporranno successivamente in molte altre piazze italiane.
Nel 1848 la Piazza divenne centro di una cospirazione anti borbonica: i liberali di Monopoli si fecero promotori di un convegno di amici della libertà. La mattina del 18 maggio il borgo accolse i congressisti cospiratori: poiché le due correnti attendiste e reazionarie non si misero d'accordo, la cospirazione fallì e i cospiratori furono condannati a durissimi anni di carcere. Una lapide ricorda il luogo in cui si riunirono, posta all'angolo di via Giuseppe Polignani.
Nel 1872 la piazza fu risistemata dall'architetto Losavio che, modificando in parte l'idea originale del De Simone, optò per lo schema della Piazza Giardino. La divise in due rettangoli alberati e l'arricchì di nuovi valori urbanistici. Se per gli alberi si dovette aspettare il 1893, fu invece possibile aprire subito, nel mezzo dei due rettangoli, lo stradone, che da est sbocca in Largo Plebiscito, mentre dal lato opposto si allunga a formare una sorta di decumano dell'intero impianto a scacchiera della città.
Il monumento ai caduti sorge nel rettangolo sud, opera dello scultore Edoardo Simone di Brindisi, che lo eresse nel 1928, fedele alla statuaria ottocentesca e allo stile oratorio del Bistolfi, del Sartorio o degli altri artisti di moda all'epoca. Il monumento è l'unico in Italia ad essere innalzato non per gli eroi, ma per il dolore straziante dei parenti, rappresentato con rara efficacia sul monumento. In epoca fascista venne realizzata una fontana di buon livello formale, poi distrutta dopo la fine del regime. Nell'estate del 2012 è stata terminata la ricostruzione della fontana in forme moderne e all'inizio del 2014 si sono conclusi i lavori di rifacimento della pavimentazione dell'intera piazza, il restauro del monumento ai caduti e l'accesso e l'illuminazione delle gallerie sotterranee realizzate e utilizzate durante il secondo conflitto mondiale come rifugi anti-aerei, oggi visitabili.

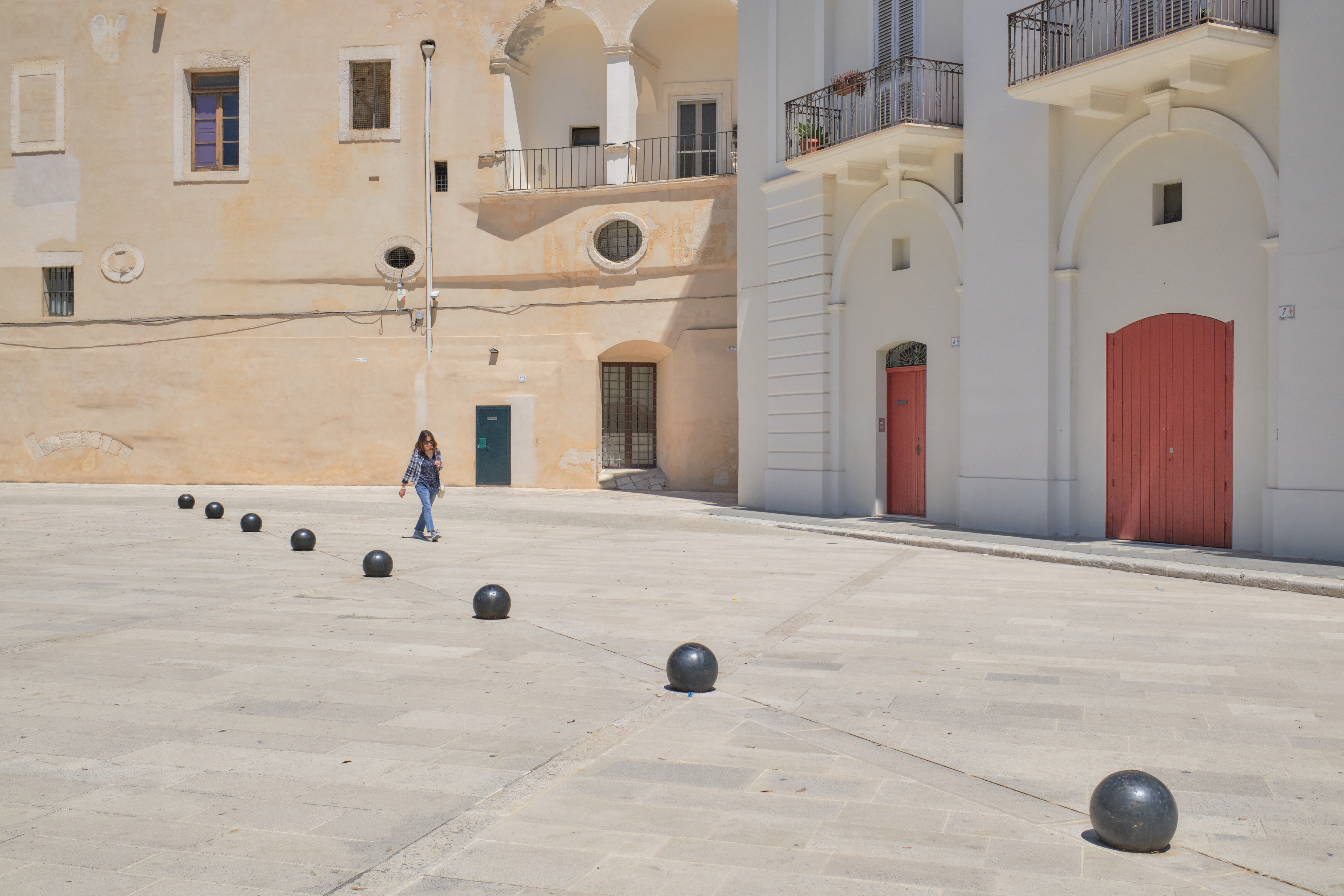
Piazza XX Settembre

#### Piazza XX Settembre
È intitolata al 20 settembre 1870, data della breccia di Porta Pia, ed era sede dello storico mercato giornaliero di frutta, verdura e pesce. Realizzata nel XIX secolo come cerniera urbanistica tra il cosiddetto "borgo murattiano" e il centro storico medievale, sotto di sé conserva i resti del lato ovest del sistema di fortificazioni urbano della città. La piazza si apre verso i volumi del convento e chiesa di San Domenico e della vicina Cattedrale. È stata completamente ristrutturata nel 2013 e il 2014 e nel corso dei lavori, come già previsto, è venuto alla luce il poderoso bastione di San Domenico e tutto il complesso di mura ad esso connesso: il progetto di variante ha quindi previsto la valorizzazione di questi reperti archeologici, oggi visibili.

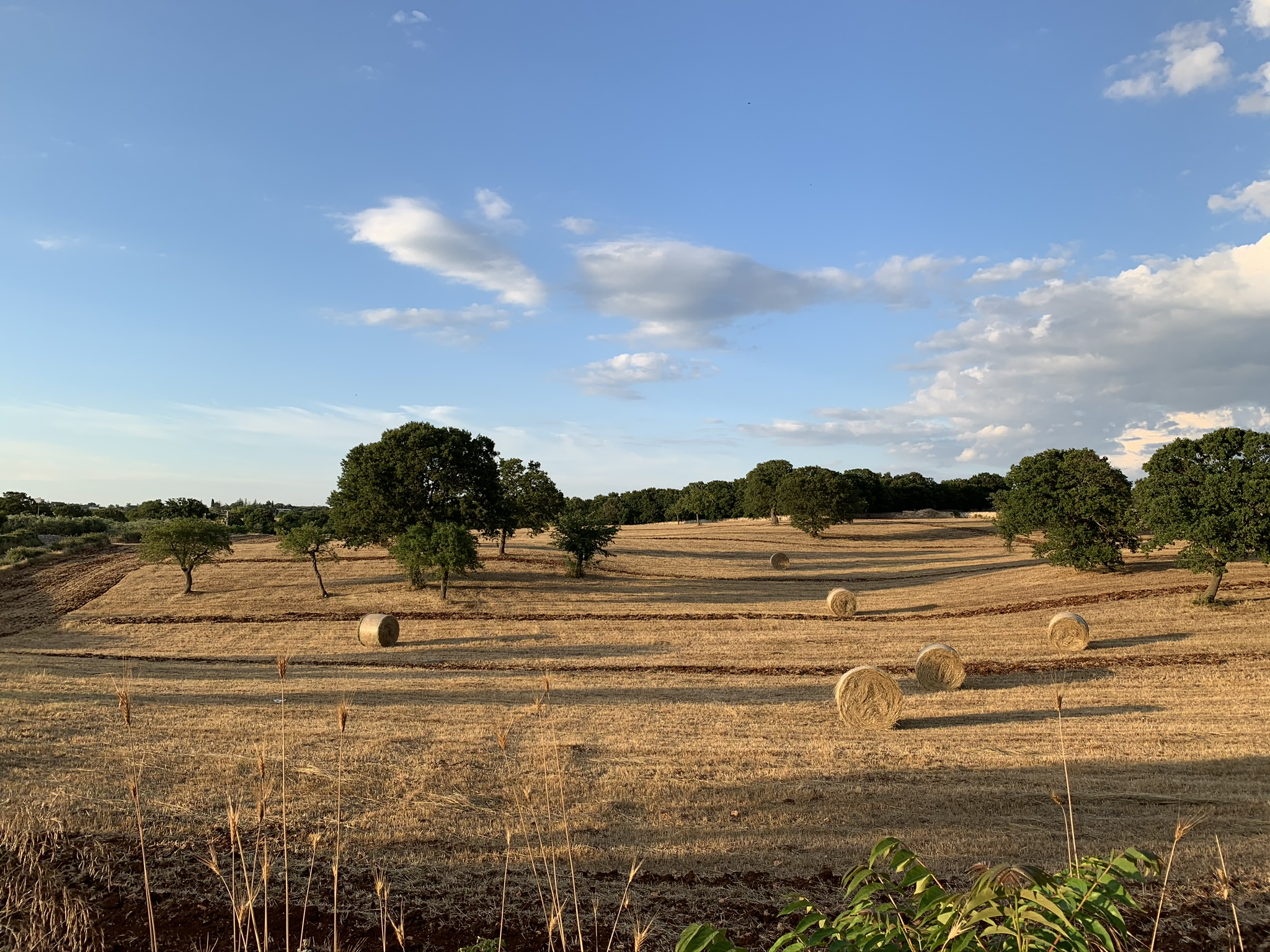
Paesaggio dell'agro monopolitano.

#### Le masserie dell'agro
Le masserie fortificate dell'agro di Monopoli, come si evince dalle lapidi ritrovate nei luoghi di fondazione, sorsero in molti tra XVI e XVII secolo, in concomitanza con un aumento della coltivazione arborea nella zona. Cresce l'antropizzazione dei luoghi e nasce l'esigenza di creare strutture autonome, in grado di adattarsi al territorio e di difendersi dai pericoli della vicina costa. Il regime, non rigidamente feudale, favorisce questa tendenza. La presenza di una torre come nucleo centrale della masseria è un'evoluzione delle prime torri di vedetta che furono erette da Carlo V a partire dalla prima metà del XVI secolo lungo la costa marina: di solito la torre ha pianta quadrata a tre superfici, con un piccolo ponte levatoio e una scala esterna. Presenti spesso caditoie per gettare olio bollente sui probabili nemici e invasori. Esiste quindi un diretto legame strutturale e in parte funzionale tra le torri di avvistamento lungo la costa (della prima metà del Cinquecento) e i nuclei fortificati (dei primi del Seicento) delle masserie della "marina". Nemico comune dal quale difendersi erano i turchi che dalla fine del XV secolo a tutto il XVIII secolo battevano tutte le coste adriatiche. Attorno alla fine del Seicento, dopo l'attenuarsi del pericolo turco a seguito del disastroso esito dell'assedio di Vienna, la maggior parte delle masserie passarono nelle mani di enti ecclesiastici, trasformandosi da elementi difensivi a strutture ricche di ogni decoro: scalinate monumentali, balaustre, finestre timpanate, cappelle baroccheggianti. Attorno agli inizi dell'Ottocento il sistema della masseria subì un duro colpo, a causa dei sistemi ancora antiquati dell'agricoltura rispetto alla industrializzazione veloce in tutti gli altri settori. La crisi agraria del 1820 provocò inoltre molti problemi al mercato interno di olio e vino, e dal quel momento la masseria conobbe un declino inarrestabile, decretato anche dal richiamo della città che in quel secolo e nel Novecento fu superiore al fascino della masseria stessa.

##### Masseria Caramanna

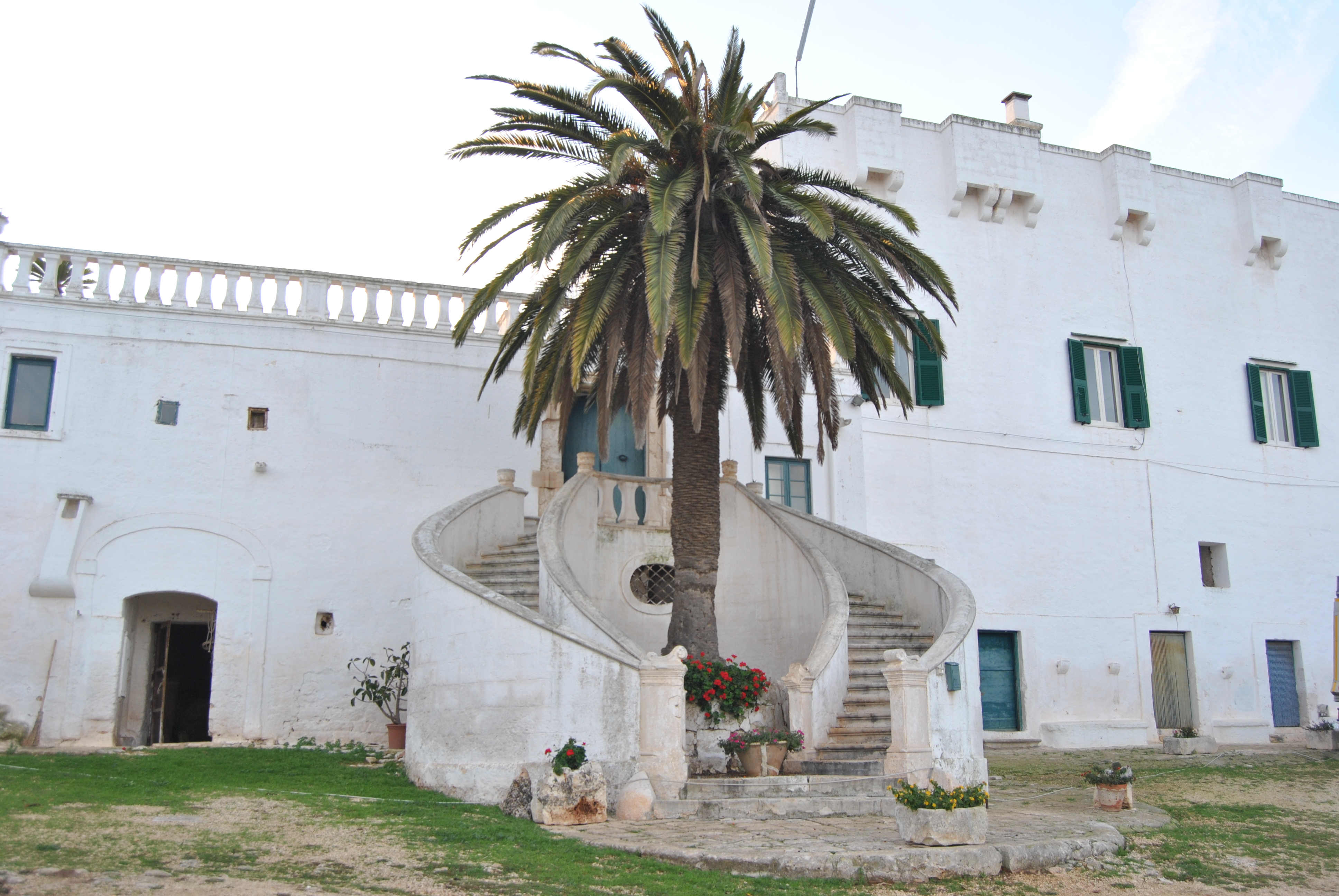
Masseria Caramanna, facciata e scalinata monumentale

L'edificio è costituito da un poderoso corpo fortificato al quale è stata addossata successivamente una più bassa ed elegante struttura barocca, caratterizzata da una bella scala esterna, a pianta circolare, addossata al prospetto orientale. Una palma secolare è stata fatta crescere nel centro geometrico delle rampe curve e contrapposte, con un effetto particolarmente suggestivo. È tra le più famose masserie fortificate di Monopoli. Risale al 1659 e ancora oggi conserva inalterato l'antico nucleo costituito dalla grande torre quadrangolare con ponte levatoio, campanile, feritoie e caditoie. Successivamente, fino al 1754 furono aggiunte una cappella, una rimessa e altre strutture commerciali e abitative. Fino al 1820 fu proprietà della casata monopolitana degli Affaitati e attualmente della famiglia Capece Minutolo.
La masseria Caramanna è in realtà molto più antica di quanto può far pensare la sua architettura. Infatti il toponimo Caramanna apparirebbe di origine longobarda ed è riferito al nome dell'antico proprietario (forse Karamann), da cara (lancia) e man (uomo); ossia Uomo-Lancia o Lanciere.

##### Masseria Spina Grande e Spina Piccola

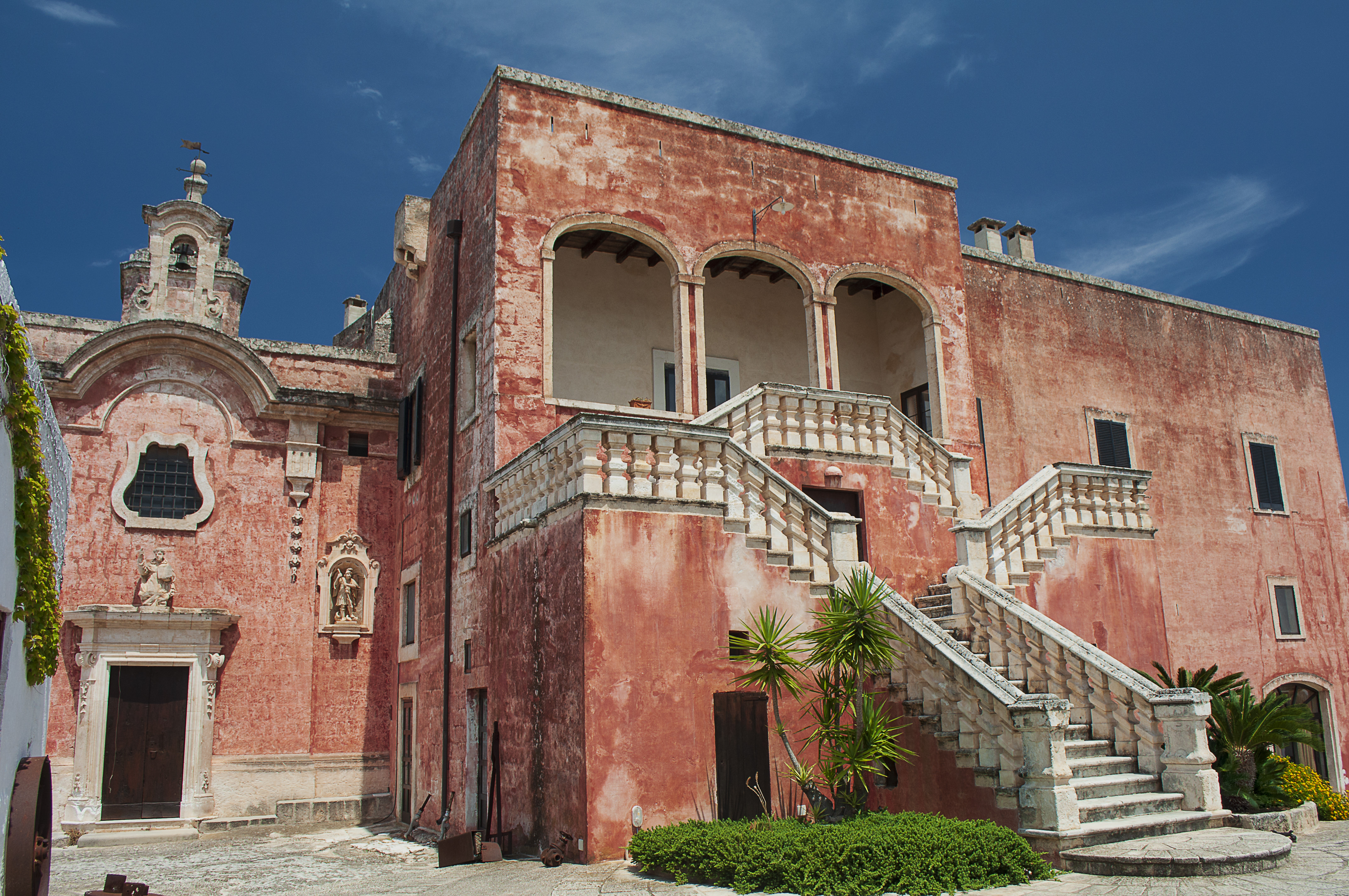
Masseria Spina Grande.

Masseria caratterizzata dal forte contrasto fra colori rosso e bianco con cui è dipinta: oggi è di proprietà della nobile famiglia dei Meo Evoli. Sviluppata su tre piani, fu radicalmente trasformata nel 1762 quando venne sovrapposto un porticato alla struttura originale. Singolare la posizione del complesso, che pur essendo vicino al mare, presenta il prospetto rivolto ai monti. Molto diverse le stanze padronali e quelle del colono: le prime caratterizzate da volte a botte, grandi stanze e ricche decorazioni. Materiale di costruzione è il carparo, di colore rosaceo, con le decorazioni in pietra naturale. Oggi sono stati allestiti alcuni spazi di vetrina, dove sono in mostra oggetti ed utensili della civiltà contadina. La chiesetta risale al 1700 ed è dedicata alla Madonna, la cui statua spicca sul frontale con in mano la masseria in miniatura.
Nelle stesse proprietà sorge Masseria Spina Piccola, una semplice torre di fortificazione a due piani e a base quadrangolare, risalente alla fine del Quattrocento. Riprende lo schema delle semplici torri costiere, con una caditoia per ogni facciata. Nel Seicento venne costruito il muro di cinta, interrotto da un piccolo arco di ingresso, con una piccola caditoia. Presente anche un primitivo insediamento rupestre con i resti di una croce e l'affresco di una Vergine con i Santi, molto rovinato. Poco lontano sorge un tratto della Via Traiana.

##### Masseria Garrappa
È costituita da un originario edificio a torre, risalente al XVI secolo, poi ampliata e arricchita. La zona inferiore presenta decorazioni a stucco sul tema della Fuga in Egitto, di San Francesco in preghiera e di Sant'Antonio. Sulla grande caditoia dell'ingresso appare il cristogramma IHS. Vari archi con motivi floreali conferiscono dinamicità alle forme della struttura. Nel timpano della chiesetta annessa è presente una Vergine in trono. Attorno alla masseria è presente un vasto agrumeto con ipogei, alcuni adibiti a frantoi. Oggi è adibita a struttura turistica.

##### Masseria Conchia
La costruzione risale al XVII secolo, ed è dal 1931 di proprietà della famiglia Palmieri. Il doppio campanile e la scala imponente danno l'idea della ricchezza e della magnificenza degli antichi proprietari, così come la presenza di quattro garitte pensili, di feritoie, di caditoie in gran numero che segnalano i diversi assalti a cui la masseria era soggetta a causa delle sue risorse economiche. L'area padronale e quella colonica hanno in comune solo un pozzo, per il resto sono invece nettamente separate. Attorno alla masseria è presente un grande ovile lastricato a chianche, oltre a molti ipogei adibiti a ricovero di ovini e a frantoio. Al centro della corte sorge un'antica edicola votiva dedicata alla Madonna della Madia.

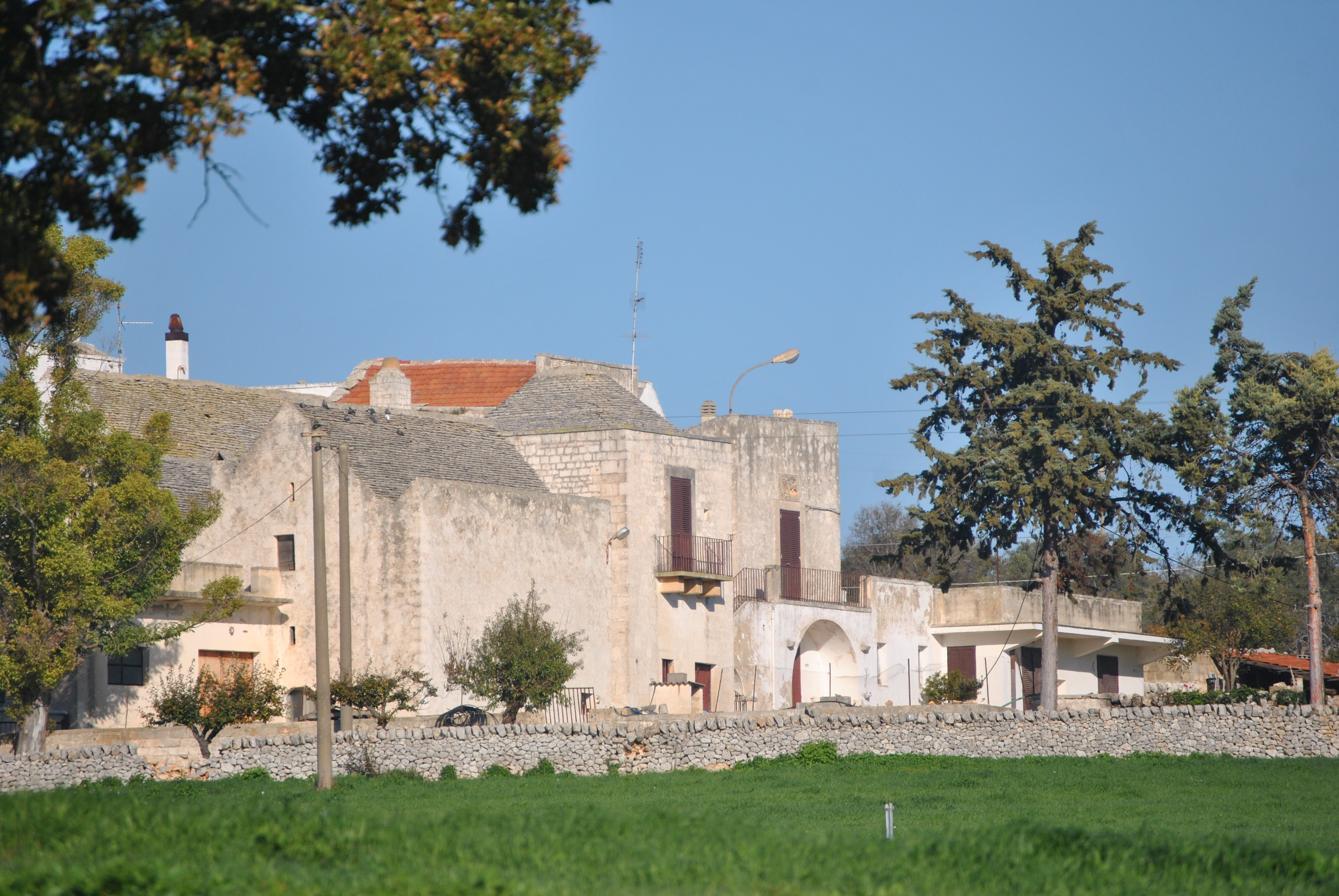
Masseria Cavallerizza

##### Masseria Cavallerizza
Sorge su una collinetta in ottima posizione strategica e fu costruita per ordine di Alfonso di Aragona in un periodo compreso fra il 1495 e il 1530. Qui venivano allevati i cavalli di Venezia, e proprio nei possedimenti di questa masseria sarebbe nato, da un incrocio tra cavalli locali e arabi, il morello pugliese, razza ottima per la battaglia. L'addestramento avveniva nel vicinissimo Canale di Pirro. La probabile presenza veneziana è celebrata dal bassorilievo raffigurante San Marco posto sull'entrata in tempi recenti. Priva di torre, la masseria comprende alcuni terrazzi strategici e una chiesa con decorazioni settecentesche, forse opera di Giovanni Sgobba.

##### Masseria Petrarolo
Caratterizzata da un grande accesso verso la corte, ricoperta di chianche, comprende stalle le cui mangiatoie sono decorate ad arco. Presenti nicchie sul muro come colombaie e un vasto agrumeto a cui si giunge tramite una stretta porta. Priva di torre, è circondata da melagrane, pianta caratteristica e tipica anche della contrada omonima, insieme a fichi e piccole vigne. La chiesetta annessa risale al 1698 ed è dedicata a Maria Santissima delle Grazie, con una tela del XVIII secolo a cui gli abitanti del luogo riservano altissima devozione.

#### Ville nobiliari

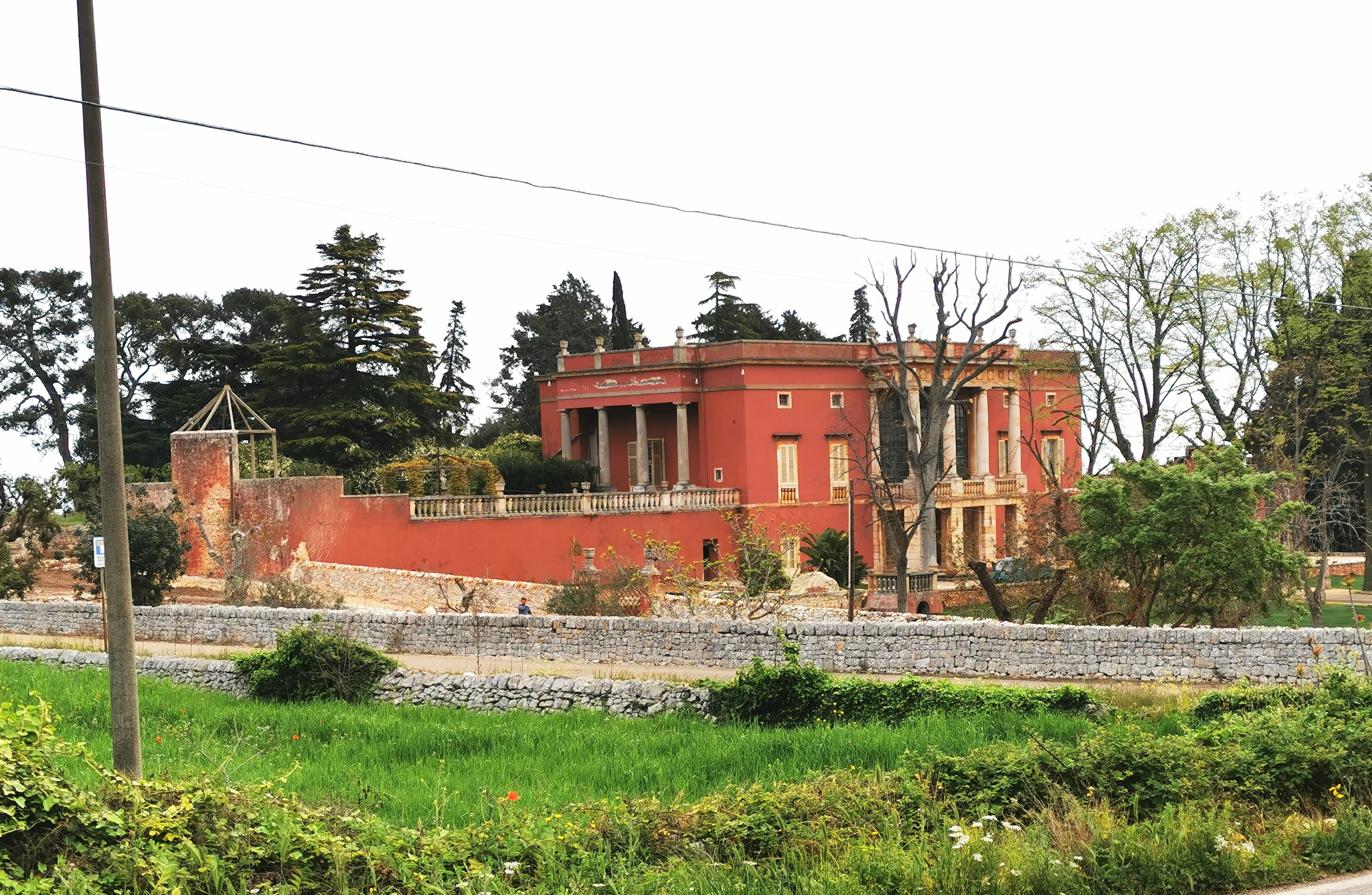
Villa Meo Evoli, in contrada Lama di Macina

Nel territorio rurale di Monopoli, in particolare a partire dal XVIII e XIX secolo, le campagne videro la fioritura di numerose ville nobiliari e casine, che servivano spesso come residenze estive per le famiglie aristocratiche della città. Questa evoluzione si inserisce in un più ampio contesto di diversificazione del paesaggio agrario e sociale, dove proprietà di diversi ceti sociali, inclusi orti e uliveti del ceto medio-alto urbano, si diffondevano fuori dalle mura cittadine. Queste dimore non erano solo residenze, ma spesso complessi articolati con funzioni agricole e produttive, che nel corso dei secoli hanno contribuito a definire il paesaggio rurale monopolitano.
- Ad esempio la contrada Cozzana era storicamente un luogo prediletto per le residenze estive delle famiglie nobiliari monopolitane, con l'edificazione di numerose ville neoclassiche. Tra queste spiccano Villa Palmieri, Villa Brescia-Simone Veneziani, Villa Palmieri detta ‘Il Visciglio’, Villa Siciliani, la casina Trevisani, la casina Piepoli.
- In contrada Lama di Macina si trova la celebre Villa Meo-Evoli, fatta edificare tra il 1772 e il 1792 dal nobile patrizio salernitano Vito Giuseppe Martinelli. Questa villa, situata ai margini di un bosco, era dotata di un "Parco Caccia Reale", una chiesa dedicata alla Vergine della Madia e ospitava una notevole collezione archeologica, inclusi reperti romani.
- In contrada Due Torri Villa Carenza, un edificio in stile neoclassico costruito nel 1892 dal commerciante francese Paul François e successivamente abbellito con un giardino all'italiana da Michele Carenza nel 1932.

Queste ville e casine, molte delle quali ancora presenti, testimoniano la ricchezza e l'importanza della vita rurale per le famiglie nobiliari e l'élite di Monopoli, che non solo investivano in terreni agricoli ma vi costruivano anche dimore significative.

## Società

### Evoluzione demografica
La popolazione residente a Monopoli al 1º gennaio 2023 era di 48 004 abitanti, di cui 23 363 maschi e 24 494 femmine. Di seguito l'andamento della popolazione nel corso degli anni.
Abitanti censiti

### Etnie e minoranze straniere
Secondo i dati ISTAT al 1º gennaio 2023 la popolazione straniera residente era di 1048 persone, pari al 2,19%.
Le nazionalità maggiormente rappresentate in base alla loro percentuale sul totale della popolazione residente erano:
- Albania - 348
- Georgia - 147
- Romania - 103
- Repubblica Popolare Cinese - 96
- Ucraina - 31

### Lingua e dialetti
Il dialetto monopolitano è ascrivibile alla fascia dei dialetti pugliesi centrali, derivante come altri dal latino, dal francese, dallo slavo, dall'arabo e dalla lunga dominazione spagnola a cui la città adriatica è stata sottoposta. Notevoli sono inoltre le influenze longobarde nei toponimi, negli antroponimi e soprattutto nel campo del diritto. Un esempio per tutti: in molti documenti del Codice Diplomatico Brindisino, quasi tutti posteriori al 1076, viene riportato - in atti di compravendita, il termine pizzulo o latinizzato in pizulus, riferibile a angolo di un muretto o di una parte sporgente di un edificio. Attualmente nel dialetto monopolitano pizzulo ha esattamente lo stesso significato.
Tuttavia, ad oggi, il dialetto monopolitano originario è parlato prevalentemente nel centro storico della città e in alcune aree dell'agro monopolitano, dove tra l'altro il dialetto presenta delle notevoli varianti rispetto al centro cittadino, con variazioni anche a seconda della contrada in cui esso viene parlato. Un esempio per tutti: il termine originario per indicare le fave novelle, nel nucleo cittadino, è vongole. Nel dialetto parlato nell'agro invece esse sono indicate come cuzzele, termine oggi utilizzato anche nel nucleo cittadino ma in misura minore.
Nel resto della città Monopoli si assiste ad un progressivo processo di italianizzazione dello stesso. Si registrano molte produzioni poetiche in vernacolo, tra le quali ricordiamo in particolare quelle di Luigi Reho, autore anche del monumentale Dizionario Etimologico del Monopolitano, e di Tonio d'Arienzo.

### Religione

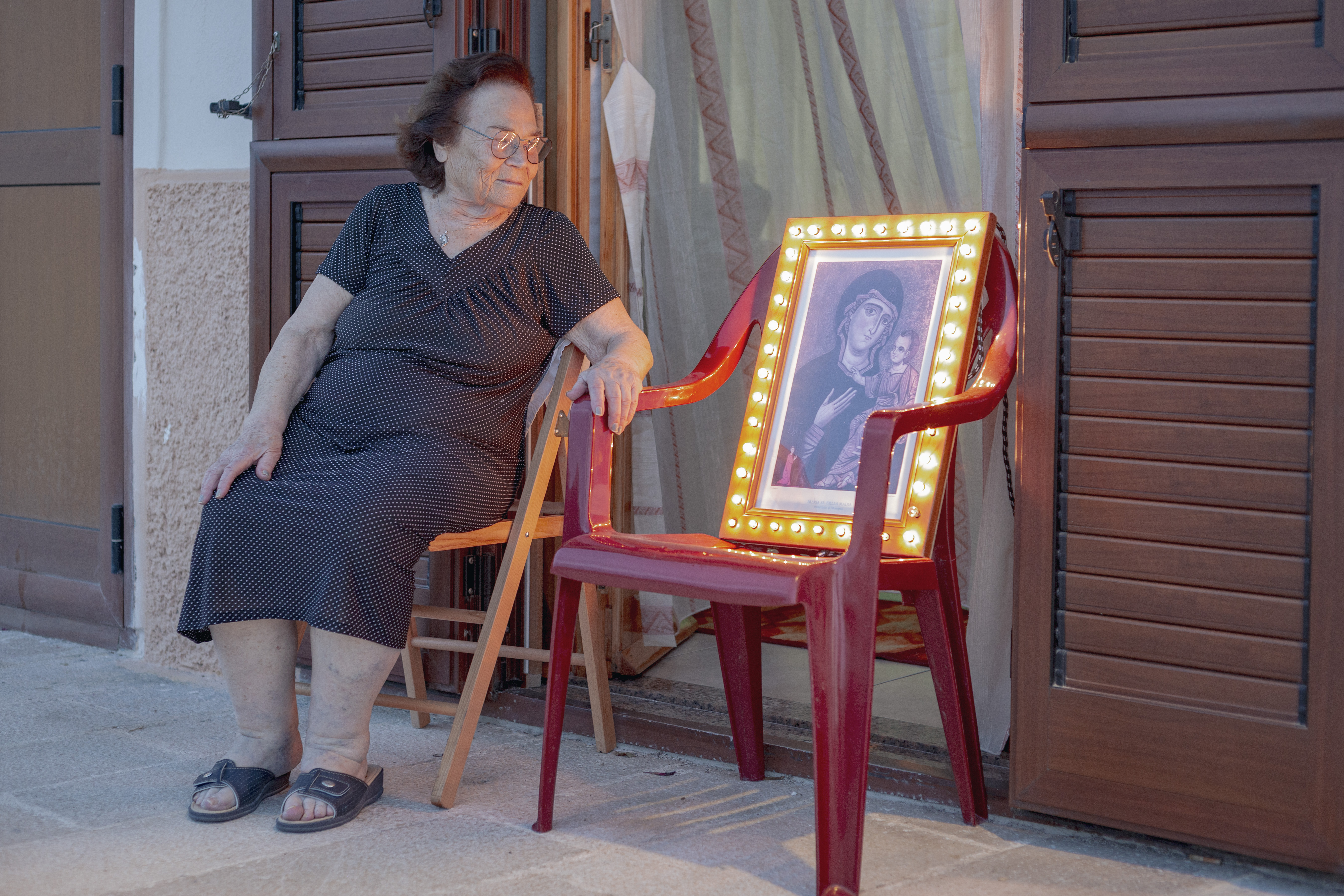
Manifestazioni di devozione popolare nel centro storico di Monopoli

La religione di gran lunga più diffusa è il cattolicesimo. La città è stata per secoli sede di una diocesi di rito romano, unita nel 1986 a quella di Conversano, a formare la diocesi di Conversano-Monopoli. Monopoli conta sette parrocchie urbane: l'Unità Pastorale della Cattedrale, Amalfitana in San Francesco d'Assisi e Santi Pietro e Paolo in Santa Teresa; Regina Pacis, Sant'Antonio, Sacro Cuore, Santa Maria del Carmine, Santissima Trinità in San Francesco da Paola e infine Sant'Anna; quattro rurali: Santa Maria del Rosario a Cozzana, Santuario di Maria Regina ad Antonelli, Sacra Famiglia a Sicarico e Santa Lucia ai Monti nella contrada omonima.

### Istituzioni, enti e associazioni

#### Opere Pie
Monopoli ha sempre avuto una grande attenzione per le persone in difficoltà e ricchissimi sono sempre stati i lasciti della comunità alle Opere Pie cittadine.
Alla fine del XIX secolo erano presenti sei importanti organizzazioni il cui scopo era il sollievo dei diseredati: Ospedale Civile, Orfanotrofio di Carità, Maritaggi ed opere elemosiniere, Asilo d'Infanzia, Asilo di mendicità, Banco di pegnorazione.
Nel 1886 La Congregazione di Carità amministrava l'Ospedale Civile, il legato Rendella, l'Orfanotrofio di Carità, i monti di carità Ysplues, Quirismino, Bove, Rendella, Scalera, Sant'Anna, Calefati, Mazzarella, Porcina, Antonucci, Manfredi, Siena, Romeo, Tiberio Secondo, Laquosta, Romanelli, l'Asilo d'Infanzia e il Ricovero di mendicità.
Particolarmente rilevante fu il lascito, alla Congregazione di Carità, del marchese Saverio Palmieri all'inizio del secolo scorso.
Nel XX secolo le Opere pie gestite si sono aggregate nell'ente pubblico IPRAB. dal quale si è poi distaccato l'Ospedale San Giacomo. Infine nel 2011, adeguandosi alla normativa, l'I.P.R.A.B. si è trasformata nella Associazione per i Servizi alla Persona Romanelli Palmieri e attualmente gestisce, oltre al patrimonio ereditato, la Casa di Riposo Vito Antonio Romanelli.

## Cultura

### Biblioteche

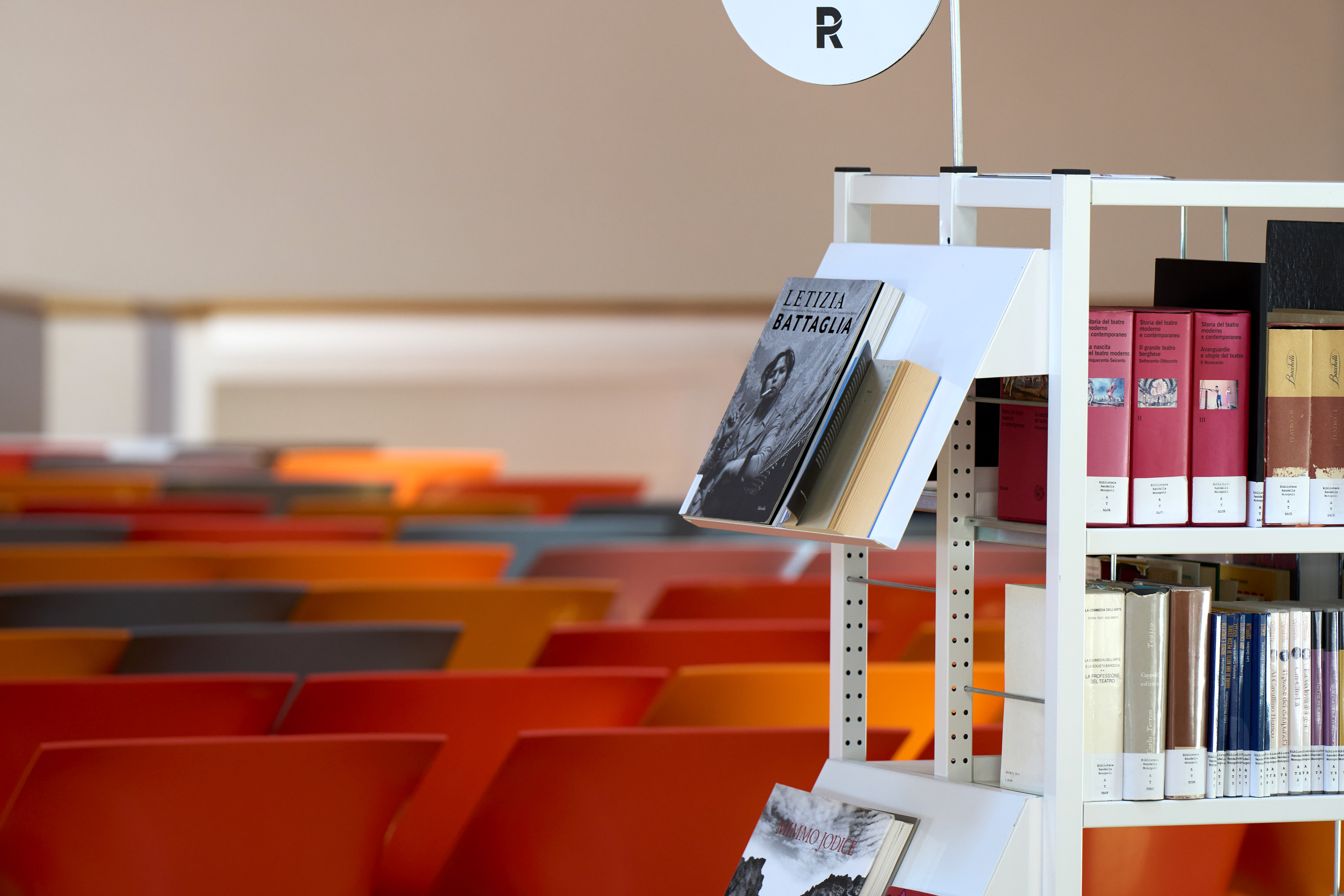
Biblioteca Civica Prospero Rendella

A Monopoli è attiva la Biblioteca civica "Prospero Rendella", situata nell'omonimo edificio storico affacciato su Piazza Garibaldi. Riaperta al pubblico nel 2017 dopo un importante intervento di restauro e rifunzionalizzazione, la Rendella è oggi un moderno centro culturale polifunzionale che ospita una ricca collezione libraria, spazi per la lettura e lo studio, eventi culturali, mostre e incontri con autori.
Nel centro storico è inoltre attiva la Biblioteca dell'Archivio Diocesano di Monopoli, di competenza della Curia vescovile. Essa conserva fondi librari e documentari di interesse storico e religioso, con particolare riferimento alla storia ecclesiastica del territorio monopolitano e della diocesi.

### Ricerca
L’Archivio Storico del Comune di Monopoli, situato presso la sede dell'ex tribunale (via Gregorio Munno), conserva documentazione a partire dal XVI secolo, comprendente atti amministrativi, catastali, deliberazioni consiliari e altri fondi utili per lo studio della storia cittadina. Di particolare rilevanza anche l’Archivio Diocesano di Monopoli, che custodisce registri, documenti e pergamene risalenti ad un periodo compreso tra il XIV e il XX secolo e relativi all’attività della Curia e alla vita ecclesiastica del territorio, delle parrocchie cittadine e dell'antica diocesi di Monopoli.

### Scuole

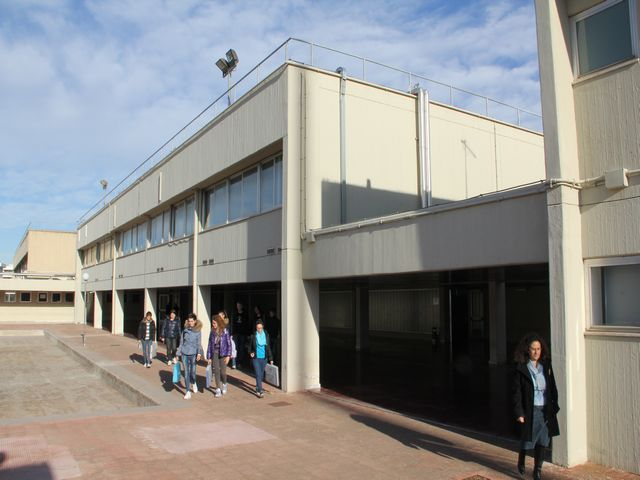
Edificio del polo liceale (Classico, Linguistico, Scienze Umane, Scientifico e Scienze Applicate).

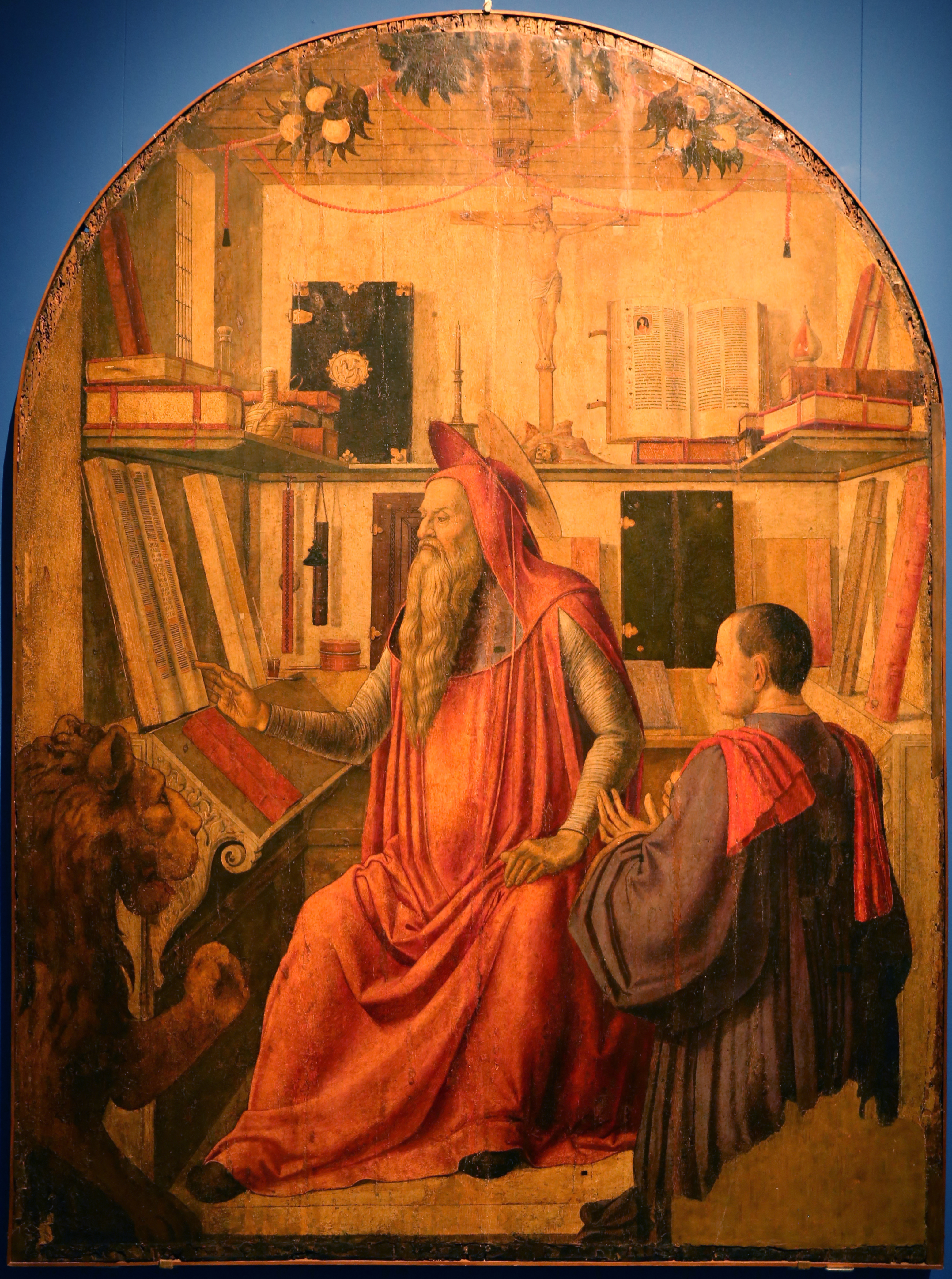
Lazzaro Bastiani, San Girolamo nello studio,1475-80 ca. (Monopoli, Museo Diocesano).

Monopoli è sede di numerosi istituti di istruzione secondaria di secondo grado. Il Polo Liceale "Galileo Galilei" comprende i licei Classico, Linguistico, delle Scienze Umane, Scientifico e Scientifico opzione Scienze Applicate. L’Istituto di Istruzione Secondaria Superiore "Luigi Russo" offre i corsi di Liceo Artistico, Liceo Musicale, Istituto Professionale per la Manutenzione e l’Assistenza Tecnica e per i Servizi per la Sanità e l’Assistenza Sociale. Sono presenti inoltre l’Istituto Tecnico Economico "Aldo Moro", l’Istituto Tecnico Tecnologico "Leonardo da Vinci", l’Istituto Tecnico Industriale "Vito Sante Longo" e il Conservatorio di Musica "Nino Rota", sede di alta formazione musicale.

### Musei
Tra le realtà museali del territorio si segnalano il Museo Diocesano di Monopoli, con opere d’arte sacra e arredi liturgici; il Museo della Confraternita di San Giuseppe, dedicato alla devozione confraternale; e il Museo e sito archeologico della Basilica Cattedrale di Romualdo, che conserva reperti di epoca classica e medievale. Monopoli fa parte dell’Ecomuseo della Valle d’Itria, museo diffuso istituito nel 2010 insieme ad altri comuni della zona.

### Media
A Monopoli è attivo un variegato panorama di mezzi di informazione locali. La città ha visto nascere, soprattutto a partire dalla seconda metà del Novecento, numerose testate giornalistiche, emittenti radiofoniche e televisive, alcune delle quali tuttora operative. Questi media svolgono un ruolo fondamentale nell'informazione territoriale, nella promozione della cultura locale e nella cronaca cittadina.

#### Stampa
- La Campana del Collegio (con supplementi e variazioni di titolo) (1903-1915), settimanale.
- L'Eco del Popolo, (1913-?) periodico.
- Il Filippetto (con supplementi e variazioni di titolo) (1944-1957), periodico satirico dell'Associazione Universitaria G. Vasco.
- Portanuova (1982-2006), trimestrale.
- L'Informatore (1982-2020), settimanale.
- Il Borgo (1994-2024), mensile.
- Fax - ediz. Monopoli (2000-oggi), settimanale.
- Il Biancoverde news (2003-2013), periodico sportivo.
- Cuore Biancoverde (2004-oggi), periodico sportivo.
- Sette News (2009-2020), settimanale.

#### Radio
- Radio Antenna Monopoli (1976-1984)
- Radio Dyria (1976-1982)
- Radio San Francesco (1977-1983)
- Radio Delta (1978-1982)
- Radio l'Assunta (1978-1982)
- Radio Emme 5 (1979-2001)
- Radio In (1979-1981)
- Radio Luna (1979-1981)
- Radio Panda (1979-1980)
- Radio Duna (1979-1980)
- Radio Sabbia (1980-1985)
- Radio L'Una Sud Levante (1981-1985)
- Radio Elle 2ª rete (1981-1984)
- Radio City (1981-1985)
- Radio Centro (1982-1986)
- Radio Studio 54 (1984-1989)
- Reti Unificate Meridionali (1985-1986)
- Radio Mafalda (1989-1990)
- Radio Elle (1978-oggi)
- Radio Argento (1983-oggi)
- Radio Blu (1988-oggi)[14]

#### Televisione
- Telespazio (1978/79).
- Teleram (1979-1997).
- Telebip Video 5 (1987-1989).
- Telenova (1989-1990).
- Canale 7 (1988-oggi)

### Arte

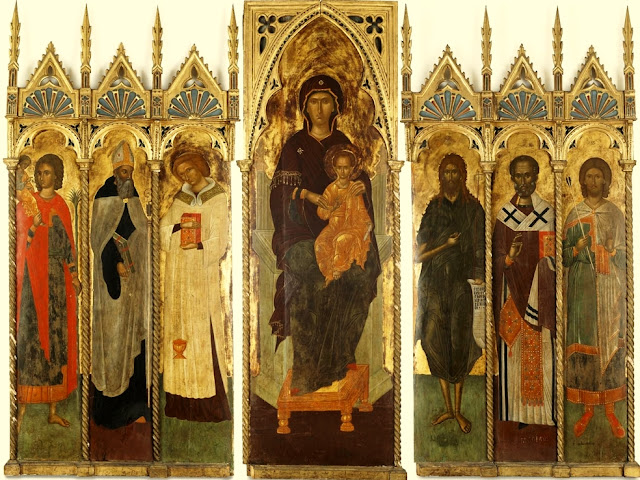
Polittico da S. Stefano di Monopoli, Boston, Museum of Fine Art.

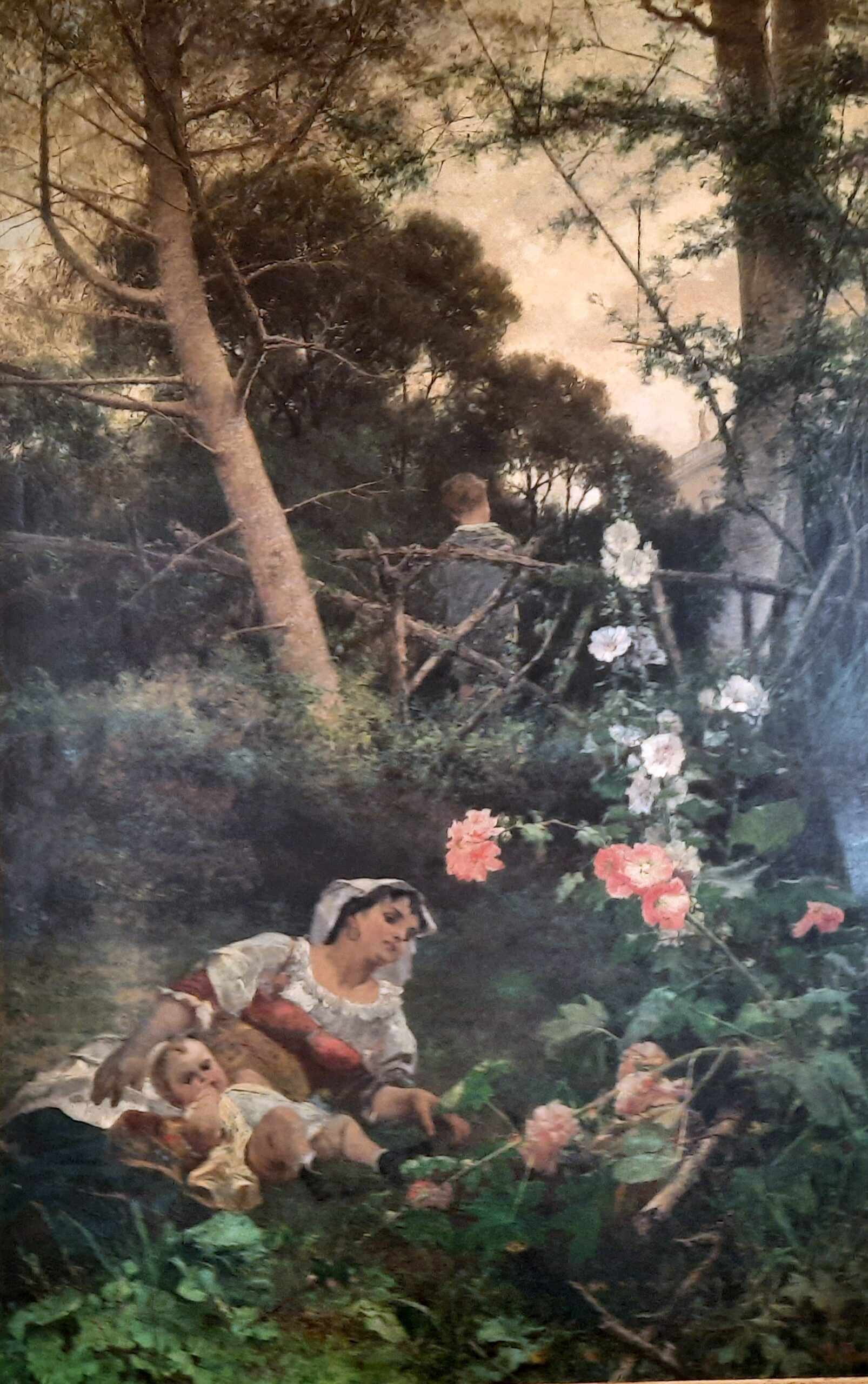
Ignazio Perricci, La Primavera (1880)

Il patrimonio artistico di Monopoli riflette la stratificazione culturale e storica della città, posta per secoli al crocevia tra Oriente e Occidente. La dominazione veneziana ha lasciato tracce significative nella produzione pittorica e devozionale della città, soprattutto tra la fine del Medioevo e l’età moderna. Un esempio emblematico è il polittico quattrocentesco della chiesa di Santo Stefano, oggi conservato e restaurato dal Museum of Fine Arts di Boston: si tratta di un’opera attribuita a un autore anonimo di scuola veneziana o cretese-veneziana, dove l’influsso bizantino si fonde con le suggestioni della pittura lagunare dell’epoca.
Nel corso del Seicento e Settecento, Monopoli accoglie opere di grandi maestri legati alla scuola veneta e napoletana: nella chiesa di Santa Maria del Suffragio è presente una Madonna con Santi in Gloria attribuita a Jacopo Palma il Giovane (1621), figura centrale del tardo manierismo veneziano. A lui si affiancano altri artisti come Francesco De Mura, allievo di Solimena, autore della celebre Ultima Cena (1755) della Basilica Cattedrale. Queste opere testimoniano l'apertura della committenza monopolitana alle correnti artistiche dominanti dell’Italia centro-meridionale.

Nel XIX e XX secolo, emerge una scuola artistica locale con personalità come Ignazio Perricci, pittore e scenografo neoclassico autore di numerose decorazioni teatrali e storiche (“La Primavera”, 1880). Artisti come Agostino Di Munno, scultore e pittore italo-venezuelano, e Enrico Accatino, noto per le sue composizioni astratte e sociali (“Mattanza”, 1951), confermano la vivacità del tessuto artistico anche in epoca moderna.

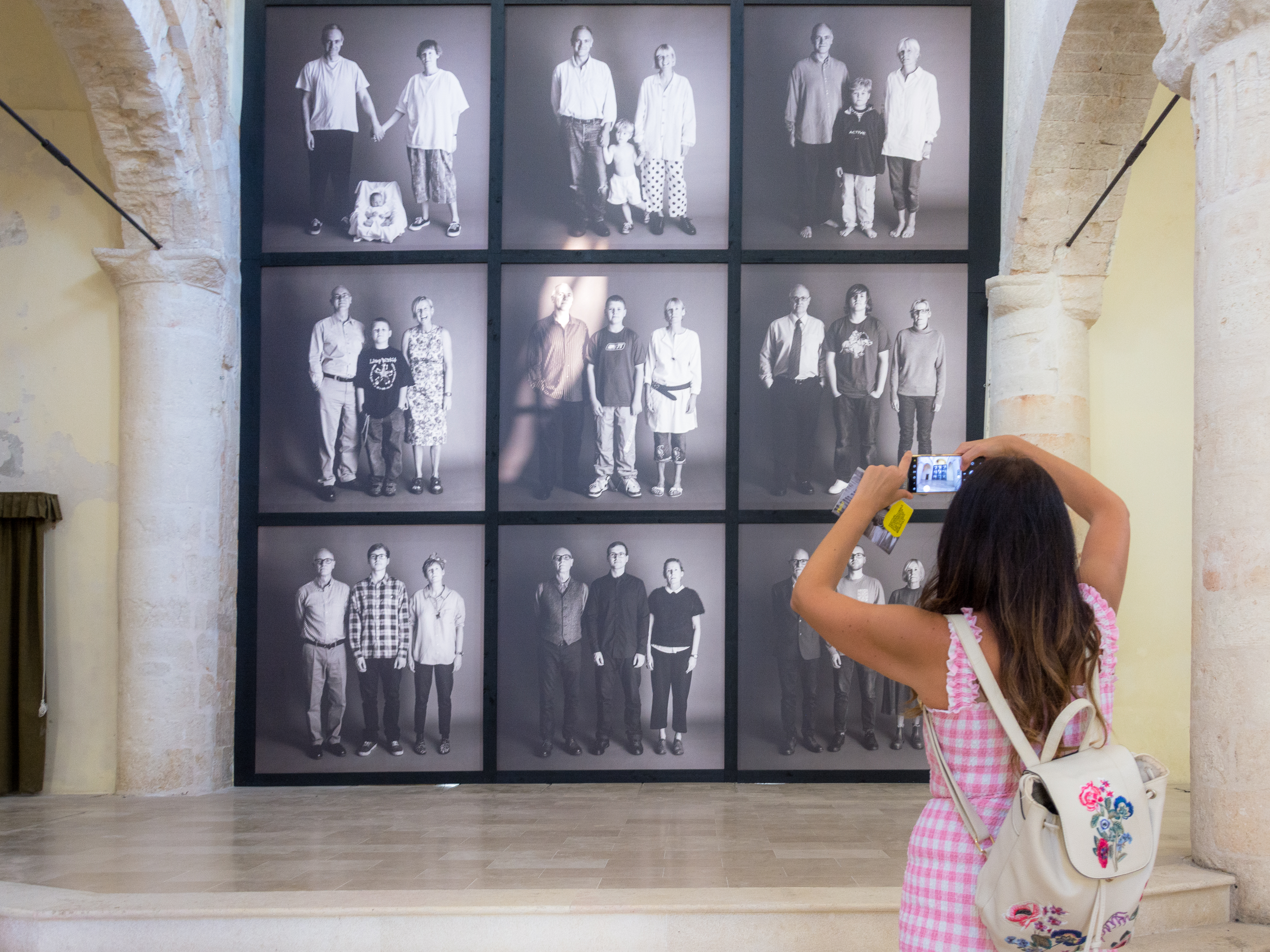
PhEST a Monopoli

In epoca contemporanea Monopoli ha vissuto una crescita significativa nell’ambito della street art, soprattutto grazie al PhEST – Festival internazionale di fotografia e arte (lanciato nel 2018), che ha trasformato il centro urbano in una vera e propria galleria a cielo aperto. Tra le opere più rilevanti, spicca il murale “Beyond the Sea” (9×12 m), realizzato nel 2020 dallo street artist Millo (Francesco Camillo Giorgino). L’opera, visibile vicino alla Cala Portavecchia, esplora il tema della tropicalizzazione del Mediterraneo e dell’impatto umano sugli ecosistemi marini, con lo stile distintivo di Millo fatto di linee nere essenziali e monocolore con tocchi cromatici. Dal 2023, lo street artist Moneyless (vero nome Marco Grassi) ha plasmato nuove installazioni urbane: un intervento murale presso lo skating park cittadino e la mostra personale “Caveman” al Castello Carlo V, curate dalla galleria Doppelgaenger con il patrocinio comunale. Lo stile post-graffiti di Moneyless si caratterizza per motivi geometrici astratti e per il dialogo fra natura e architettura urbana.
Nel complesso, queste iniziative – affiancate da altri artisti in occasione dei festival – hanno consolidato Monopoli come hub regionale dell’urban art, includendo anche una grande mostra intitolata “IN MY NAME” (2024) presso l’ex Deposito Carburanti, curata da Unlike Unconventional Events e dedicata all’evoluzione storica dell’urban art.

### Teatro
In città sono attivi due poli teatrali. Il teatro Radar, già cinema-teatro, riaperto nel marzo 2018 dopo 33 anni di inattività e concesso in gestione al Conservatorio di Musica ''Nino Rota'' di Monopoli, ospita rassegne teatrali di poesia, prosa, musical, balletto. Il secondo teatro cittadino è il teatro auditorium Mariella, già Bianco Manghisi, adibito al teatro di prosa e a rappresentazioni dedicate soprattutto alle scuole e alle associazioni.

### Cinema
La città di Monopoli è sede del Sudestival, festival cinematografico nazionale dedicato alla filmografia indipendente italiana, a cura dell'Associazione Sguardi. Il festival è stato insignito di una medaglia dal Presidente della Repubblica Giorgio Napolitano e ha goduto del patrocinio, fra gli altri, del Ministero dei beni e delle attività culturali e del turismo e della Regione Puglia. Nel 2016 il festival è stato insignito di un'altra medaglia dal Presidente della Repubblica Sergio Mattarella e gode del patrocinio dell'assessorato all'Industria Turistica e Culturale -Gestione e Valorizzazione dei Beni Culturali della Regione Puglia.
Monopoli è stata inoltre il set di alcuni film:
- nel 1990 viene girato il cortometraggio La Madia, con Leo Gullotta, Enzo Cannavale, Imma Piro, diretto da Giambattista Ansanti. Tutte le scene sono state girate in abitazioni e luoghi del centro storico di Monopoli. Molto spazio è dedicato alla rievocazione dell'approdo della Madonna della Madia.[73]
- nel 1999 il regista Franco Salvia, originario di Monopoli, ha diretto Vento di primavera - Innamorarsi a Monopoli, ambientato e girato nella città con il duo comico pugliese Manuel & Kikka[74];
- nel 2009 il regista esordiente Alessio Giannone gira e produce il lungometraggio dal titolo La Loggia di Pilato, ambientato in contrada Impalata[75].
- nel 2005 in alcune contrade sono state effettuate le riprese del film La seconda notte di nozze, diretto da Pupi Avati.[76]
- nel 2011 la città ospita molte scene del film Buona giornata, diretto da Carlo Vanzina, e di Operazione vacanze, diretto da Claudio Fragasso.
- nel 2012 la città è stata il set del film Amiche da morire, di Giorgia Farina, con Cristiana Capotondi, Claudia Gerini e Sabrina Impacciatore. Il film è uscito nelle sale il 7 marzo 2013.[74]
- nel 2014 viene girato quasi interamente a Monopoli il film Noi siamo Francesco, per la regia di Guendalina Zampagni, con Elena Sofia Ricci, Mauro Recanati e Gabriele Granito. Con il contributo del Ministero dei beni e delle attività culturali e del turismo.[77][78]
- nel 2016 vengono girate a Monopoli alcune scene del film La cena di Natale, per la regia di Marco Ponti, in particolare nelle stanze di Palazzo Palmieri.

La città ha ospitato inoltre i set di due fiction e ha offerto alcuni propri scorci per altre serie TV:
- Professione vacanze, miniserie televisiva (1987) di Vittorio De Sisti, con Jerry Calà e Mara Venier, prodotta da Rti e girata al Villaggio Cala Corvino in luglio / settembre 1986; in onda su Italia 1.[79]
- Tutta la musica del cuore (2010), che inizialmente doveva chiamarsi Una musica silenziosa, prodotta da Rai Fiction e diretta da Ambrogio Lo Giudice. La fiction si svolge in un paese del sud Italia chiamato "Montorso di Puglia", nome puramente fantasioso, ma il set della fiction è la città di Monopoli. La fiction va in onda per la prima puntata il 4 febbraio 2013, riuscendo a raggiungere dati d'ascolto da 5.777.000 telespettatori, nella seconda puntata andata in onda il 5 febbraio, si conferma a 5.778.000 spettatori.[80]
- Braccialetti rossi prima, seconda e terza serie (versione italiana di Polseres vermelles) (2014, 2015, 2016). La maggior parte della fiction è stata girata nella città di Fasano con alcune scene a Monopoli, in particolare una serie di panoramiche presso largo Portavecchia e delle riprese all'interno della chiesa di Santa Maria Amalfitana.[81][82]
- Un Medico in Famiglia (10ª serie), buona parte della prima puntata è stata girata tra Monopoli, Cisternino e Locorotondo.[83]
- Storia di una famiglia perbene, girato prevalentemente nel centro storico di Monopoli e nella città di Bari.[84]
- Le indagini di Lolita Lobosco, girato prevalentemente in Piazza Palmieri, precisamente Palazzo Palmieri (esterno della Questura) e Masseria Spina (abitazione della famiglia Morelli).

### Musica

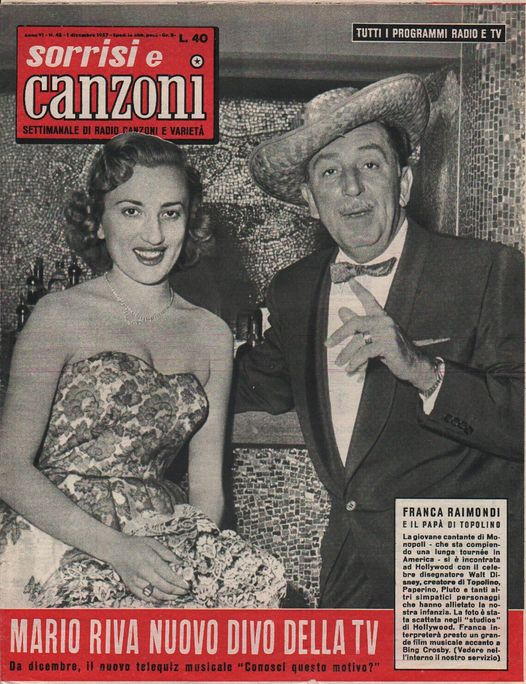
Franca Raimondi con Walt Disney

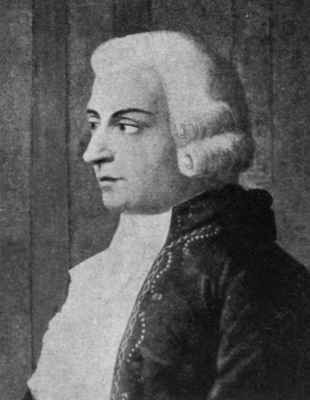
Giacomo Insanguine

Monopoli vanta una tradizione musicale antica: è nota la figura di Giacomo Insanguine (1728–1795), conosciuto anche come “Monopoli”, compositore e didatta di spicco della scuola napoletana. Formatosi e attivo a Napoli, fu l’ultimo direttore del Conservatorio di Sant’Onofrio, dove contribuì alla formazione di intere generazioni di musicisti. La sua produzione include opere teatrali, composizioni sacre e partimenti didattici. Ancora oggi la città ne celebra la memoria con studi, esecuzioni e iniziative culturali.
In epoca contemporanea tra i gruppi e gli artisti monopolitani insigni nell'ambito musicale si segnalano in particolare Franca Raimondi (1932-1988), vincitrice del Festival di Sanremo 1956, e il gruppo musicale degli "Iohosemprevoglia", vincitore di Sanremo Social per l'anno 2011 e quindi partecipante alla fase finale del Festival di Sanremo 2012 dove si è classificato al terzo posto nella sezione giovani. Dal 1995 si tiene inoltre in città il Dirockato Rock Festival, con esibizione di artisti rock soprattutto emergenti.
La banda cittadina prende il nome di Banda del Giubileo, in quanto fondata nell'anno giubilare 2000, ed è formata soprattutto da giovani. La città tuttavia conosce un'antica tradizione bandistica, risalente almeno all'anno 1813.

### Cucina
Oltre ai piatti tipici pugliesi (taralli, focacce, patate riso e cozze, panzerotti, braciole, olive fritte, timballi, pesce e crostacei fritti e così via) vi sono alcuni piatti tipicamente monopolitani, cioè:

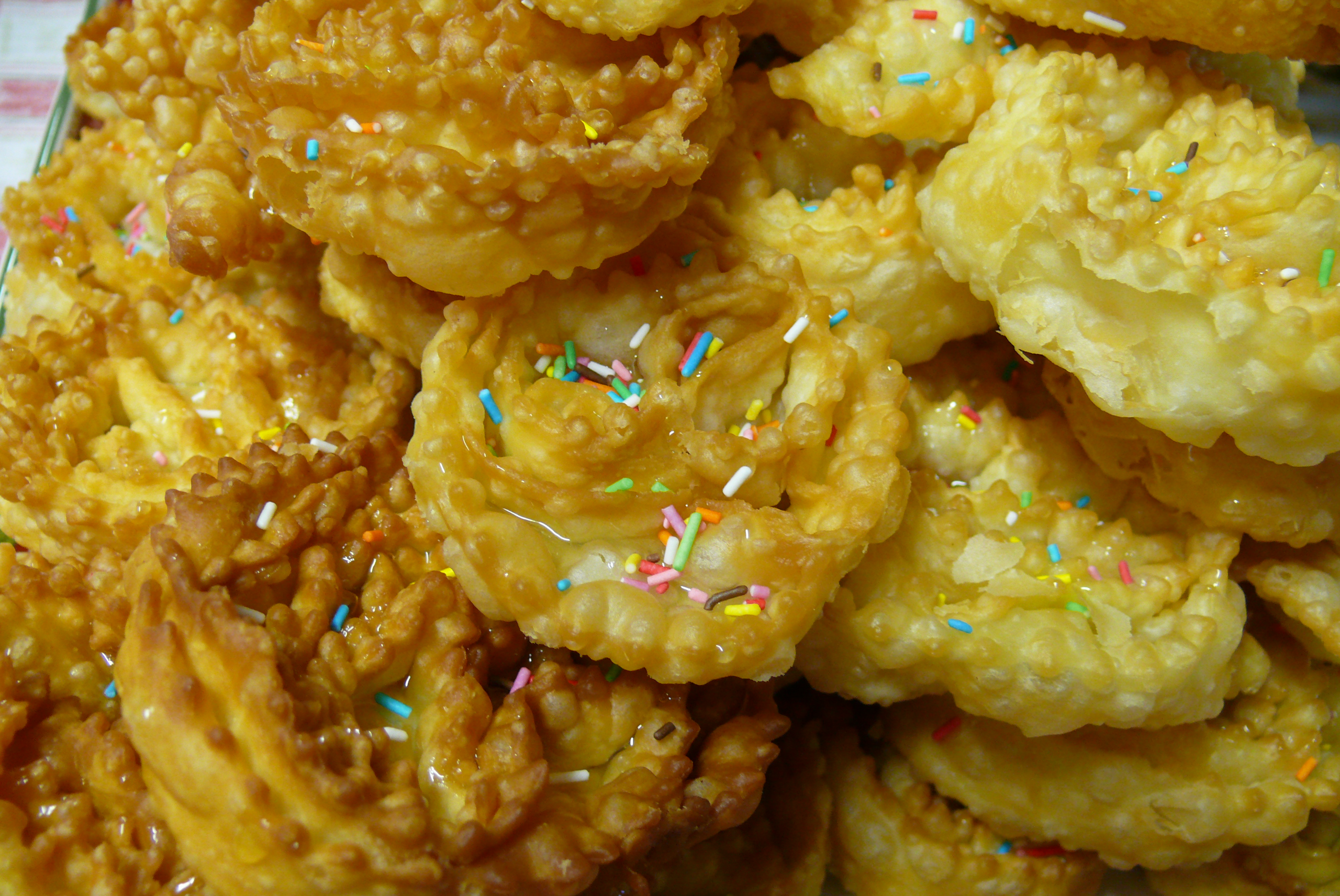
Cartellate con vin cotto.

- Le orecchiette preparate con semola di grano duro o con il "grossetto", condito con cime di rape, pomodoro, basilico e cacio ricotta, o con il sugo del fungo che nasce ai piedi o sul tronco del Carrubo, il rarissimo Laetiporus sulphureus.
- Il cjambotto, zuppa di pesce assortito con pomodori, aglio, prezzemolo, olio, sale, pepe, e fette di pane casereccio raffermo.
- L'ingrapiata, di fatto un macco con fave e cicorie, il cui nome deriva forse da un antico modo di condirla con i capperi (incapperata).
- Polpo in pignatta.
- Alici marinate, una marinatura di alici in olio extravergine di oliva, aceto, succo di limone e sale
- Cialledda, zuppa fredda di pane raffermo o taralloni immersi in acqua, con olio, sale, pomodori e origano.
- le cartellate (n'cartddet): dolce natalizio di origine greca, a base di sfoglie di pasta a forma di nastro tagliato con tagliapasta dentellato, fritti e ricoperti di vincotto.
- Le pettole: pallottole di pasta lievitata molto morbida (farina, patata, lievito di birra, acqua e sale) fritte nell'olio bollente. Vengono servite calde, con zucchero o con vino cotto o miele. Tipicamente vengono preparate il 7 dicembre in occasione della Vigilia dell'Immacolata, il 16 dicembre, il 24 dicembre, e in alcune delle feste nelle contrade.
- I purcidde: piccoli dolci di pasta con miele o vincotto.
- I boconotti: dolci di pasta ripieni di marmellata e pasta di mandorle.
- Le zeppola di San Giuseppe, ciambelle fritte o al forno, decorate esternamente con crema, amarena e un po' di cannella; vengono fatte in occasione della festività di San Giuseppe.
- I cherrocl, grandi frollini di forma umana con le braccia che stringono un uovo sodo. Tipico delle festività di Pasqua, preparato da nonne e mamme, per nipoti e figli, raffigurando le sembianze di maschi o femmine a seconda del sesso degli stessi.

### Eventi

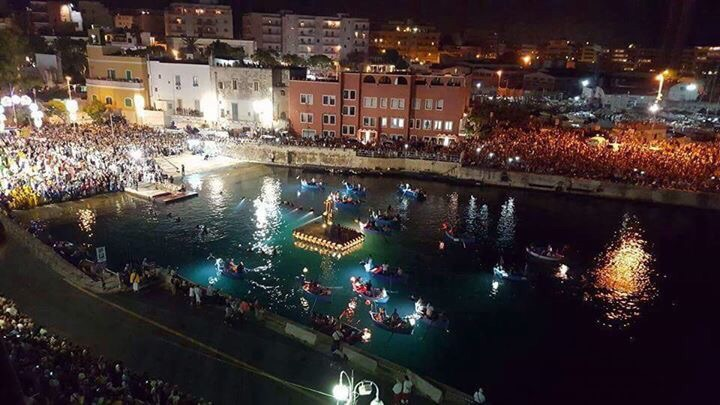
Rievocazione dell'approdo della Madonna della Madia, protettrice di Monopoli.

Monopoli è animata da un calendario ricco di eventi che scandiscono l'anno, tra celebrazioni religiose profondamente radicate e manifestazioni di carattere storico e culturale. La loro rilevanza è attestata dalla partecipazione della comunità e dalla risonanza che assumono nel panorama locale. Tra le più rilevanti:
- Rievocazione del miracoloso approdo della Madonna della Madia: Evento centrale nella vita cittadina, si celebra con due appuntamenti annuali che ricordano l'arrivo prodigioso dell'icona della protettrice di Monopoli. Il 16 dicembre,  all'alba, una zattera con l'icona della Madonna giunge al porto, rievocando il primo approdo, seguita da una solenne processione in Cattedrale. Il 14 e 15 agosto, nella celebrazione estiva, si ripropone l'evento del 16 dicembre, affiancando al programma religioso un nutrito programma civile.
- Via Crucis vivente: A cura del Corteo Storico della città, questa rappresentazione si snoda per le vie del centro storico, ricreando i momenti della Passione di Cristo nella sera della Domenica delle Palme.
- Processione dei Misteri: La sera del Venerdì Santo vede la partecipazione di tutte le confraternite cittadine, che accompagnano la reliquia della Croce di Gesù in una solenne processione.
- Presepi viventi: Nel periodo natalizio, la città e le sue contrade ospitano numerosi presepi viventi, tra i quali spiccano quelli presso la chiesa di San Francesco da Paola e in contrada Cozzana.
- Cavalcata dei Magi: Nella contrada Antonelli si svolge una caratteristica rappresentazione teatrale che rievoca l'arrivo dei Re Magi.

## Geografia antropica

### Urbanistica
L'attuale conformazione urbanistica della città di Monopoli si deve all'architetto De Simone che nel 1795 vide approvato il proprio progetto dalle autorità napoletane. Il piano prevedeva l'abbattimento delle mura cittadine, che per secoli avevano garantito la sicurezza della città, ritenute allora obsolete e inutili e un'espansione urbana caratterizzata da uno schema a scacchiera, in evidente contrasto con la zona medievale formata da vie strette e tortuose.
Il limite tra la città vecchia e la zona nuova è determinato dal circuito delle scomparse fortificazioni e i punti di accesso più evidenti sono in corrispondenza delle antiche porte.
Molto più interessante il precedente progetto (non approvato dalle autorità napoletane) redatto dell'ingegnere Francesco Sorino nel 1794, che prevedeva la conservazione delle mura e uno schema d'espansione urbana a raggiera, a partire da una grande piazza rotonda. Si trattava di una soluzione moderna e rispettosa delle memorie storiche e architettoniche dell'antica città e delle sue molteplici direttrici di collegamento col territorio circostante. La Monopoli del Sorino avrebbe avuto molti riferimenti formali con l'attuale città di Lucca, che ha conservato integralmente il sistema di fortificazioni cinquecentesco ben distinto dal moderno tessuto urbano di accrescimento.

### Suddivisioni storiche

#### Quartieri
La Città di Monopoli era divisa in quattro quartieri: Egnathia, Japigia, Apulia e Peucezia, divisione caduta successivamente in disuso e oggi del tutto abbandonata. Di essa rimangono testimonianza le indicazioni poste in alcuni importanti snodi viari della città.

### Suddivisioni amministrative

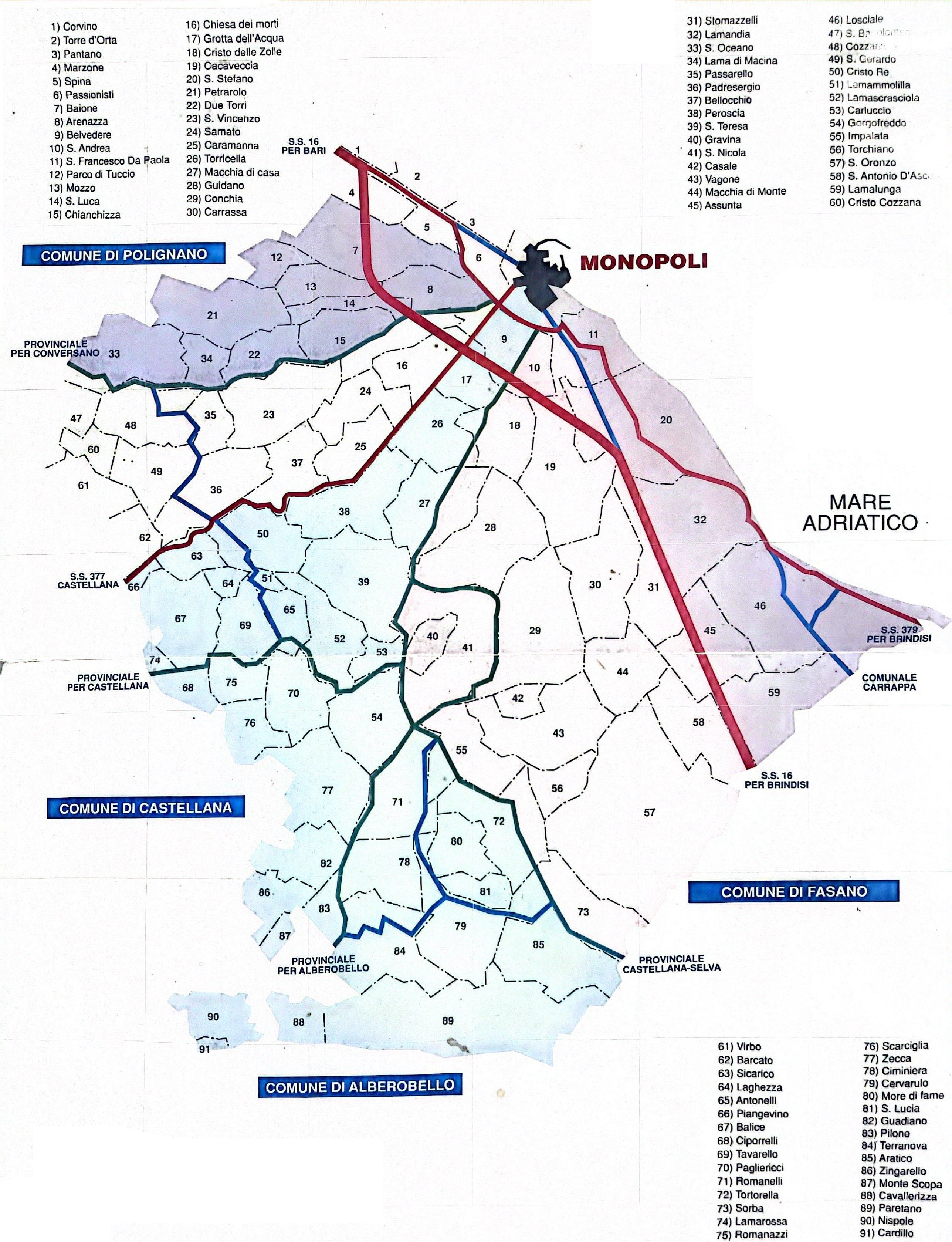
Mappa del territorio di Monopoli con la suddivisione delle 91 contrade, alcune di esse ormai inurbate.

#### Contrade

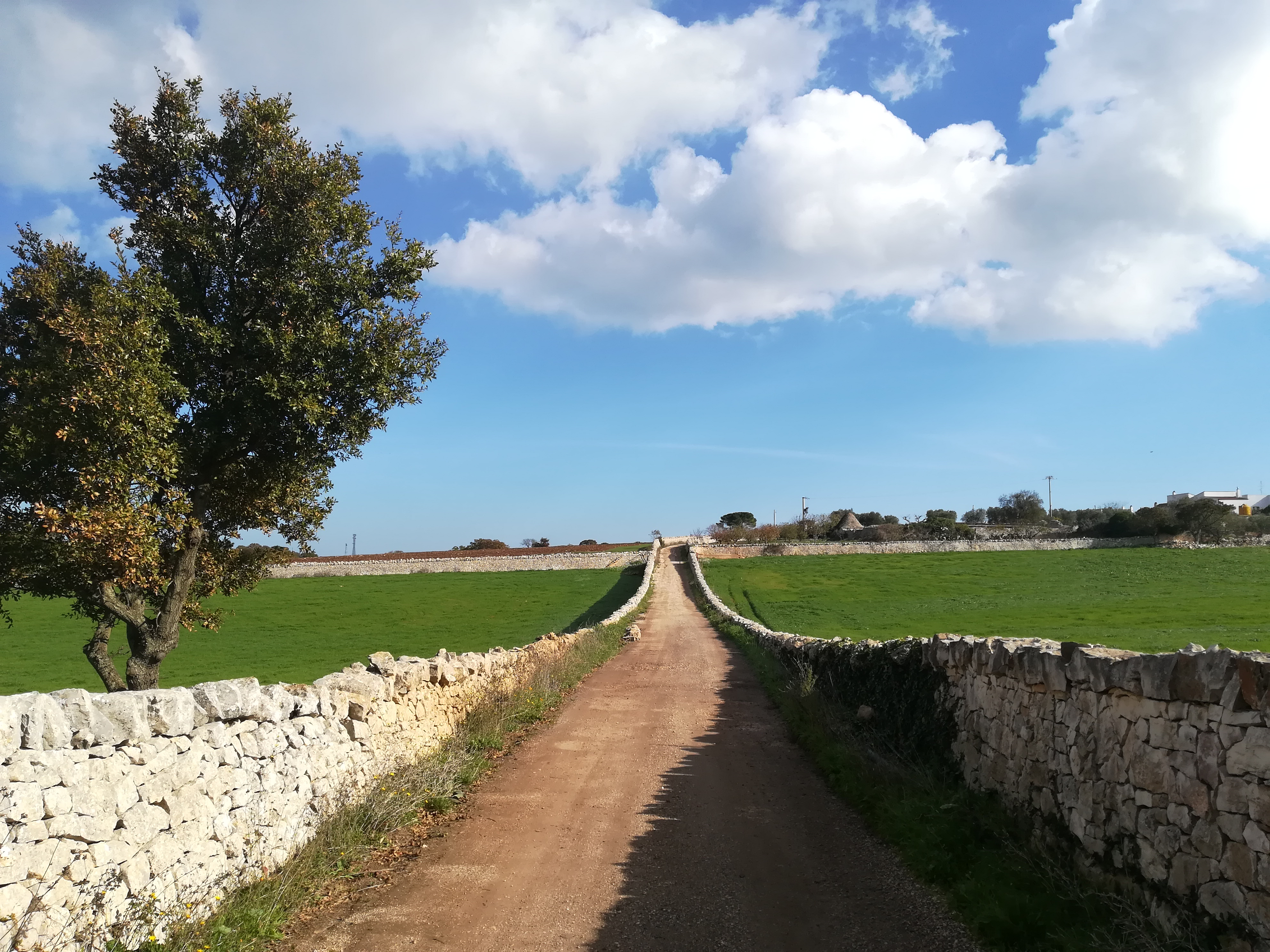
Scorcio dell'agro, in contrada Ciminiera.

Il territorio della campagna monopolitana è molto vasto, estendendosi per oltre 140 km²: anche la popolazione delle contrade è numerosa, e cioè di 10.902 abitanti al gennaio 2024. La maggior parte di essi è localizzata in contrada Impalata, a 366 metri sul livello del mare. Per numero di abitanti seguono contrada Santa Lucia, contrada Gorgofreddo, Cozzana, Antonelli, Virbo, San Bartolomeo, Sant'Antonio d'Ascula, Losciale, con un'estrema polverizzazione dei nuclei abitativi sul territorio. Il tipo di insediamento prevalente è quello a nucleo sparso, caratterizzato dalla presenza di una chiesa o di una masseria o ancora di un casale, e dalle case che si sviluppano in maniera disordinata in strade attorno al punto di riferimento più o meno centrale. Notevole nell'agro, soprattutto verso Castellana Grotte, è la presenza di trulli, privi però delle tradizionali decorazioni pittoriche sul cono come ad Alberobello, indizio di costruzione in epoca più recente.
Il territorio cittadino posto un tempo al di fuori delle mura delle città è diviso in 91 contrade, alcune delle quali di fatto soppresse poiché completamente inurbate. Da segnalare la presenza di due exclavi situate nel territorio di Castellana Grotte, cioè le contrade di Nispole e Cardillo, fra loro confinanti.
- Antonelli, Aratico, Arenazza, (l') Assunta
- Baione, Balice, Barcato, Bellocchio, Belvedere
- Cacaveccia, Cardillo, Caramanna, Carluccio, Carrassa, Casale, Cavallerizza, Cervarulo, Chianchizza, Chiesa dei Morti, Ciminiera, Ciporelli, Conchia, Corvino, Cozzana, Cristo della Cozzana, Cristo delle Zolle, Cristo Re, Due Torri
- Gorgofreddo, Gravina, Grotta dell'Acqua, Guadiano, Guidano
- Impalata
- Laghezza, Lama di Macina, Lamalunga, Lamammolilla, Lamandia, Lamarossa, Lamascrasciola, Losciale
- Macchia di Casa, Macchia di Monte, Marzone, Monte Scopa, Moredifame, Mozzo
- Nispole
- Padresergio, Pagliericci, Pantano (inurbata), Parco di Tucci, Paretano, Passarello, Passionisti (inurbata), Peroscia, Petrarolo, Piangevino, Pilone
- Romanelli
- Samato, Sant' Andrea, Sant' Antonio d'Ascula, San Bartolomeo, San Francesco da Paola (inurbata), San Gerardo, San Luca, Santa Lucia, San Nicola, Sant' Oceano, Sant' Oronzo, Santo Stefano, Santa Teresa, San Vincenzo, Scarciglia, Sicarico, Sorba, Spina, Stomazzelli
- Tavarello, Terranova, Turchiano, Torre d'Orta, Torricella, Tortorella
- Vagone, Virbo
- Zecca, Zingarello.

#### Altre località del territorio
Alcuni toponimi d'uso comune nell'agro ma non corrispondenti a contrade: si tratta di antichi nomi caduti in disuso, strade comunali, comprensori di masserie: Spagosottile, Gradone, More di Fame, Strasciddone, Putta, Americano, Faccia di Trippa, Cacaveccia, Ebreo, Cardillo, Parmaiorca, Ronzapane, Rizzitello, Tormento, Catalluccio, Spadacciuddo, Montenetto, Donnarosa, Mandorla Amara, Finorio, Nico, Li Pizzi, Casotto, Termine Luongo, Codaderito, Gronco, Coda di Rete, Carbonaro.

## Economia

### Agricoltura

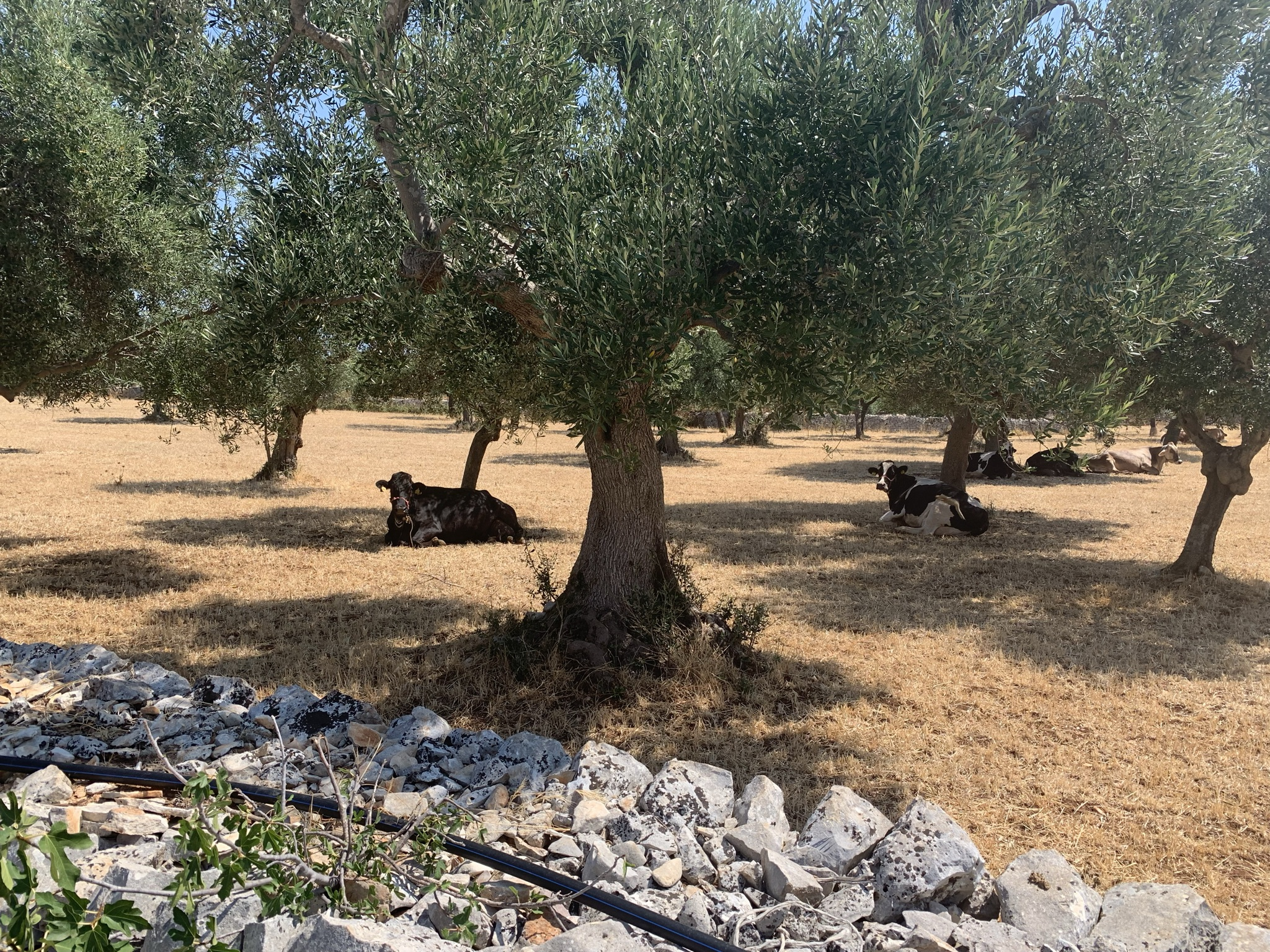
Uliveto nella marina di Monopoli

L'agricoltura rappresenta da secoli un settore trainante per l'economia di Monopoli, grazie alla fertilità del territorio e alla sua posizione geografica. Il paesaggio rurale è caratterizzato da ampie distese di uliveti secolari, in particolare nella zona della 'marina', che fanno della produzione di olio d'oliva  un'eccellenza riconosciuta e un pilastro dell'economia agricola locale. Accanto all'olivicoltura, un ruolo di primo piano è rivestito dalla coltivazione di ciliegi, in particolare della rinomata varietà "Ferrovia", che a Monopoli e nel suo entroterra trova uno dei suoi areali produttivi più importanti, contribuendo significativamente al reddito degli agricoltori. Significativa è anche la produzione di ortaggi, che beneficiano del clima mite e dei terreni vocati, rifornendo i mercati locali e non solo. La modernizzazione delle tecniche agricole si affianca alla conservazione delle pratiche tradizionali, garantendo prodotti di alta qualità e sostenendo un'identità territoriale fortemente legata alla terra.
Monopoli rientra nell’area del riconoscimento DOP “Terra di Bari – sottozona Murgia dei Trulli e delle Grotte” per l’olio extravergine d’oliva. Numerose masserie storiche, in parte ristrutturate, continuano l’attività agricola e olearia, spesso integrandola con l’agriturismo. Sono presenti cooperative agricole e frantoi che valorizzano le produzioni locali attraverso la filiera corta e la trasformazione artigianale. Negli ultimi anni si è registrata una crescente attenzione all’agricoltura biologica e alla sostenibilità ambientale, con l’adesione di alcune aziende a certificazioni di qualità e a progetti di tutela del paesaggio agrario.

### Artigianato
La produzione e l'attività artigianale nella città di Monopoli e nell'agro soprattutto è stata una delle attività di punta fino alla metà del Novecento. Successivamente lo sviluppo del terziario e del turismo ha soppiantato molte delle antiche attività tipiche non solo di Monopoli ma dell'intera zona del sud-est barese. L'attività della falegnameria, per esempio, con la produzione di carri, carretti, sciaraballi da parte dei carradori, di botti, tini, tinozze da parte dei bottai (la piana di Monopoli è ancora una delle poche zone dove si continuavano a produrre, almeno fino ai primi anni 2000, tini e carri), mobili realizzati dagli ebanisti e anche, a tutt'oggi, di strumenti musicali come chitarre, soprattutto nell'agro.
La lavorazione del ferro battuto, ancora presente nel centro cittadino, è di pregio ma ormai di nicchia a causa della diffusione dell'acciaio inossidabile e dei materiali più facilmente gestibili. La cestineria era un' altra attività tipica della zona monopolitana, con la produzione di panieri, setacci, canestri, fuscelli e fiscoli per la spremitura delle olive, oggi purtroppo quasi scomparsa. Una delle attività più diffuse, ancora oggi, è quella della lavorazione della pietra: la maggior parte delle abitazioni presenti in campagna sono nate dalle sapienti mani di muratori che svolgevano e svolgono quell'occupazione trasmettendo i segreti di padre in figlio. In particolare il cosiddetto maestro di parete era l'artigiano addetto alla costruzione e alla riparazione dei muretti a secco nell'agro, attività ormai in via di estinzione, come buona parte delle attività artigianali sopra ricordate.

### Industria

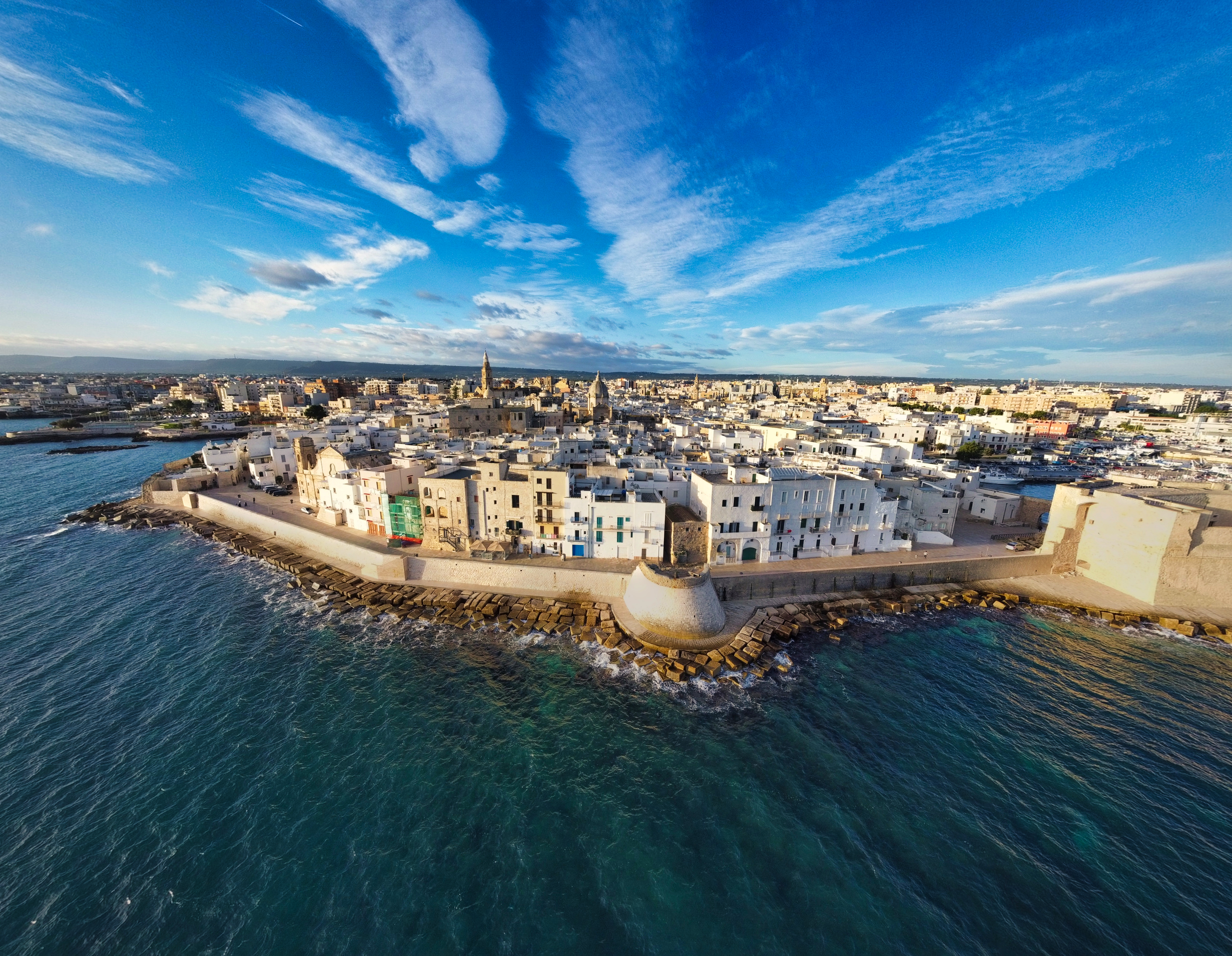
Veduta di Monopoli dal mare.

Monopoli ha una tradizionale vocazione industriale che, pur avendo visto la dismissione di importanti stabilimenti storici come il cementificio Italcementi, operativo dagli inizi del Novecento, e lo stabilimento Tognana, costruito negli anni Sessanta, ha saputo rinnovarsi. Negli ultimi anni, in particolare, si è sviluppata un'area industriale di significativo valore produttivo a nord della città, nei pressi della tangenziale, che ospita realtà all'avanguardia.
Punta di eccellenza del comparto industriale monopolitano è MerMec, azienda leader mondiale nella costruzione di treni ad alta tecnologia e sistemi speciali per la diagnostica delle reti ferroviarie. L'azienda, parte del Gruppo AngelHolding, continua a investire in ricerca e sviluppo per la digitalizzazione del settore ferroviario ed è attivamente coinvolta in progetti innovativi, inclusa la realizzazione del primo treno diagnostico a idrogeno e la partecipazione alla ricostruzione di linee ferroviarie internazionali, consolidando la sua posizione di leadership anche attraverso acquisizioni strategiche come quella di Ferrosud a Matera. Dal suo successo è nata nel 2011 Blackshape, un'altra eccellenza del Gruppo AngelHolding, che ha progettato e produce il Blackshape Prime, un aereo ultraleggero interamente in fibra di carbonio. L'azienda sta espandendo la sua presenza globale con nuovi modelli come il "Prime Xplorer", mirando a diventare un punto di riferimento nell'aeronautica sportiva privata.
Il tessuto industriale locale è ulteriormente arricchito da diverse realtà attive in svariati settori. Tra le industrie tessili, olearie, meccaniche e chimiche si annoverano la conceria Eco Leather, sebbene stia affrontando un periodo di ristrutturazione per rilanciare la produzione e salvaguardare l'occupazione. L'Oleificio Italiano, parte del Gruppo Marseglia, è specializzato nella produzione di oli industriali e vanta notevoli capacità di stoccaggio e raffinazione, grazie a impianti all'avanguardia e ampie capacità di stoccaggio. Un'altra azienda rilevante è Plastic Puglia, leader mondiale nel settore dell'irrigazione di precisione e produttrice di tubi in polietilene.

### Turismo

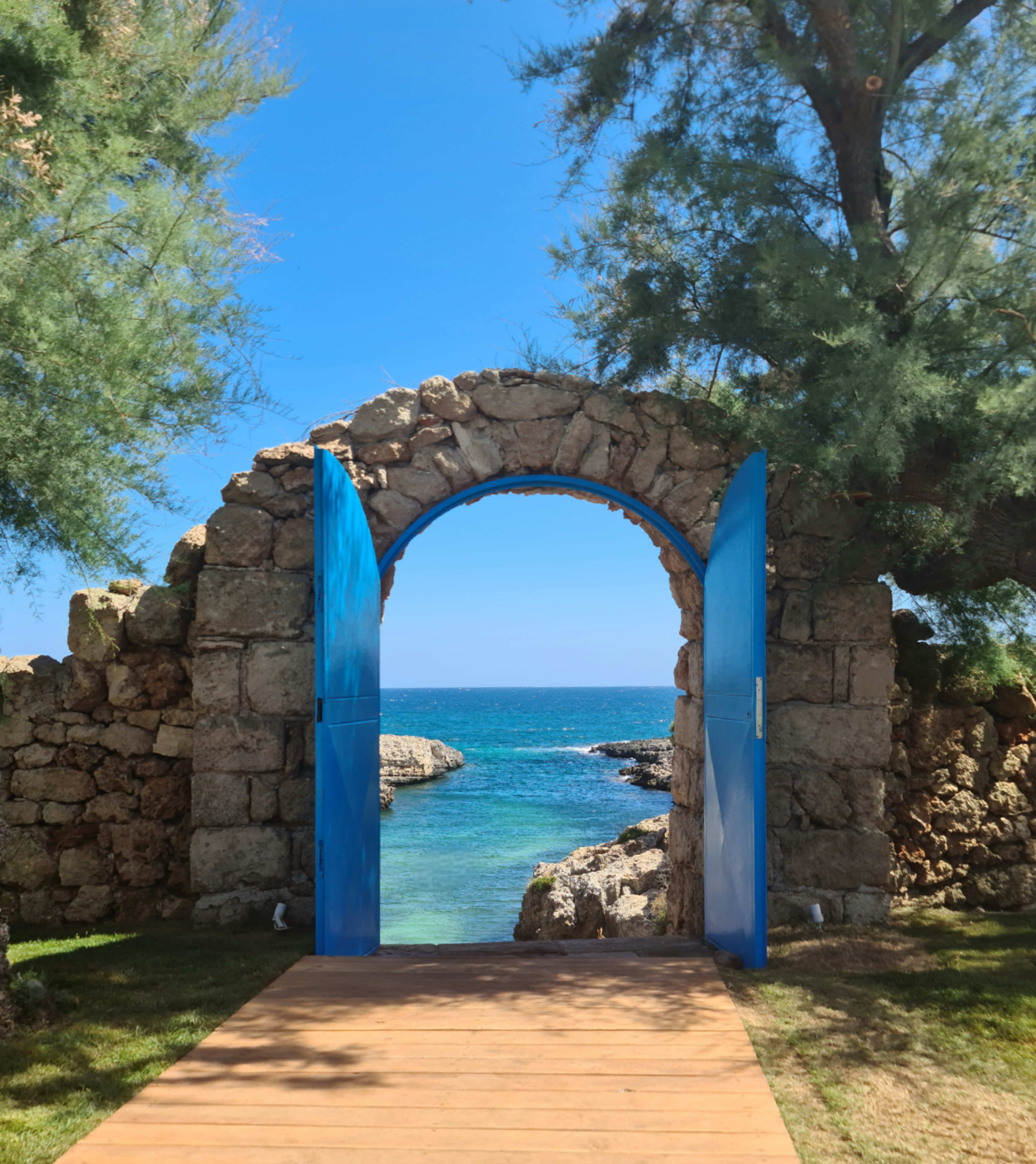
Cala Diavolo, una delle calette del litorale monopolitano.

La presenza di musei, di numerosi luoghi di culto, di chiese rupestri e di masserie ha reso la città oltre che centro di turismo balneare, anche importante centro culturale. Dal 2016 il comune ha adottato un nuovo brand turistico ufficiale che identifica la città come "Heart of Apulia". Monopoli è anche detta, erroneamente, la città delle 99 contrade; tale dicitura rappresenta un'iperbole turistica, dal momento che da delibera comunale del 1971 e come è evidente dalle attuali mappe turistiche cittadine, la città comprende 91 contrade: si tratta di suddivisioni amministrative dell'area anticamente posta fuori dalle mura di cinta, i cui toponimi rievocano antichi casali scomparsi, la presenza di una masseria, di una chiesa o altri riferimenti storico-geografici.
Monopoli si è affermata negli ultimi anni come una delle principali mete turistiche della Puglia e dell’Italia meridionale, grazie alla combinazione tra patrimonio storico, paesaggio costiero e crescente visibilità mediatica. Il centro storico, in particolare l’area attorno alla Cattedrale e al Castello Carlo V, è tra le zone maggiormente visitate, apprezzato per l’integrità del tessuto urbano e l’atmosfera suggestiva. Il litorale, che si estende per circa 15 chilometri, offre numerose spiagge e cale, dalle più attrezzate a quelle più appartate, richiamando un afflusso significativo soprattutto nei mesi estivi. Negli ultimi anni si è registrata anche una vivace crescita dell’offerta legata al tempo libero, con l’apertura di ristoranti, locali e bar, in particolare nel centro storico e sul lungomare, contribuendo allo sviluppo della cosiddetta movida serale e notturna.
L’intensificazione del fenomeno turistico ha portato all’emergere di alcune criticità, oggetto di dibattito a livello locale: tra queste, l’aumento della pressione sulle infrastrutture e sui servizi urbani, la trasformazione del centro storico con processi di gentrificazione, l’aumento dei costi abitativi e l’impatto sulla qualità della vita dei residenti. Le amministrazioni locali stanno promuovendo interventi orientati alla gestione sostenibile dei flussi turistici e alla tutela dell’identità culturale e ambientale della città.

## Infrastrutture e trasporti

### Strade

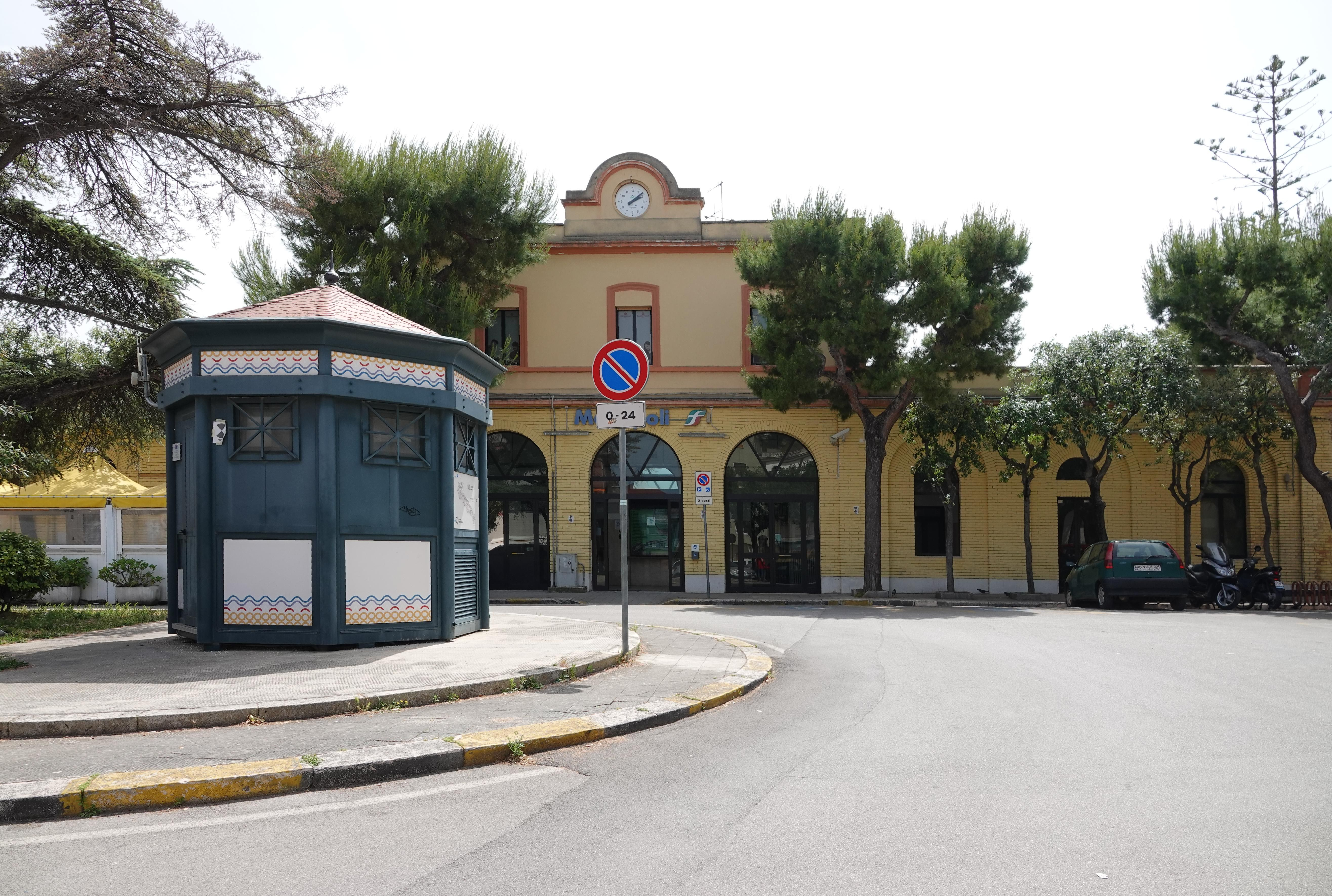
La stazione ferroviaria di Monopoli.

Monopoli è situata lungo la strada statale 16 Adriatica che collega Bari con Lecce, svolgendo anche la funzione di tangenziale esterna per la città. Il territorio è attraversato inoltre dalla Strada Provinciale Monopoli - Conversano, dalla strada Provinciale Monopoli - Castellana e dalla strada provinciale Monopoli - Alberobello.

### Ferrovie
La stazione ferroviaria fa parte della Ferrovia Adriatica sul tratto Bari-Lecce. Molti dei siti limitrofi di richiamo turistico sono raggiungibili anche mediante servizi di autolinee regionali.

### Porti

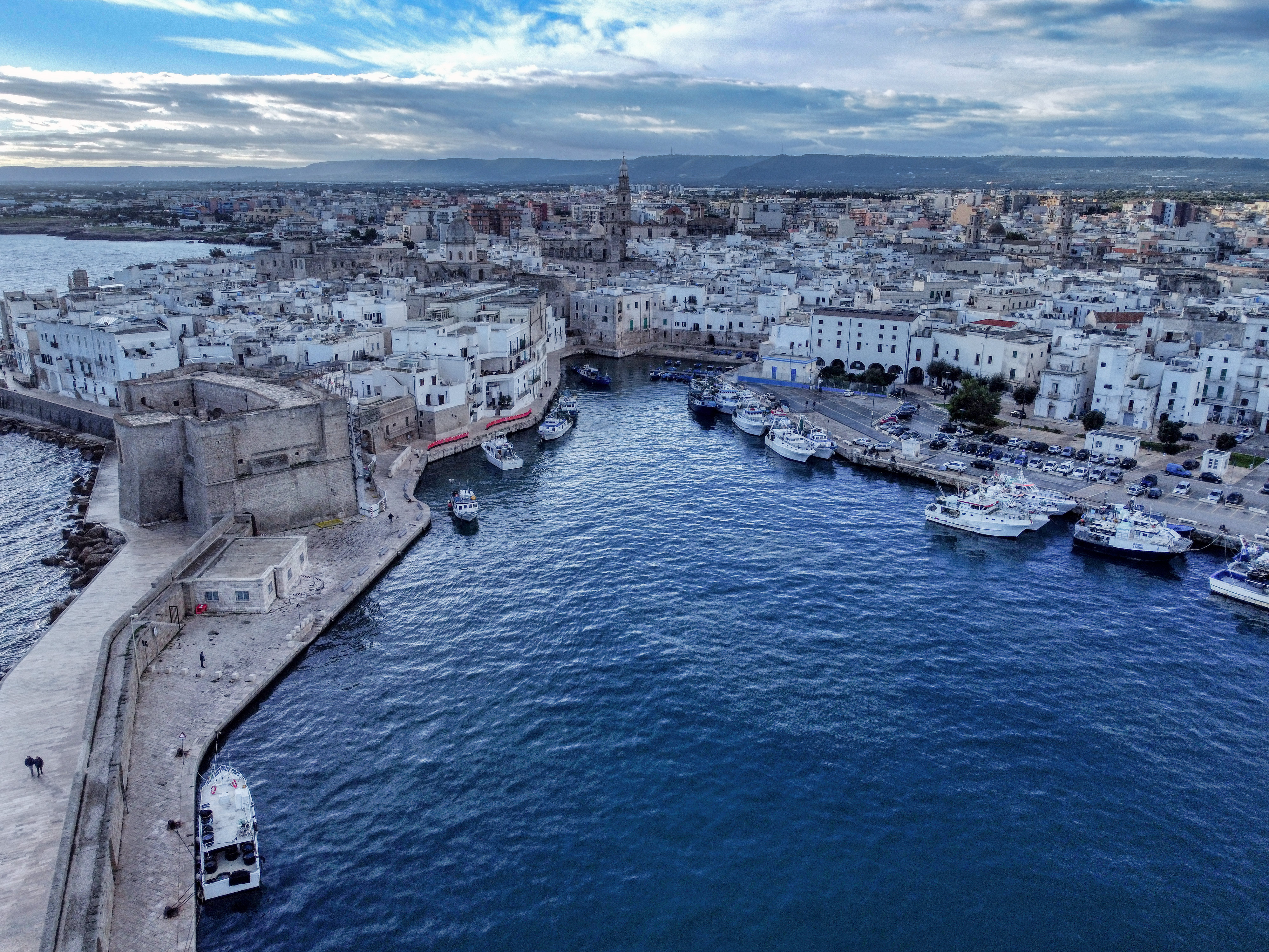
Il Porto antico di Monopoli.

Nel contesto urbanistico della città, il porto rappresenta un elemento primario. Il bacino portuale comprende quattro insenature o cale:
- Porto Vecchio
- Cala Batteria o delle Batterie
- Cala Fontanelle
- Cala Curatori

Il sopraflutto, radicato a punta Curatori, si protende in direzione nord-est, sud-est; il sottoflutto, chiamato molo Margherita, radicato a punta Castello, si prolunga in direzione nord, nord-ovest per 200 metri. Ambedue i moli servono a riparare lo specchio del porto dalle forti mareggiate che periodicamente si abbattono dal quadrante nord-est.

### Mobilità urbana
La mobilità urbana a Monopoli è strutturata su una rete viaria che collega il centro cittadino, i quartieri periferici e le contrade dell’entroterra. Il centro storico, caratterizzato da strade strette e a prevalente uso pedonale, è oggetto di interventi volti alla limitazione del traffico veicolare e alla valorizzazione della mobilità dolce. Sono presenti zone a traffico limitato (ZTL), aree pedonali e una rete di parcheggi pubblici a ridosso del centro urbano, attivi soprattutto nel periodo estivo. Il trasporto pubblico locale è gestito da un servizio di autobus urbani che collega i principali punti di interesse della città, inclusi ospedali, istituti scolastici e aree residenziali.  Negli ultimi anni sono state promosse iniziative per incentivare forme di mobilità sostenibile, come la realizzazione di piste ciclabili e progetti di mobilità integrata, anche in collaborazione con enti regionali e agenzie di trasporto.

## Amministrazione
Fino al 2010 il comune di Monopoli è stato membro del Consorzio Trulli Grotte Mare assieme ad altri 8 comuni della provincia di Bari e della provincia di Brindisi con affinità culturali, economiche e sociali e comune patrimonio ambientale, artistico e monumentale.
| Periodo        | Periodo        | Primo cittadino                                 | Partito                         | Carica                    | Note |
| -------------- | -------------- | ----------------------------------------------- | ------------------------------- | ------------------------- | ---- |
| 9 giugno 1996  | 27 giugno 1999 | Antonio Guccione                                | L'Ulivo                         | sindaco                   |      |
| 28 giugno 1999 | 6 agosto 2002  | Walter Laganà                                   | Forza Italia                    | sindaco                   |      |
| 6 agosto 2002  | 26 maggio 2003 | Mario Tafaro Donato di Gioia Francesco Coppetta |                                 | commissario straordinario |      |
| 26 maggio 2003 | 14 aprile 2008 | Paolo Antonio Leoci                             | Lista civica di centro-sinistra | sindaco                   |      |
| 14 aprile 2008 | 10 giugno 2018 | Emilio Romani                                   | Il Popolo della Libertà         | sindaco                   |      |
| 10 giugno 2018 | in carica      | Angelo Annese                                   | Forza Italia                    | sindaco                   |      |

### Gemellaggi
- Valona[senza fonte]
- Lyss
- Lugoj[107]

### Altre informazioni amministrative

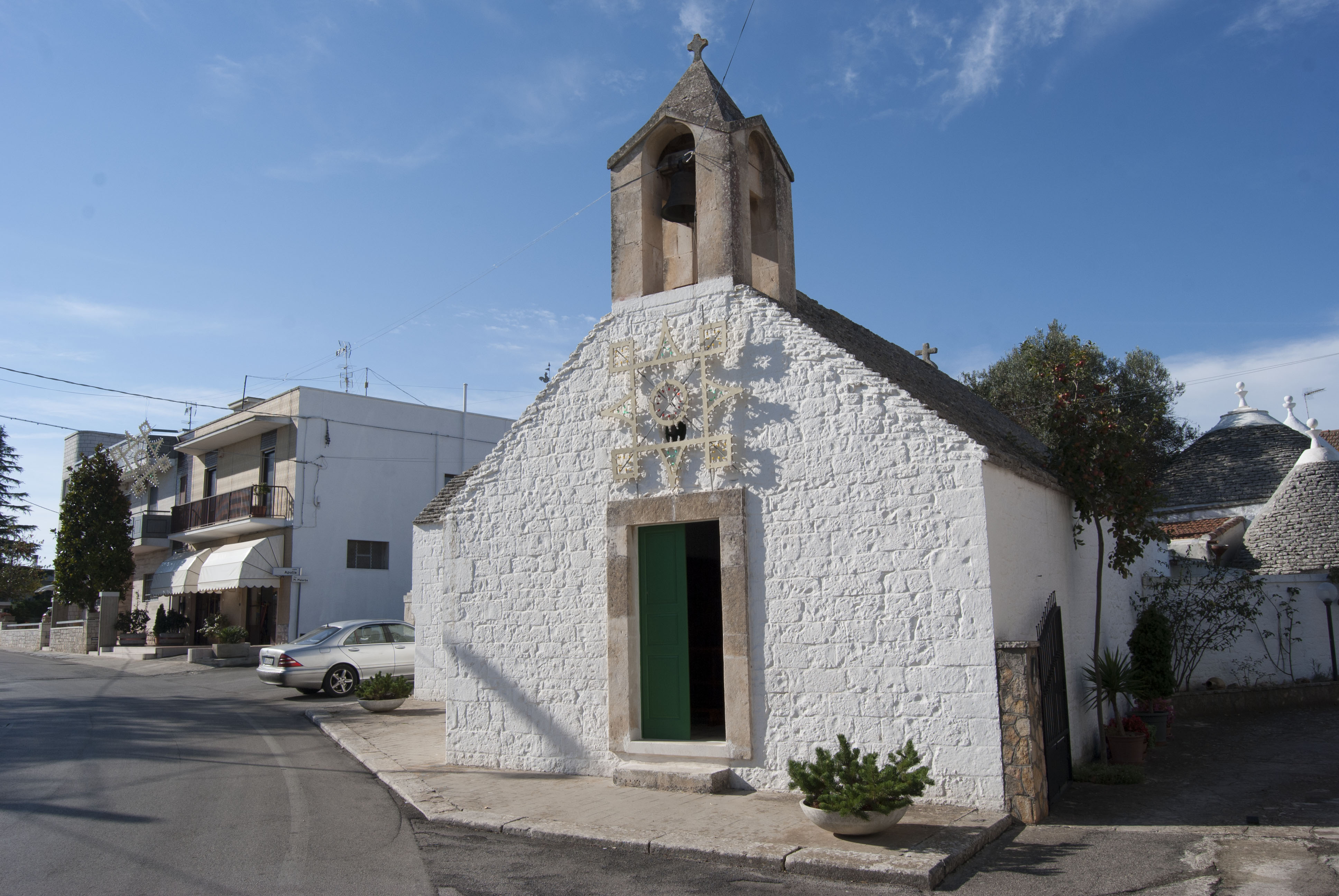
Chiesa di Santa Maria del Rosario in Coreggia (Alberobello), territorio di Monopoli fino al 1895.

Nel corso della sua storia, il territorio comunale di Monopoli ha subìto varie modifiche amministrative legate a cessioni e ridefinizioni dei confini comunali. Una prima significativa riduzione del territorio è attestata nel 1895, quando la contrada di Coreggia, insieme alle "case sparse" delle limitrofe Pantanello, Monte del Sale, Malvisco, Chiusuola, Orbo e San Leonardo, fu annessa ad Alberobello per regio decreto di Umberto I, datato 13 gennaio. Questa cessione, avvenuta a seguito di numerose petizioni e rimostranze della popolazione locale e con l'appoggio del Consiglio Provinciale, comportò la perdita di 2.231 ettari per Monopoli, nonostante l'amministrazione monopolitana fosse colta di sorpresa dal decreto reale e tentasse invano un ricorso al Consiglio di Stato. La gioia degli abitanti della Coreggia per l'annessione traspare ancora oggi nell'iscrizione posta sulla chiesetta rurale della Madonna del Rosario.
Un momento particolarmente rilevante si verificò nel 1927, con l’istituzione della provincia di Brindisi. In tale occasione, il Regio Decreto n. 1301 del 14 luglio 1927 dispose l'inclusione di 2.752 ettari nel territorio comunale di Fasano. Queste aree comprendevano contrade come Egnazia (con le sottolocalità Don Paolo, Iurelle, Ricci e Sovereto), la borgata Savelletri, i centri pescherecci di Cala Palmieri, Cala Mascione e Cala Frascina, oltre a lembi di territorio nei pressi della strada provinciale Monopoli-Torre Canne fino a Pezze di Greco. La cessione generò numerose rimostranze da parte delle circa novanta famiglie che si trovarono a essere registrate in un doppio registro contributivo, e nel dopoguerra, gli amministratori monopolitani tentarono più volte, senza successo, di recuperare il territorio ceduto a Fasano.
Nel secondo dopoguerra, il territorio subì ulteriori ridefinizioni toponomastiche e amministrative, che portarono a una razionalizzazione e, in alcuni casi, alla soppressione di contrade. Ad esempio, la contrada Zampogna, che figurava nell'elenco del 1954 come novantaduesima contrade, fu soppressa prima del 1971 e accorpata alla vicina Cardillo, riducendo il numero complessivo a novantuno. Le attuali liste e i confini ufficiali della Città di Monopoli, aggiornati al 2024, riportano un totale di novantuno contrade, sebbene alcune di esse siano state eliminate dall'Anagrafe a partire dal 2004 in quanto non più abitate.

## Sport
La città è sede delle seguenti società e attività sportive

### Calcio
- Società Sportiva Monopoli 1966[111] - Serie C, girone C.
- Monospolis, nel campionato di terza categoria.

#### Società Settori Giovanili (Calcio)
- Esperia Monopoli, regionale, fino alla Juniores.
- Accademia Calcio Monopoli, associata alla Società Sportiva Calcio Bari S.p.A.
- ASD Monospolis,fino agli Allievi.

### Calcio a 5
- ASD Audace Calcio a 5 Monopoli[112] milita nella serie A2, dotata di settore giovanile.
- ASD MP Futsal Club milita nella serie C-1.

### Rugby
- Amatori Rugby Monopoli[113] milita in Serie C1

### Basket
- Action Now Monopoli[114] (Basket maschile) milita in Serie B.
- Basket AP Monopoli[115] (Basket maschile) milita in Serie C Silver.
- ASD Seagulls Monopoli (Basket maschile) milita in Prima divisione.
- I Delfini Monopoli (Basket femminile) milita nel Campionato di Serie C Femminile.

### Canottaggio
- Circolo Canottieri Pro-Monopoli[116].
- Canottieri Monopoli 2005.

### Pallavolo
- Apulia Volley Monopoli (Pallavolo maschile)[117] milita in Serie D.
- Apulia Volley Monopoli (Pallavolo femminile) milita in Prima divisione femminile.
- Fenix Monopoli (pallavolo femminile). Milita in B/2 e ha diverse squadre nel settore giovanile.

### Altri sport
- ASD Tennis Tavolo Maurizio Lembo milita in serie C/2, D/1, D/2[118].
- Libertas Monopoli atletica leggera.
- Associazione Dilettantistica Scacchi Botvinnik di Monopoli milita in serie A2.
- Attiva la disciplina del K-1 con il campione mondiale Gianpiero Sportelli.
- ASD Centro Taekwondo Monopoli
- ASD Ginnastica Adriatica Monopoli[119]

Nel febbraio 2003 a Monopoli si svolsero le gare del campionato mondiale di ciclocross.

### Impianti sportivi
La città di Monopoli è sede dello stadio Vito Simone Veneziani. Nella zona sud dell'abitato cittadino sorge inoltre il centro sportivo Tommaso Carrieri utilizzato dall'Amatori Rugby Monopoli,dalle società calcistiche giovanili Esperia Monopoli, Accademia Calcio Monopoli e Monospolis per le proprie partite casalinghe. La città ha un palazzetto dello sport e due tendostrutture adibite al basket e al calcio a 5. Le due società di pallacanestro disputano i propri incontri presso le palestre delle scuole Melvin Jones (Serie B) e IPSIAM (Serie C Silver).